# Ligne B du RER d'Île-de-France
Pour les articles homonymes, voir Ligne B.
La ligne B du RER d'Île-de-France, plus souvent simplement nommée RER B, est une ligne du réseau express régional d'Île-de-France qui traverse l'agglomération parisienne selon un axe nord-est / sud-ouest, avec deux embranchements. Elle relie Aéroport Charles-de-Gaulle 2 TGV et Mitry - Claye au nord-est à Robinson et à Saint-Rémy-lès-Chevreuse au sud, en passant par le cœur de Paris. À l'origine se trouve la ligne de Sceaux, inaugurée au milieu du XIXe siècle et qui par prolongements successifs, relie la gare du Luxembourg à Saint-Rémy-lès-Chevreuse.
Créée en 1977 au moment de l'ouverture de la gare de Châtelet - Les Halles, la ligne transporte 983 000 voyageurs par jour ouvrable en 2019, ce qui en fait la deuxième ligne la plus fréquentée du réseau, derrière la ligne A du RER. À partir de l'ancienne ligne de Sceaux qui se terminait à la gare du Luxembourg, les travaux réalisés ont permis de relier cet ancien terminus aux voies de la gare du Nord via les gares de Saint-Michel - Notre-Dame et Châtelet - Les Halles et de l'interconnecter avec la ligne Paris – Mitry - Claye du réseau Nord. Cette ligne permet notamment d'accéder aux terminaux de l'aéroport de Paris-Charles-de-Gaulle ainsi qu'à ceux de l'aéroport de Paris-Orly — via la gare d'Antony et les navettes automatiques Orlyval —, au stade de France, au parc des expositions de Paris-Nord Villepinte, à la Maison des examens d'Arcueil ainsi qu'au pôle scientifique et technologique Paris-Saclay.

Plan de la ligne.

## Histoire

### Chronologie

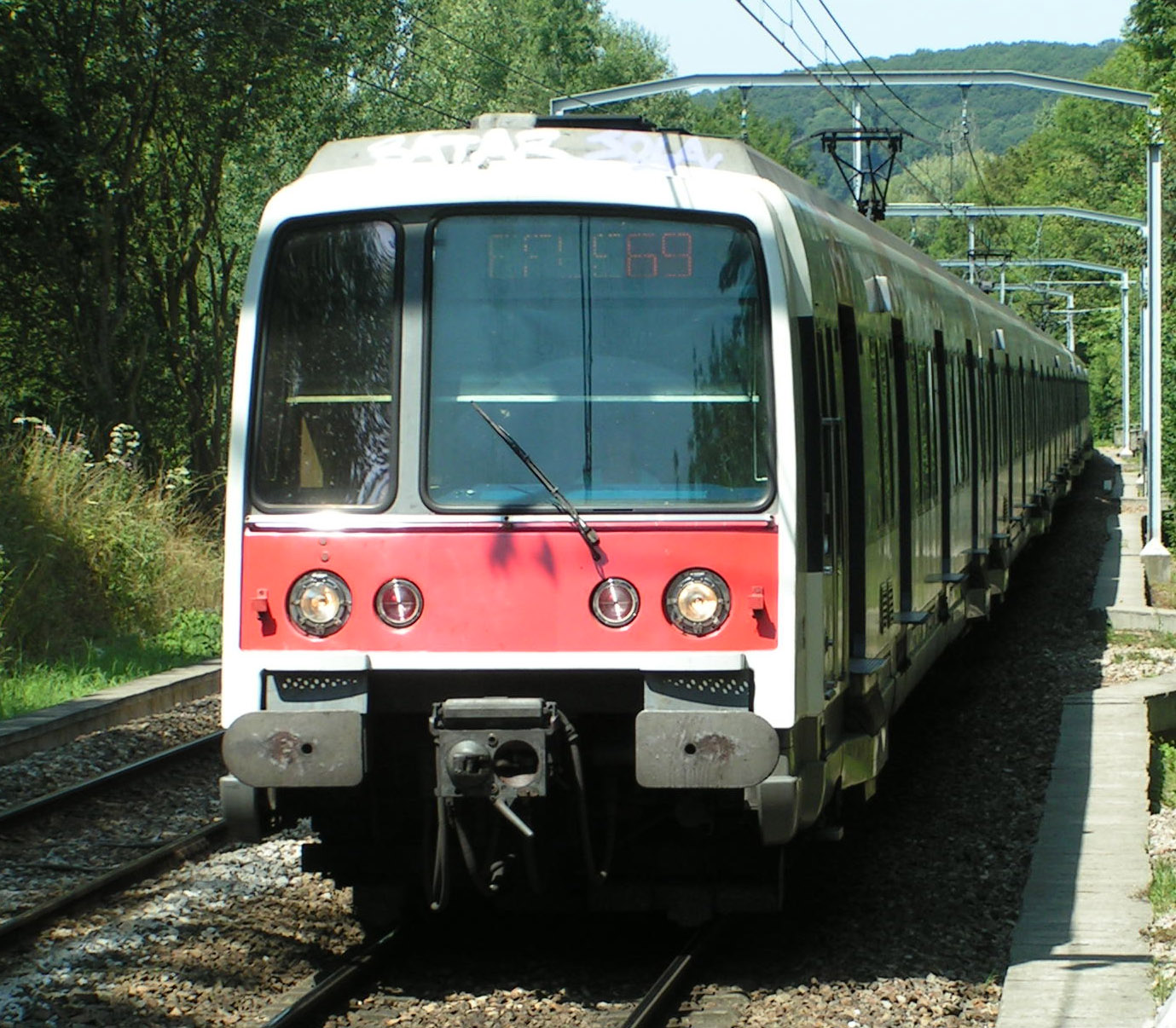
Un MI 79 à Gif-sur-Yvette en juillet 2004.

- 8 décembre 1977 : la ligne de Sceaux devient le RER B à la suite de son prolongement à Châtelet - Les Halles et à sa mise en correspondance avec le tronçon central du RER A également mis en service ce jour ; exploitation de la ligne par les automotrices « Z » et les MS 61, trains monocourant
- 28 mai 1980 : mise en service commerciale du premier train bicourant, le MI 79
- 10 décembre 1981 : ouverture du tunnel de Châtelet à la Gare du Nord, prolongement au nord et intégration des lignes vers Roissy - Aéroport Charles-de-Gaulle (anciennement « Roissy-Rail ») et Mitry - Claye, moyennant une correspondance systématique quai à quai à Gare du Nord
- janvier 1983 : ouverture de la gare du Parc des Expositions
- 28 février 1983 : dernières circulations des derniers MS 61
- 7 juin 1983 : mise en service de la première phase de l'interconnexion nord-sud avec huit trains interconnectés par heure, institution des relèves entre conducteurs SNCF et conducteurs RATP à Gare du Nord
- 1er octobre 1984 : interconnexion nord-sud améliorée avec douze trains interconnectés par heure
- Deuxième semestre 1985 : interconnexion nord-sud renforcée avec seize trains interconnectés par heure
- 27 février 1987 : dernières circulations des derniers éléments monocourant de la ligne (les automotrices Z)
- 27 septembre 1987 : interconnexion nord-sud finalisée avec l'interconnexion de tous les trains (vingt trains par heure)
- 17 février 1988 : ouverture de la gare de Saint-Michel - Notre-Dame, en correspondance avec les lignes RER C et 10 du métro
- 2 octobre 1991 : mise en service d'Orlyval entre la gare d'Antony et l'aéroport d'Orly
- 13 novembre 1994 : prolongement de la branche de Roissy à Gare de l'aéroport Charles-de-Gaulle 2 TGV ; la gare de Roissy - Aéroport Charles-de-Gaulle devient alors tout simplement Aéroport Charles-de-Gaulle 1
- 1995 et 1996 : attentats dans les gares de Saint-Michel - Notre-Dame puis de Port-Royal.
- 25 janvier 1998 : ouverture de la gare de La Plaine - Stade de France et fermeture de celle de La Plaine-Voyageurs
- 2007 : lancement des travaux du RER B Nord +
- du 7 juillet 2008 au 9 novembre 2009 : suppression progressive des relèves SNCF / RATP à Gare du Nord
- 7 décembre 2010 : mise en service commerciale du premier élément MI 79 rénové
- 7 décembre 2011 : lancement du Schéma directeur du sud de la ligne ainsi que des études de doublement du tunnel Châtelet - Gare du Nord
- du 17 au 19 août 2013 : fin des travaux du RER B Nord + avec la mise en service progressive de la nouvelle signalisation
- 19 août 2013 : entrée en application de l'offre RER B Nord + (horaires d'été)
- 2 septembre 2013 : entrée en application de l'offre RER B Nord + (horaires d'hiver)
- 25 octobre 2013 : début des travaux du quai de secours à Denfert-Rochereau
- 10 novembre 2013 : mise en service du Centre de commandement unique (CCU) regroupant le Centre opérationnel Transilien (SNCF) de la ligne B, un représentant de Réseau ferré de France (RFF), intervenant pour faciliter la gestion de la circulation sur la partie nord de la ligne, et le Poste de commandement centralisé de la (RATP) afin de coordonner la gestion de la ligne depuis un même site[1].
- 30 novembre 2015 : dernière circulation du dernier élément MI 79 non rénové[2].
- 1er janvier 2018 : début de la campagne de rénovation de 33 rames MI 84 de la ligne B du RER
- 7 octobre 2020 : mise en service du premier MI 84 rénové
- De mi-2022 à fin 2024 : renforcement de l'alimentation électrique
- De mi-2022 à fin 2025 : amélioration de l'évacuation des gares
- De janvier 2023 à fin 2024 : renforcement des ponts et talus. Adaptation au nouveau gabarit des trains MI 20.

### Réaliser une ligne Nord-Sud

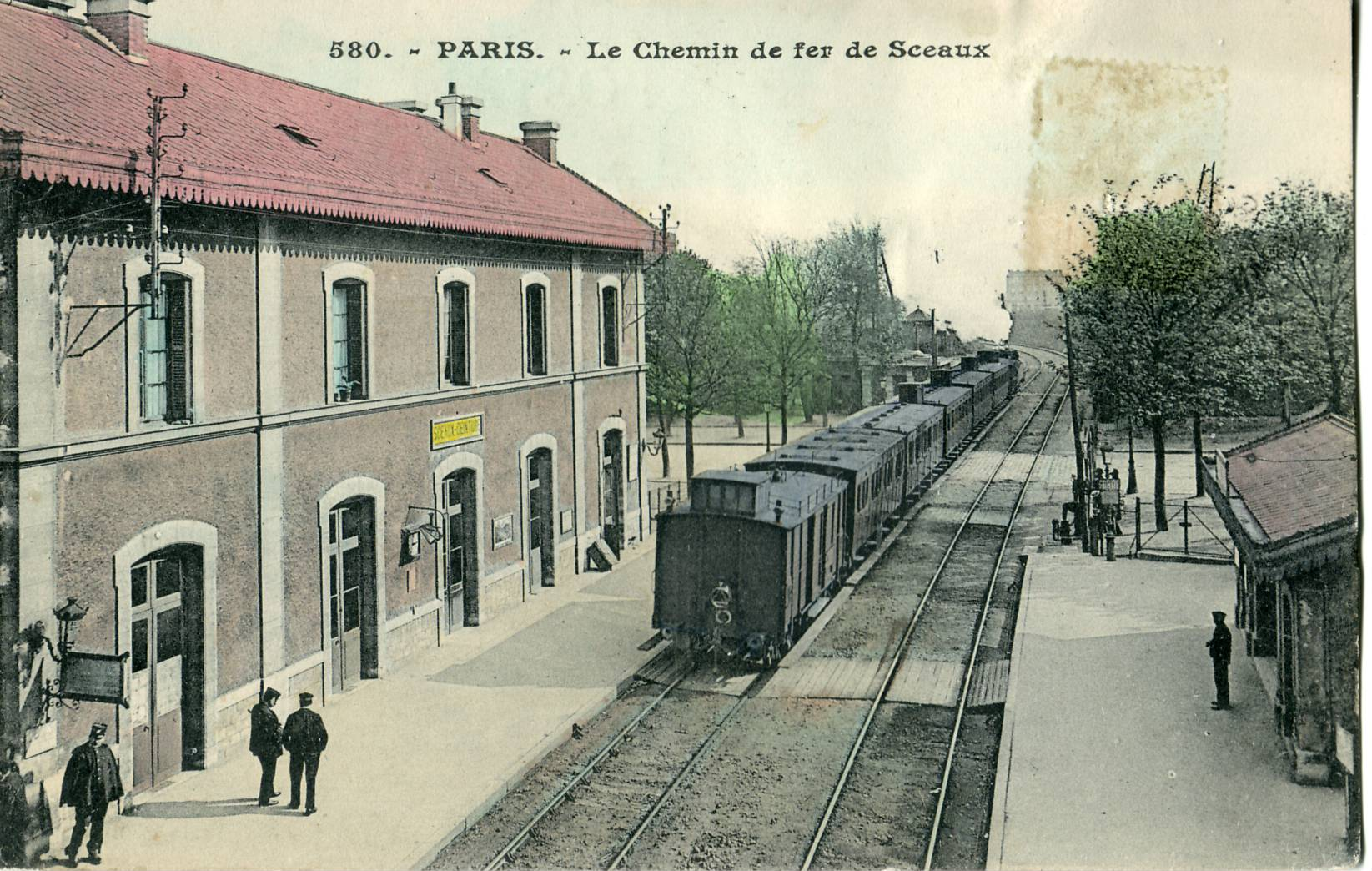
La ligne de Sceaux en carte postale.

En 1929, le projet Langevin, du nom du ministre des travaux publics, propose de relier les lignes de la région parisienne de façon à créer une infrastructure de transports urbains, sur le modèle du S-Bahn allemand. Dans ce sens, la Compagnie du chemin de fer métropolitain de Paris (CMP) propose de faire de la ligne de Sceaux le maillon important d'un futur réseau de métro express régional. Pour ce faire, la ligne devait être profondément modernisée.
Ainsi, en avril et novembre 1931, après de longs pourparlers entre l'État, les départements, le PO et la CMP, deux conventions sont signées et approuvées par la loi du 10 avril 1932. Il est décidé que la Compagnie du Paris-Orléans (PO), alors propriétaire de la ligne, renonce à l'exploitation de la ligne au terme des travaux. Celle-ci sera rétrocédée et confiée par le département de la Seine à la CMP. Des travaux de grande envergure sont mis en chantier, qui aboutissent à une considérable modernisation de la ligne. Ceux-ci comprennent la suppression des passages à niveau, le rehaussement des quais, la modification de la signalisation, la construction de trois nouvelles gares, mais surtout l'électrification de la ligne et la mise en place d'un nouveau matériel moderne, les Z 23000 (ou automotrices Z), qui remplacent le matériel vétuste du PO.

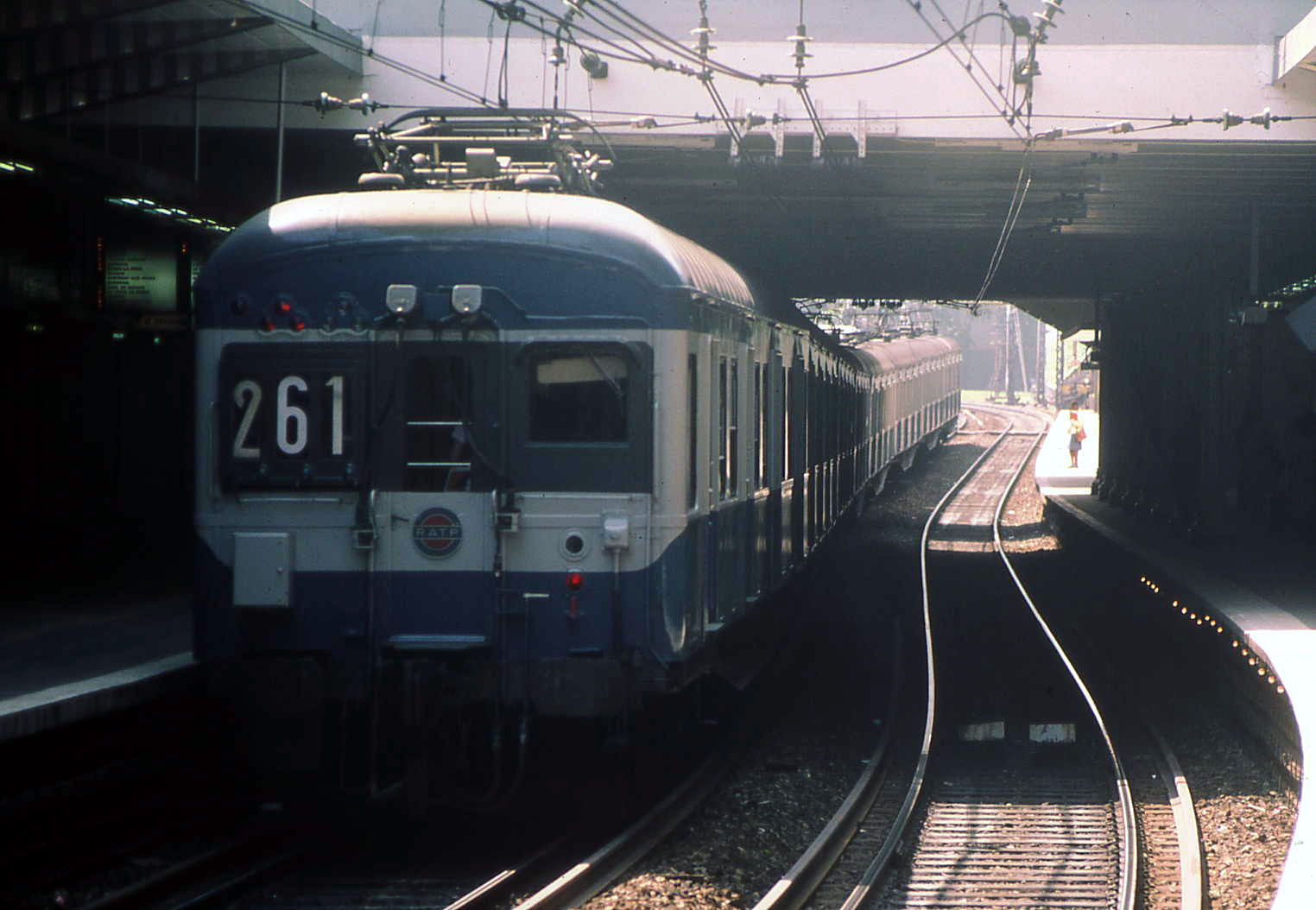
Rame Z 23000 à Denfert-Rochereau.

Le 18 janvier 1938, la nouvelle exploitation de la ligne de Sceaux démarre entre Paris et Massy - Palaiseau avec un triplement des fréquences. Le succès est immédiat : le trafic connaît une progression spectaculaire passant de 8 à 18 millions de voyageurs en une seule année d'exploitation. Mais la Seconde Guerre mondiale ajourne les projets de métro régional, et la ligne de Sceaux reste longtemps un cas à part au sein de la banlieue parisienne.
En 1949, la ligne est exploitée par la nouvelle Régie autonome des transports parisiens (RATP) qui succède à la CMP. Après guerre, le projet de réseau régional est relancé. En 1965, le Schéma directeur d'aménagement et d'urbanisme de la région parisienne (SDAURP), ancêtre de l'actuel Schéma directeur de la région Île-de-France (SDRIF), qui prévoit la création de nouvelles lignes de banlieue et leur interconnexion à travers Paris, abandonne le projet d'extension au nord de la ligne de Sceaux au profit d'une ligne nouvelle reliant Châtelet à Melun-Sénart via Orly, Juvisy et Évry. Ce projet trop ambitieux est lui-même finalement ajourné (et abandonné) au début des années 1970[réf. souhaitée].
Le 29 juin 1967, les premiers MS 61 font leur apparition, en renfort des automotrices Z, après des essais sans voyageurs débutés le 8 mars 1967, entre Denfert-Rochereau et Orsay-Ville.

### Arrivée à Châtelet - Les Halles

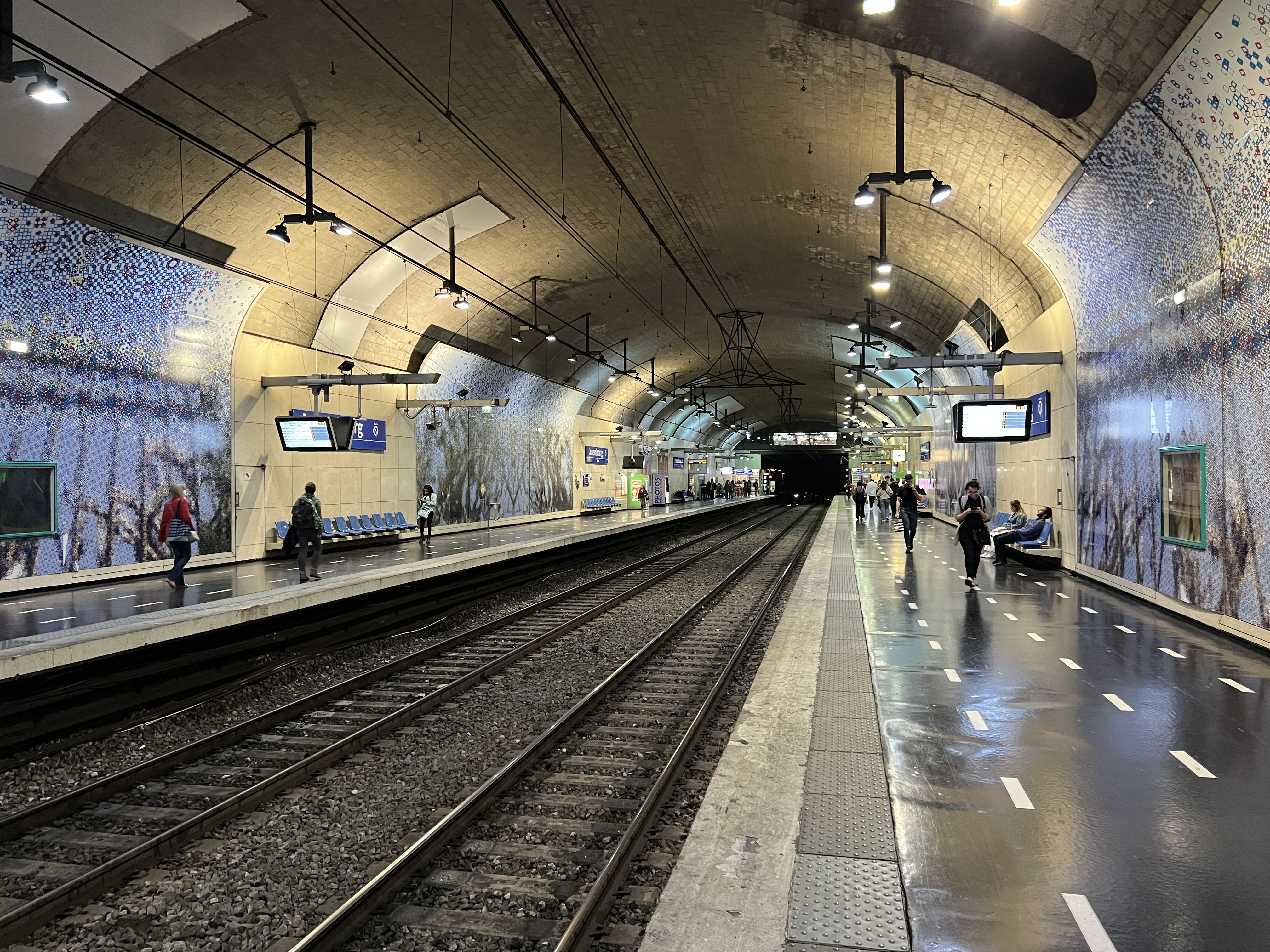
La gare Luxembourg, ancien terminus parisien de la ligne de Sceaux, en avril 2022.

Le 25 mai 1971, le gouvernement décide de mettre en œuvre la création du tronçon central de la ligne est-ouest, futur RER A, malgré diverses polémiques et incertitudes face aux coûts engendrés. Ce tronçon est, en effet, fondamental pour permettre la constitution d'un réseau cohérent destiné, à l'origine, à désaturer les deux lignes de métro les plus chargées : la ligne 1 et la ligne 4[réf. nécessaire].
Le 29 février 1972, le schéma d'exploitation du futur réseau est approuvé par le syndicat des transports parisiens (STP, lointain prédécesseur d'Île-de-France Mobilités). Le métro régional est dorénavant conçu comme devant être constitué de trois lignes, la transversale est-ouest (future ligne A), une nouvelle transversale sur la rive gauche créée à partir de tronçons existants (futur RER C), le prolongement de la ligne de Sceaux et son interconnexion avec une ligne du réseau nord à déterminer, ainsi que la réalisation d'une nouvelle ligne supplémentaire interconnectée (futur RER D).
Fin 1973, les travaux du prolongement de la ligne débutent. Ils consistent à créer un tunnel long de 2 600 mètres qui aboutira à Châtelet-les-Halles, futur cœur du nouveau réseau de transport en commun à grand gabarit. Pour y parvenir, il fallait passer sous la Seine imposant la création d'une très forte rampe (4 %,) et nécessitant l'amorçage de la dénivellation dès la gare du Luxembourg, cette dernière n'étant pas construite à l'origine pour anticiper un éventuel prolongement sous-fluvial de la Seine. C'est pourquoi dans un premier temps, il était envisagé de supprimer la gare du Luxembourg pour commencer plus tôt la descente en vue de passer sous le fleuve, moyennant la construction d'une nouvelle station baptisée Quartier Latin qui aurait été réalisée plus au nord vers le Carrefour de l'Odéon pour permettre une correspondance avec les lignes 4 et 10 du métro. Néanmoins une campagne de protestation des riverains fait changer ce projet[réf. souhaitée], et la station Luxembourg est conservée mais nécessite d'amorcer la dénivellation dès cette ancienne gare dont la plate-forme est abaissée de cinquante centimètres,.

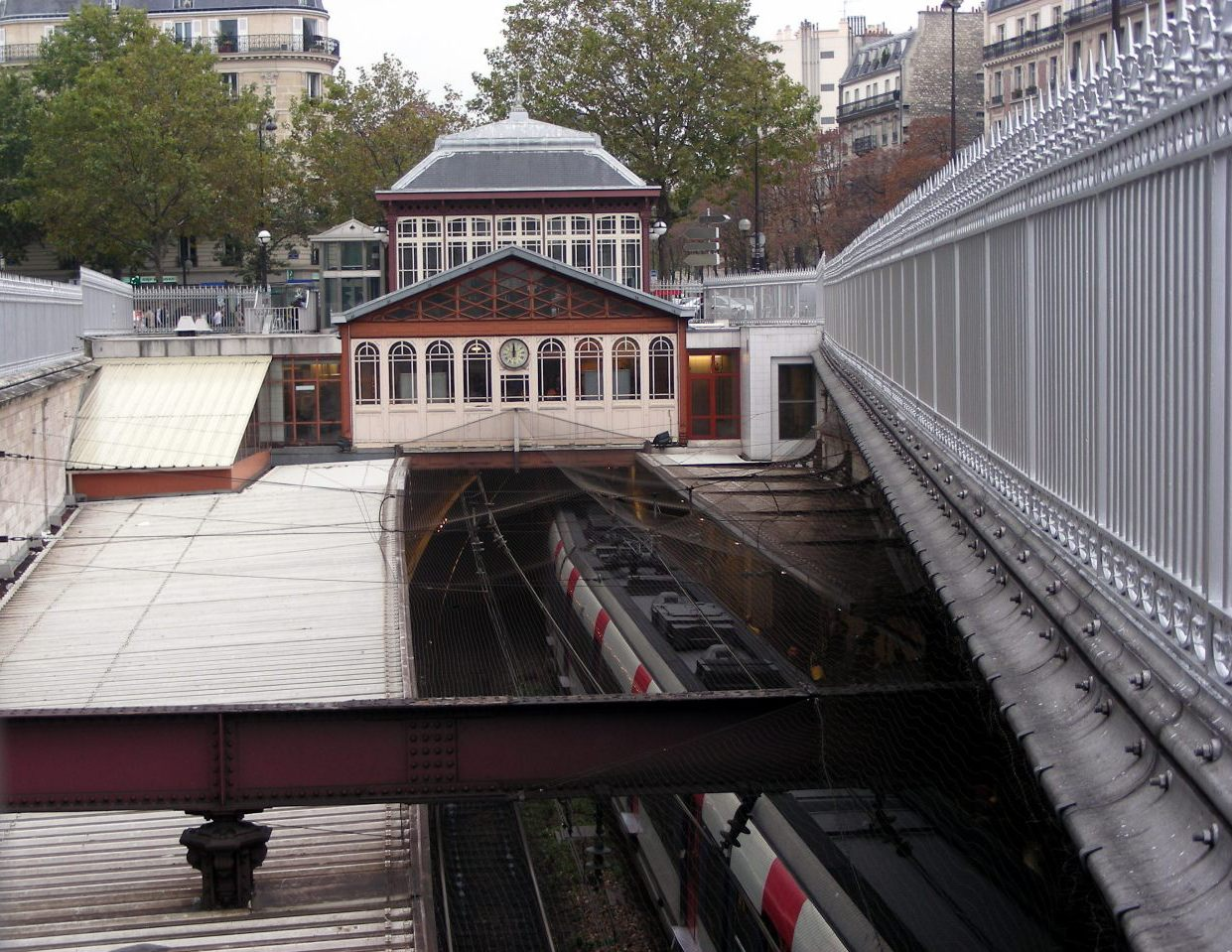
La gare de Port-Royal en octobre 2006.

Ainsi, durant l'été 1974, le terminus de la ligne est reporté à Port-Royal, le temps de construire la nouvelle gare du Luxembourg. La nouvelle gare est reconstruite plus en profondeur, sa plate-forme est abaissée de 50 centimètres, et elle voit sa longueur augmenter pour que les trains puissent commencer leur descente vers Châtelet en passant par Saint-Michel et sous la Seine,.
Dès la rentrée 1974, la gare du Luxembourg est, en attendant le prolongement à Châtelet - Les Halles, exploitée avec une seule voie, évitant ainsi les manœuvres et obligeant le train à repartir aussitôt arrivé. Pour faciliter ce retournement rapide, l'actuelle voie vers Paris fut recouverte par un quai provisoire au moyen de planches de bois, la rame ayant alors un côté montée et un côté descente.
Dans le cadre des travaux du prolongement, un palier est aménagé dans la rampe entre Luxembourg et Châtelet - Les Halles afin de faciliter la construction ultérieure de la gare de Saint-Michel - Notre-Dame, en correspondance avec la ligne d'Orsay de la SNCF (futur RER C) et les métros 4 et 10. Les « Z » voient certains de leurs équipements de frein modifiés afin de s'adapter à la forte déclivité, ainsi que les compartiments fumeurs supprimés. Le prolongement doit aboutir à Châtelet-Les-Halles, nouvelle gare créée à l'occasion. Elle est construite à ciel ouvert à l'emplacement des Halles de Baltard. Elle sera longue de 310 mètres et large de 79 mètres ; elle s'étendra du chevet de l'église Saint-Eustache, au nord-ouest, à l'ancien cimetière des Innocents, au sud-est, avec sept voies. Elle sera en correspondance avec la nouvelle ligne RER A.

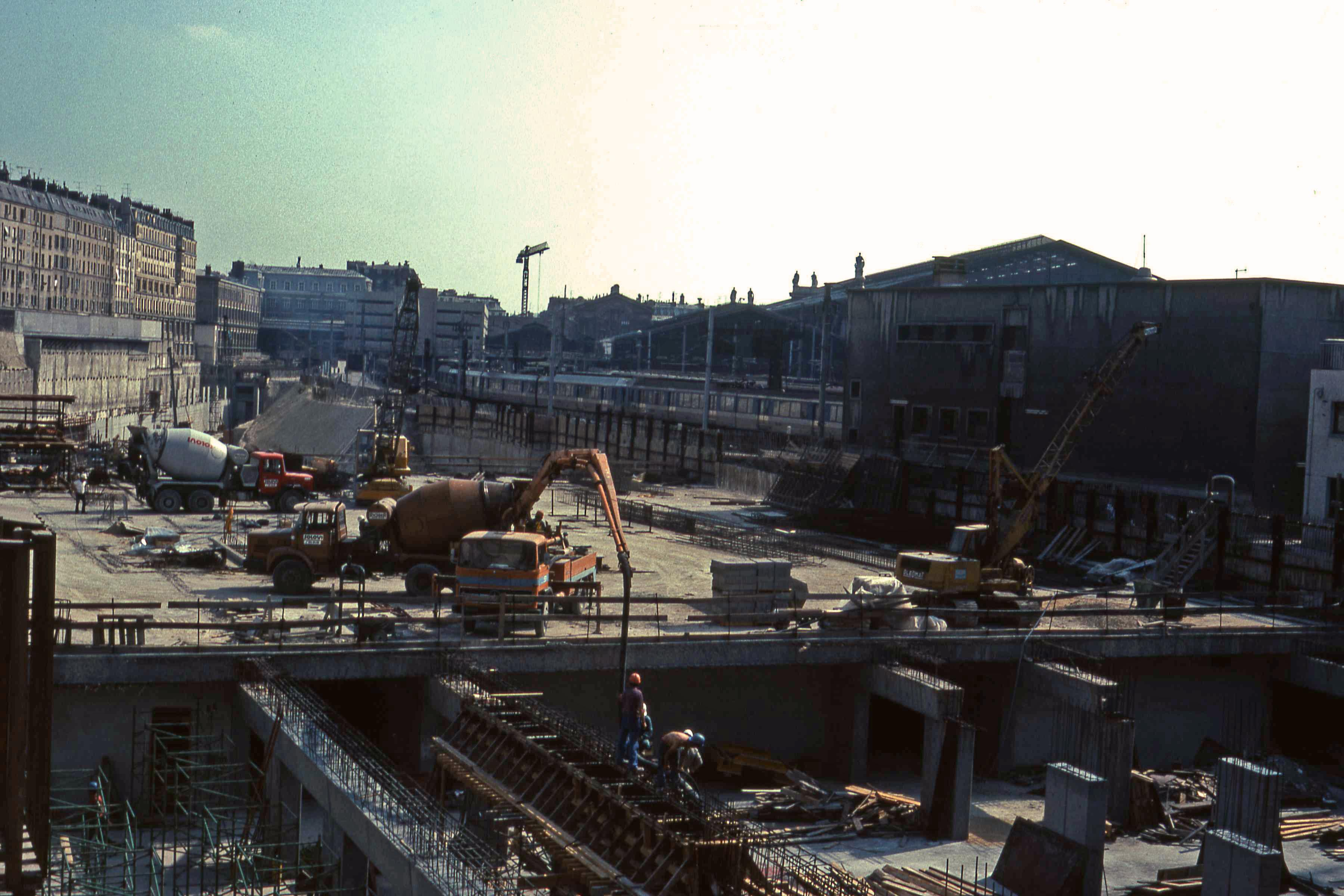
La gare souterraine de Paris Gare du Nord en cours de construction, en 1979.

En 1976, la mise en chantier de l'interconnexion du premier degré entre la ligne de Sceaux et la banlieue nord est décidée à la suite de l'approbation du schéma de principe. C'est la ligne de Mitry et son antenne desservant l'aéroport Charles-de-Gaulle qui sont finalement sélectionnées pour constituer le tronçon nord de la ligne B du RER, afin de permettre une connexion ultérieure entre les deux grands aéroports de Paris, Charles-de-Gaulle et Orly. La nouvelle liaison a également pour vocation de soulager la ligne 4 du métro, devenue la plus chargée du réseau, et de désaturer la gare du Nord.
Ainsi, la même année, débute le percement du tronçon de 2 156 mètres, qui reliera Châtelet au tympan sud de la nouvelle gare souterraine de Gare du Nord, dans un sous-sol à la géologie difficile, dans la nappe phréatique et de plus en tréfonds d'immeubles anciens et souvent vétustes. La RATP assure la maîtrise d'ouvrage du percement du tunnel. Environ 250 000 m3 de roches et de terre sont extraits.
En 1977, la nouvelle gare souterraine de Gare du Nord voit sa construction démarrer à ciel ouvert. Pour préparer le nouveau prolongement, la signalisation spécifique de la ligne de Sceaux est mise aux normes SNCF, 
par étapes de 1977 à 1983,.

### Naissance du RER B

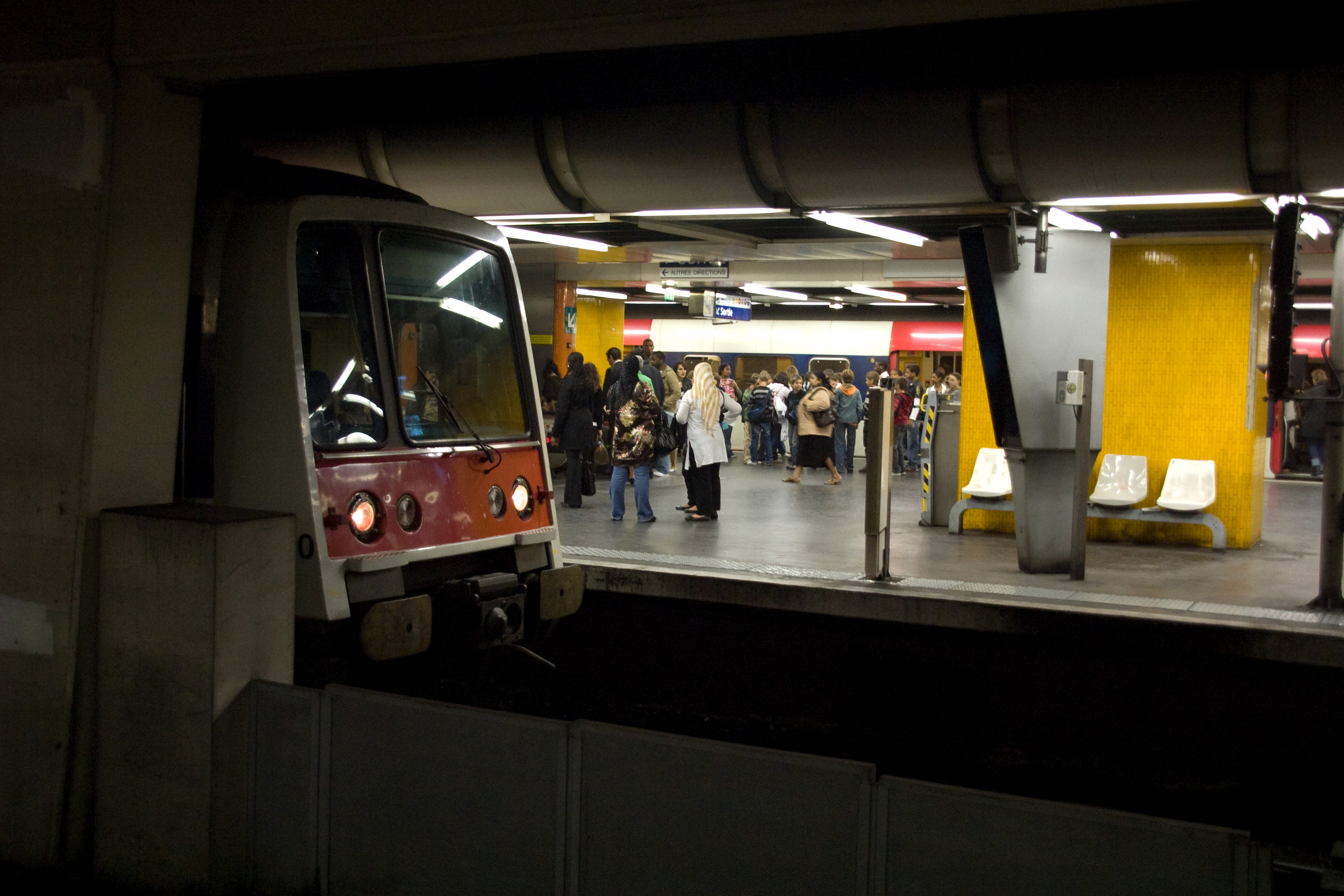
À Châtelet - Les Halles, avec en premier plan un train de la ligne et au second, un train du RER A, en juin 2008.

Le 8 décembre 1977 naît la ligne B du Réseau express régional à la suite du prolongement de la ligne de Sceaux, depuis Luxembourg. Elle est intégralement gérée par la RATP. Cette jonction passe par la nouvelle station de correspondance Châtelet - Les Halles, qui reçoit également la nouvelle ligne A. Cette dernière résulte de la mise en service de la jonction entre les gares d'Auber et de Nation. Ainsi, c'est dès ce jour qu'est lancé publiquement le nom de baptême par lettres des lignes (A et B), déjà utilisé officieusement en interne par la RATP. L'inauguration du nouveau réseau est faite par le président de la République Valéry Giscard d'Estaing,. Cette mise en correspondance constitue donc l'ébauche du métro régional projeté.
Le 8 mai 1980 est mis en service le premier MI 79, premier matériel bi-courant, conçu par la RATP et la SNCF. Il est destiné à assurer l'interconnexion nord à partir de 1983. Pour desservir l'aéroport de Roissy ainsi que Mitry-Mory, il est décidé d'utiliser les voies existantes situées en zone SNCF. Or celles-ci sont alimentées en 25 kV monophasé, contrairement au tronçon RATP qui l'est en 1,5 kV continu. De ce fait, les Z 23000 et les MS 61 ne peuvent circuler que sous 1,5 kV continu, ce qui ne pouvait pas permettre leur utilisation pour assurer la future interconnexion. Pour les accueillir, le site de Massy - Palaiseau, déjà remanié pour les MS 61, a été entièrement revu ; de nouveaux ateliers ont été construits et une voie d'essai d'un kilomètre de longueur disposant d'une caténaire commutable a également été posée.
En septembre 1981, la première demi-gare de la nouvelle gare souterraine de Gare du Nord est mise en service par la SNCF. Elle permet, aux heures de pointe, le retournement des huit trains par heure de la ligne Roissy-Rail sur la voie 42.
Le 10 décembre 1981, la ligne est prolongée de Châtelet - Les Halles à la gare souterraine de Paris Gare du Nord. Aucun train n'est interconnecté, compte tenu du nombre encore insuffisant de MI 79 ; les trains des liaisons RATP Châtelet – Robinson et Châtelet – Massy sont prolongés jusqu'à Gare du Nord pendant que ceux de la liaison Châtelet - Les Halles – Saint-Rémy demeurent provisoirement limités à Châtelet. De ce fait, une correspondance quai à quai systématique est mise en place avec les trains de la nouvelle partie nord de la ligne, à la voie 42, les rames de la RATP arrivant voie 44. L'inauguration se déroule en présence du Premier ministre, Pierre Mauroy, et du ministre des transports, Charles Fiterman.
En effet, depuis ce jour, les lignes SNCF Roissy-Rail (Paris - Roissy-Charles-de-Gaulle) et Paris – Mitry-Mory sont absorbées par la ligne B, devenant ainsi sa partie nord. Toutefois, elles demeurent limitées à Gare du Nord. La ligne Roissy-Rail était une ligne mise en service en 1976, afin de desservir l'aéroport de Roissy et elle était, jusque-là, exploitée, par seize rames Z 6400 circulant avec un seul agent, les quais ayant été équipés de caméras de contrôle,. Il s'agissait alors de la première affectation de ce matériel, avant son redéploiement sur la banlieue Saint-Lazare opéré entre novembre 1981 et mai 1982.
Également, à cette occasion, les codes-missions font leur apparition en remplacement de l'ancienne numérotation, apparue en 1937. Ce sont des mots prononçables de quatre lettres indiquant à la fois la gare terminus de la rame et la desserte effectuée (AILO, KNUT, POLY, LYRE, etc.).

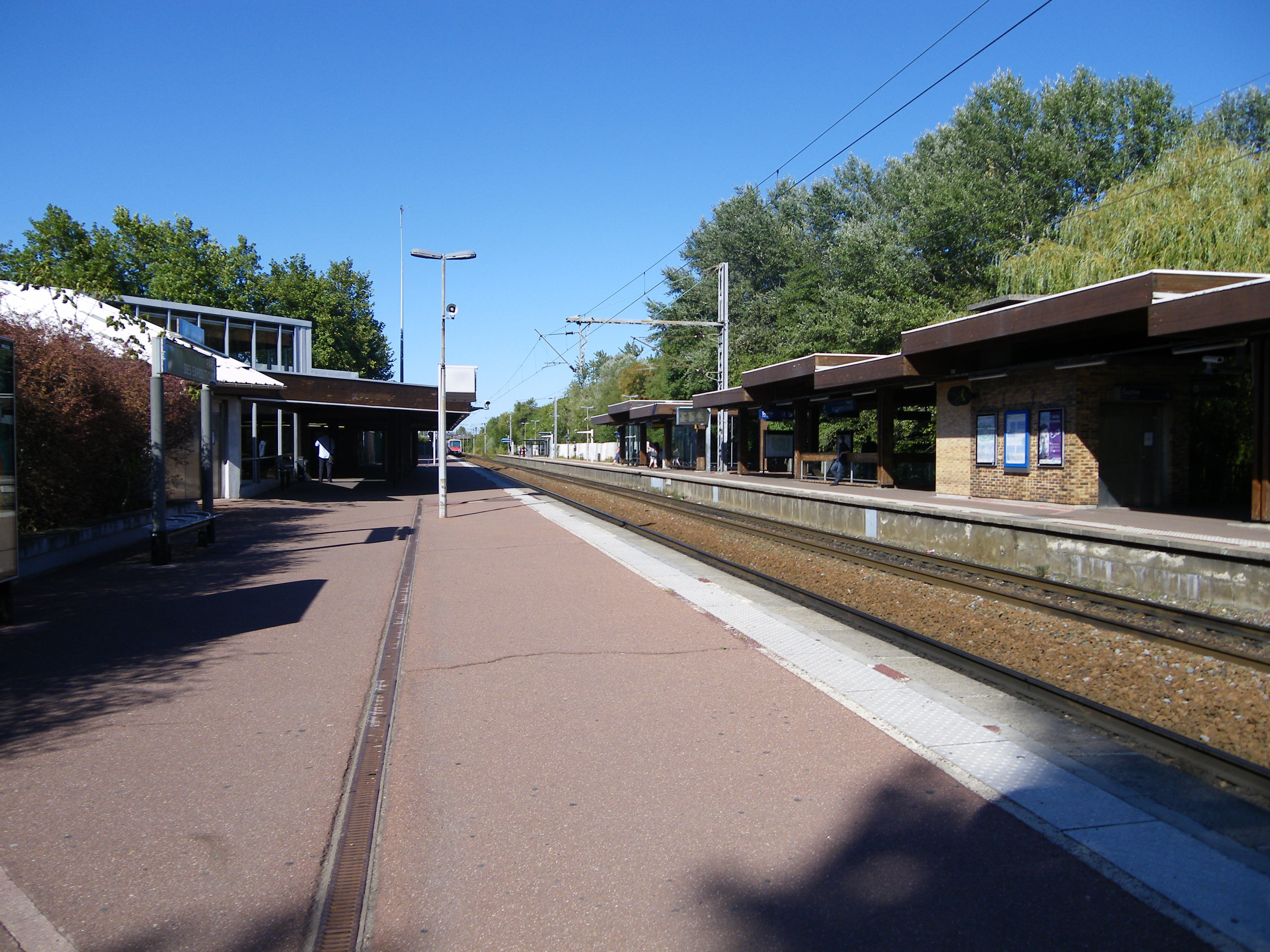
La gare du Parc des Expositions en août 2009.

Ensuite, en novembre 1982, la demi-gare ouest de la gare souterraine de Paris Gare du Nord est, à son tour, ouverte. La voie 43 accueille alors des trains desservant la ligne de Creil, amorce du futur RER D.
En janvier 1983, une nouvelle gare est ouverte à 1 200 mètres de celle de Villepinte en direction de Roissy. Elle prend le nom de Parc des Expositions, desservant un nouvel espace couvert complétant celui de la porte de Versailles et le Centre des nouvelles industries et technologies (CNIT) de La Défense.
Le 28 février 1983, le dernier MS 61 quitte la ligne après son service commercial, afin de rejoindre la ligne A où tous les autres exemplaires sont déjà affectés, afin de faire face à l'accroissement de la fréquentation de la ligne, à la suite de la mise en service du tronçon central. Ce retrait a été possible puisque les MI 79 étaient en cours de livraison pour permettre dès juin 1983, la réalisation de l'interconnexion Nord/Sud. Entre le 5 avril 1983 et le 18 décembre 1984, les rames MS 61, désormais toutes présentes sur la ligne A, subissent une remise à niveau, leur moteur de traction montrant des signes de faiblesse. Ainsi, afin de pénaliser le moins possible le service, vingt-quatre MI 79 de la ligne sont détachées sur la ligne A.

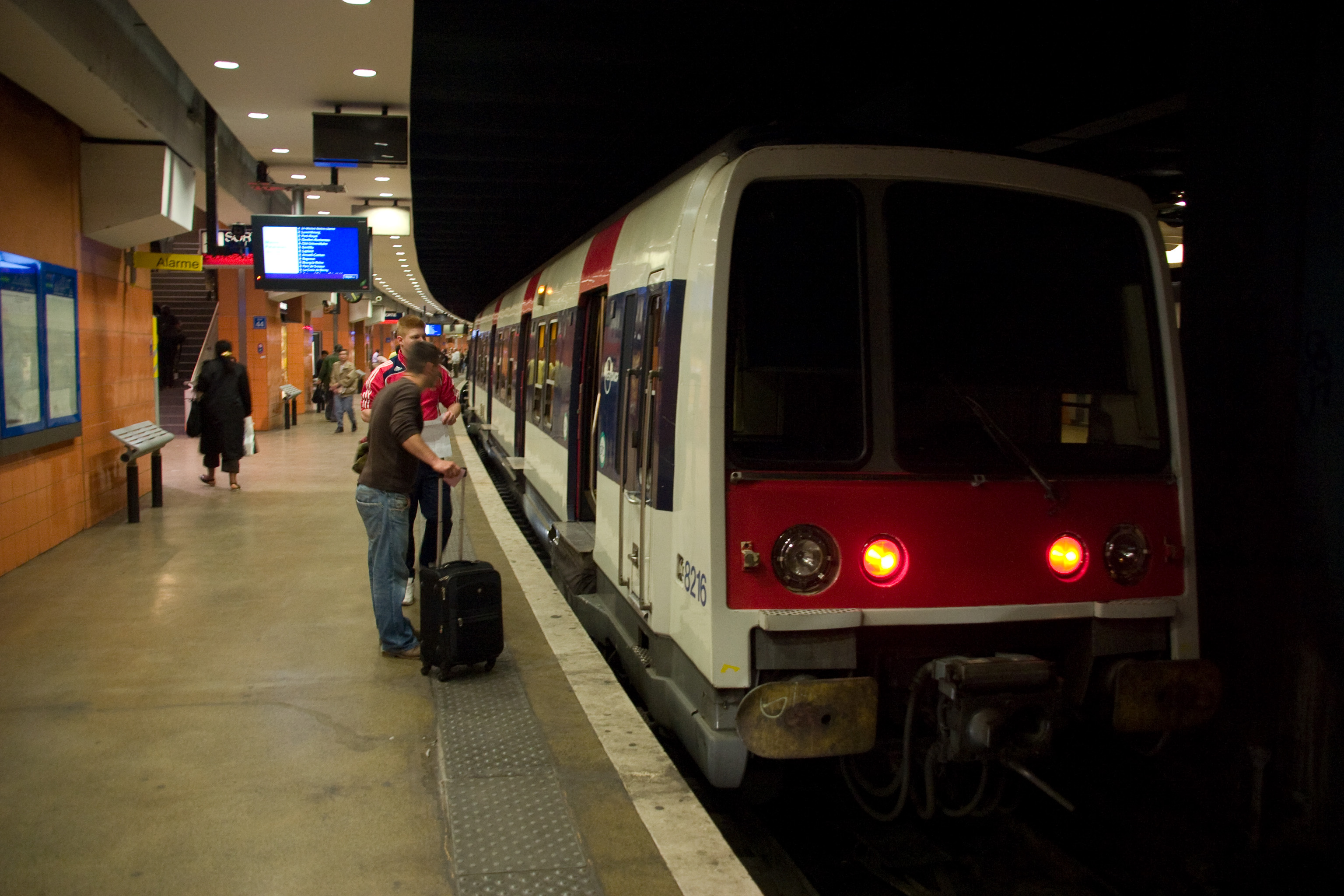
Un MI 79 sur la voie 44 à Gare du Nord, en juin 2008.

Le 7 juin 1983, l'interconnexion Nord/Sud est mise en service avec huit trains interconnectés par heure, compte tenu du nombre important de MI 79 détachés sur la ligne A. L'interconnexion entre la branche SNCF de Roissy et l'ancienne ligne de Sceaux de la RATP permet la circulation de quatre trains Robinson – Roissy et quatre trains Massy – Mitry, par heure. Les rames circulent sur les voies 41 et 42, tandis que la voie 43 accueille toujours les trains de la ligne de Creil, et la voie 44, les rames « Z » terminus des trains pour Saint-Rémy-lès-Chevreuse. En raison des cultures d'entreprise différentes entre la RATP et la SNCF et de la diversité des réglementations, un changement de conducteur est instauré entre conducteurs RATP et SNCF, à Gare du Nord pour les trains interconnectés. À cette occasion, le système des « sauts de puce » est instauré : tous les trains sont semi-directs au nord de Bourg-la-Reine dans le sens de la pointe, chacun ne desservant que quelques gares, judicieusement réparties pour aboutir à l’offre la plus homogène possible, et de façon à répartir au mieux la charge entre les trains.

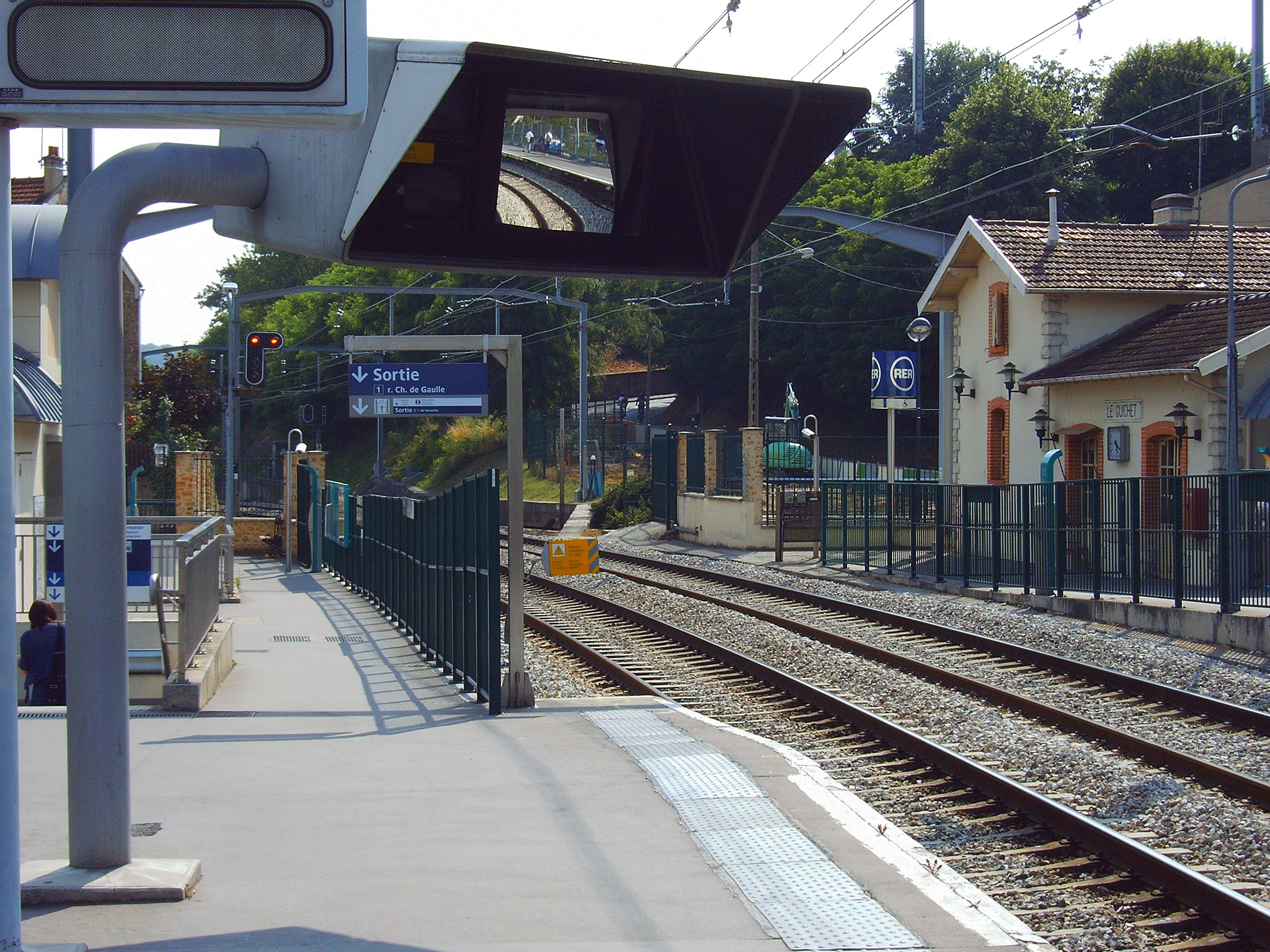
Halte du Guichet : miroir, écrans télé et signal de ralentissement présenté pour un train terminus Orsay.

Le 1er octobre 1984, la livraison progressive du matériel MI 79 permet, aux heures de pointe, d'interconnecter douze trains par heure ; seuls quatre trains par heure doivent toujours rebrousser à Gare du Nord, parce qu'ils sont toujours assurés par les Z 23000. Cette date marque également le début de la réforme de ces derniers.
Durant l'été 1985, huit des vingt-quatre MI 79 détachés reviennent sur la ligne permettant l'application de la grille d'interconnexion partielle « B16 », consistant en l'interconnexion de seize trains par heure.
Durant l'hiver de 1985, les MI 79, alors très sensibles au gel, ont des problèmes techniques qui ne leur permettent plus de fonctionner, obligeant au rappel in extremis des « Z », alors en cours de retrait, et par conséquent, la suspension de l'interconnexion Nord/Sud à Gare du Nord.
Au terme de la pointe du 27 février 1987, les quatre dernières rames Z 23000 sont retirées du service, soit cinquante ans après l'apparition de ce matériel sur la ligne de Sceaux, après avoir assuré les missions 463 (ADAM13) et 414 (LOTA14), en compagnie, outre des voyageurs ordinaires, d'agents retraités et de passionnés de chemin de fer. Depuis ce jour, la ligne est uniquement assurée par les trains bicourant MI 79, rénovés entre 2007 et 2015, ou leur version dérivée MI 84[réf. nécessaire].

### Interconnexion complète

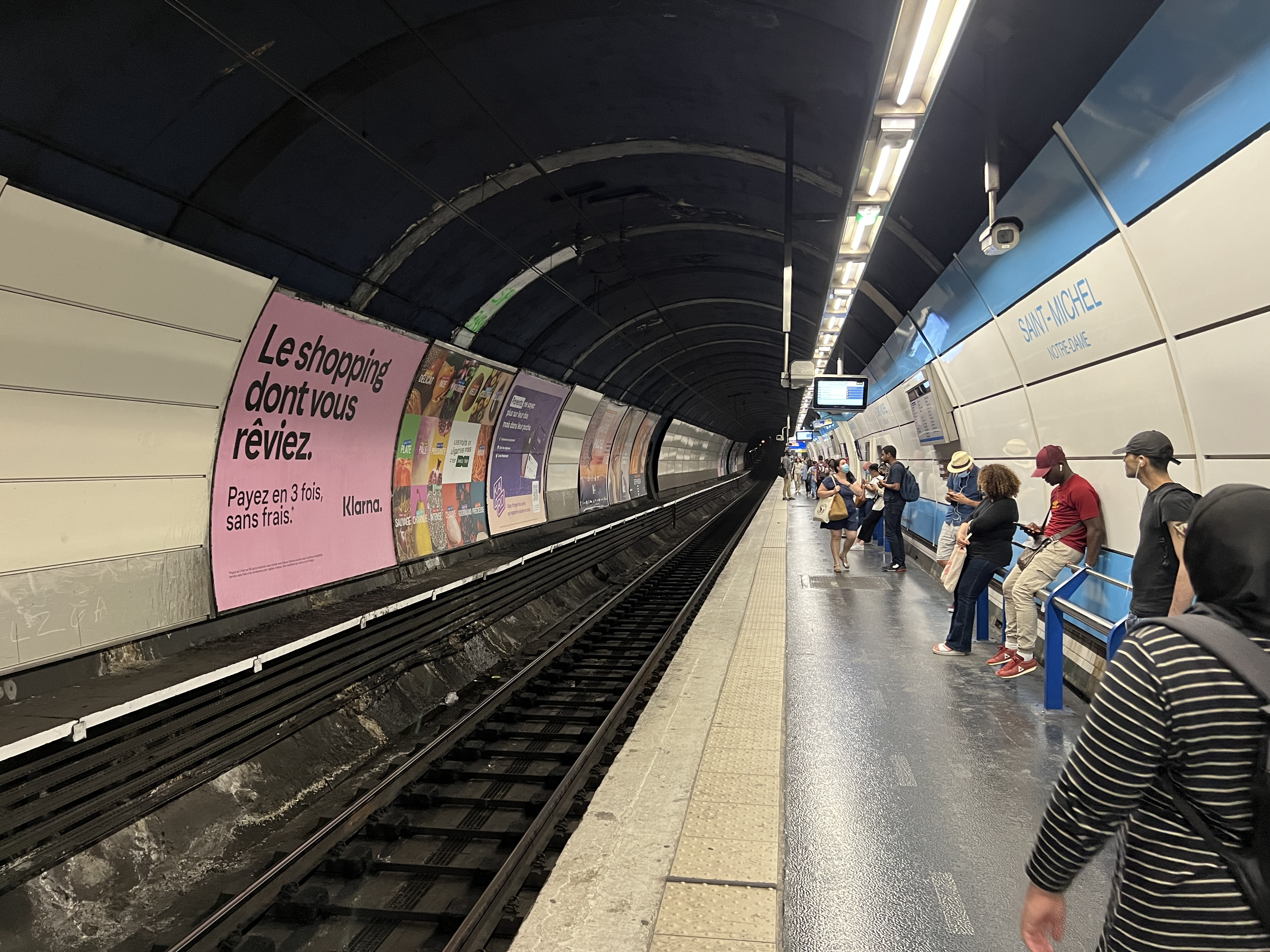
La gare de Saint-Michel - Notre-Dame en 2022.

Le 27 septembre 1987, à la suite de la livraison complète des 120 rames bicourant MI 79 et à la fin du détachement de certains éléments sur la ligne A,, l'ensemble des trains est interconnecté, avec vingt trains par heure et par sens aux heures de pointe.
Le 17 février 1988, la gare de Saint-Michel - Notre-Dame est mise en service, entre les gares de Luxembourg et Châtelet - Les Halles, dans les emprises réservées à cet effet plus d'une dizaine d'années plus tôt. Elle est en correspondance avec le RER C et la ligne 10 du métro. Inaugurée deux jours auparavant par le Premier ministre Jacques Chirac, elle concrétise un projet lancé en 1971. Sa réalisation a été tardive parce que les estimations de trafic faites à l'époque n'incitaient pas à la réaliser immédiatement. Il aura fallu ainsi attendre 1982 pour que les premiers travaux préparatoires débutent, dans un environnement complexe au sein d'un quartier dense, en partie sous le petit bras de la Seine et dans un terrain renfermant des richesses archéologiques à préserver. Ils furent ensuite suivis des travaux de génie civil entre 1983 et 1986, pour un coût de 410 millions de francs répartis entre l'État, la Région et la RATP.
Le 2 octobre 1991, la ligne est reliée à l'aéroport d'Orly grâce à la mise en service d'Orlyval, une ligne de métro léger de type VAL à petit gabarit. Cette nouvelle ligne part de la gare d'Antony.

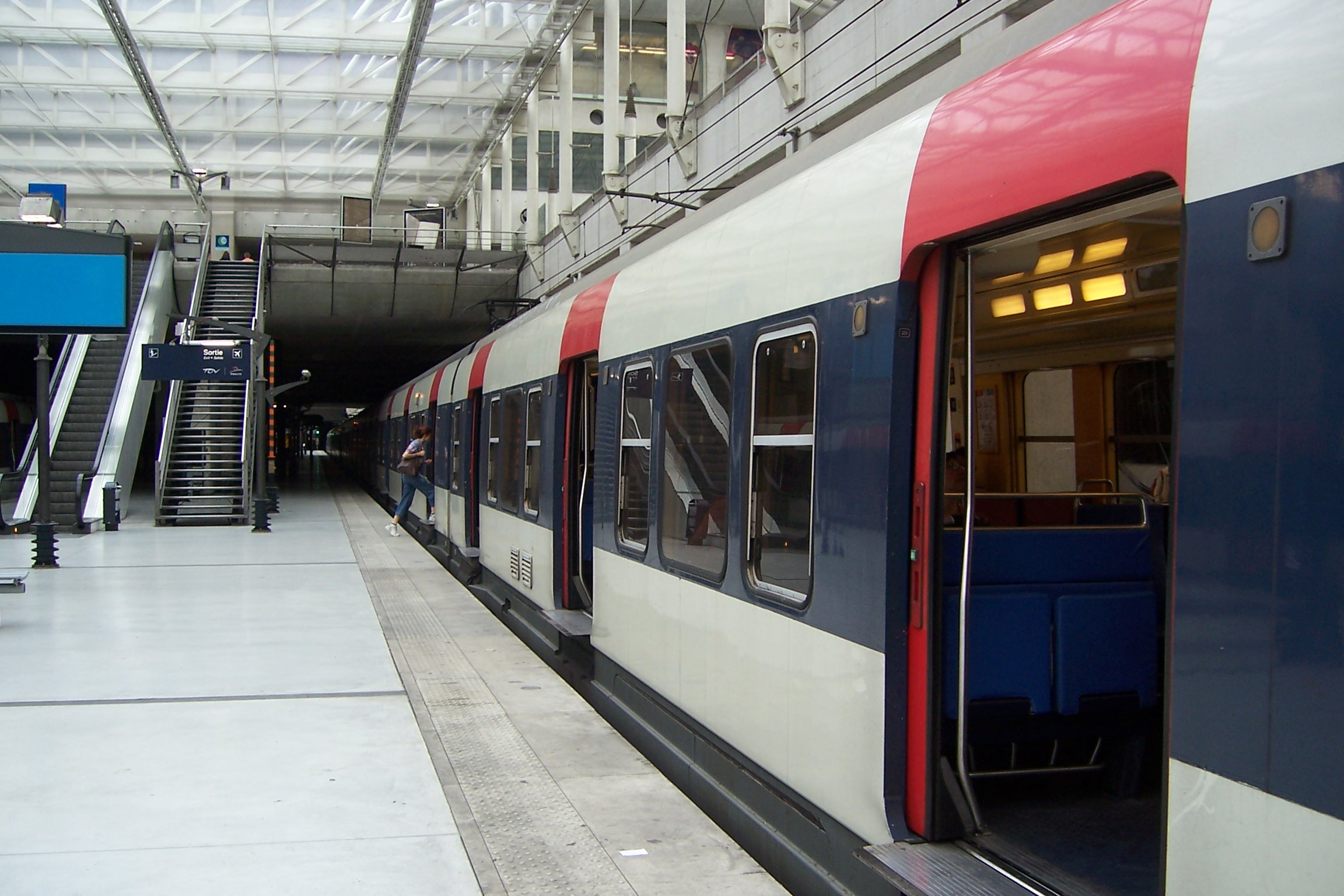
La gare de l'aéroport Charles-de-Gaulle 2 TGV en août 2006.

Le 13 novembre 1994, la ligne B est prolongée jusqu'à la gare de l'aéroport Charles-de-Gaulle 2 TGV. Par conséquent, l'ancien terminus Roissy - Aéroport Charles-de-Gaulle change de nom pour devenir Aéroport Charles-de-Gaulle 1. Cette nouvelle gare permet la desserte de la nouvelle gare TGV située sur la LGV Interconnexion Est, ouverte depuis le 2 novembre 1994. À cette époque où sa fréquentation est bien inférieure à celle observée à l'horizon 2020, le RER B est décrit comme une ligne calme et appréciée de ses usagers.
En juillet 1995 puis en décembre 1996, la ligne a été le théâtre de deux attentats à la bombe, respectivement, à la station Saint-Michel - Notre-Dame, qui a fait 8 morts et 117 blessés, puis à Port-Royal, qui a fait 4 morts et 170 blessés.
Le 25 janvier 1998, à l'occasion de la coupe du monde de football de 1998, la gare de La Plaine - Stade de France est mise en service, en remplacement de celle de La Plaine-Voyageurs située légèrement au sud-ouest jugée trop petite. La nouvelle gare est plus adaptée aux besoins du quartier et permet une meilleure desserte du Stade de France, situé à 650 mètres au nord. Suspendue avec des câbles, la gare est une œuvre de l'architecte Jean-Marie Duthilleul, faisant écho au Stade de France.

### Davantage de trains

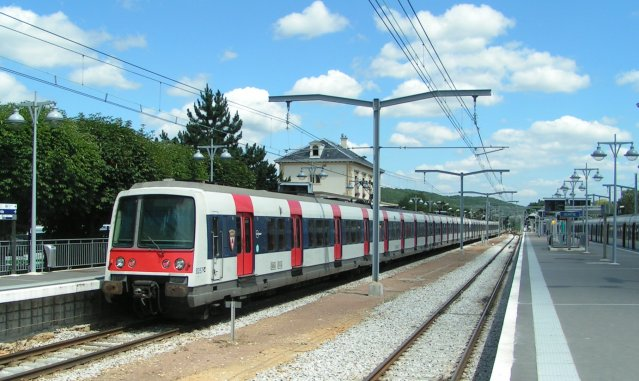
Les quais et les caténaires de la gare de Saint-Rémy-lès-Chevreuse rénovés.

Le 24 octobre 1999, une nouvelle grille horaire est mise en application. Elle consiste au calquage de la desserte assurée en contre-pointe (sens inverse au sens le plus chargé) sur celle en pointe (sens le plus chargé) durant l'heure de pointe (quatre trains par quart d'heure, un Saint-Rémy, un Orsay, un Massy, un Robinson).
Depuis 2002, la RATP a procédé à d'importants travaux de remplacement de la caténaire et de ses supports, ainsi que des composteurs de billets. Une signalisation cohérente a été mise en place à destination des voyageurs qui bénéficient, en outre, d'informations en temps réel sur la circulation des trains ; la Régie a progressivement supprimé les passages à niveau. Le dernier, à Gif-sur-Yvette, laisse la place à un passage routier sous voies en novembre 2012,.

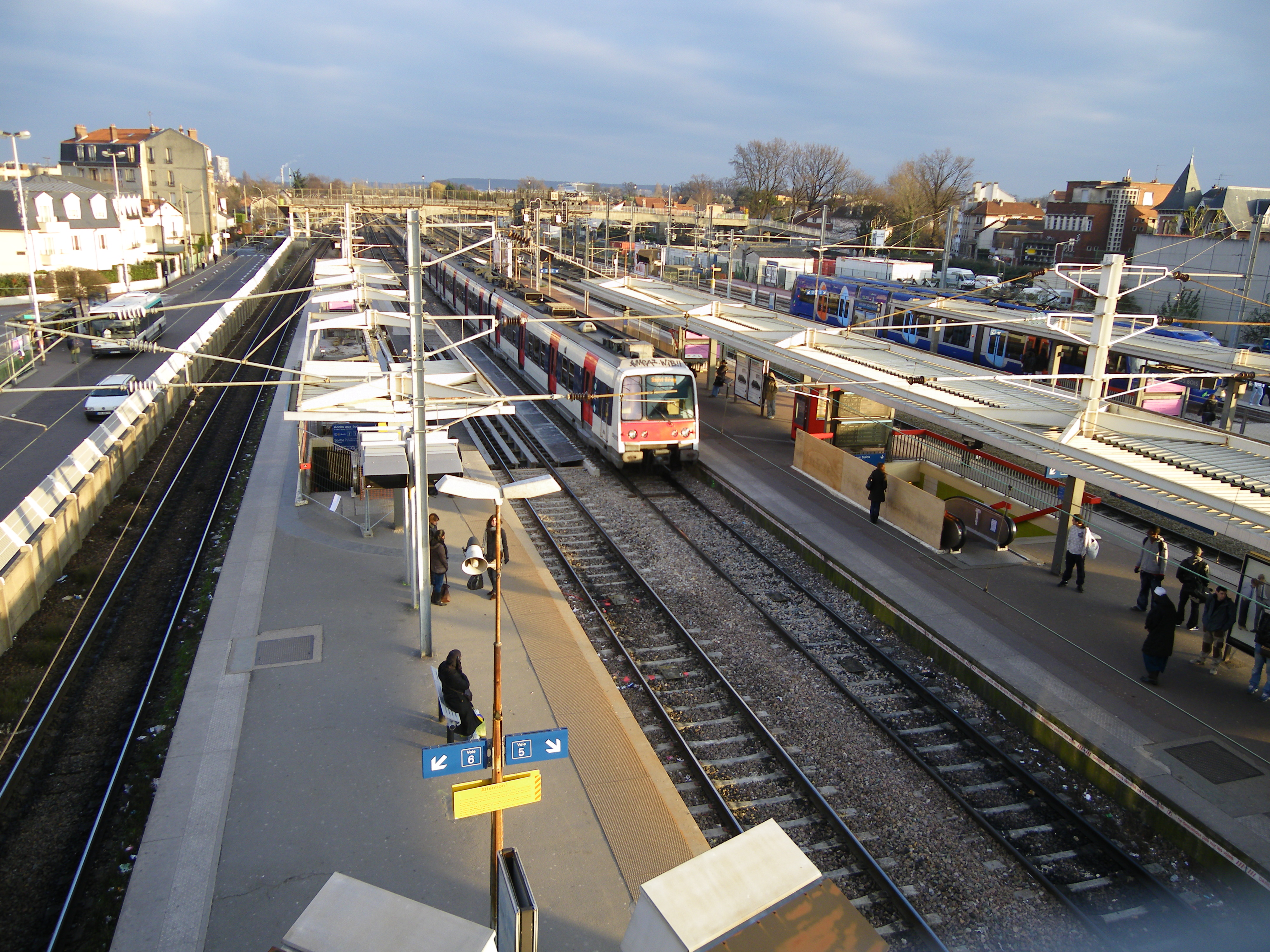
Entrée d'une rame sur la voie 4, en gare d'Aulnay-sous-Bois.

Les 24 octobre 2002 et 5 décembre 2002, ont eu lieu les « Assises du RER B », réunions qui permirent aux voyageurs et élus de faire entendre leurs doléances (trains « surchargés » et en retard, « insécurité », carence dans les informations en cas d’incident). À l'issue de ces « Assises » ont été promis, entre autres, la rénovation du matériel roulant ainsi que l’équipement du tronçon Aulnay-sous-Bois – Aéroport CDG 1 en installations permanentes de contre-sens (IPCS). En effet, sur l’ensemble de la ligne à partir de La Chapelle, les voies ne sont équipées que pour une circulation dans le sens « normal » (à gauche). Jusqu’à Aulnay-sous-Bois, et en direction de Mitry - Claye, la présence de quatre voies permet de faire face tant bien que mal aux incidents, même si l’équipement pour un seul sens et le faible nombre de liaisons entre voies 1/1bis et 2/2bis provoquent un manque de souplesse évident. Mais d’Aulnay à Roissy, la ligne devient seulement à deux voies, la rendant ainsi très vulnérable, parce qu'en cas de problème quelconque, il est impossible de le « contourner » en circulant à contre-sens sur la voie restante, conduisant ainsi à l’interruption totale du trafic.
Le 15 décembre 2002, une nouvelle grille horaire est mise en application afin de permettre le doublement des fréquences à La Plaine – Stade de France, l'allongement de la pointe du soir et le prolongement des trains de Denfert-Rochereau jusqu'à Laplace, répondant à certaines souhaits des voyageurs exprimés à l'occasion des « Assises du RER B ».

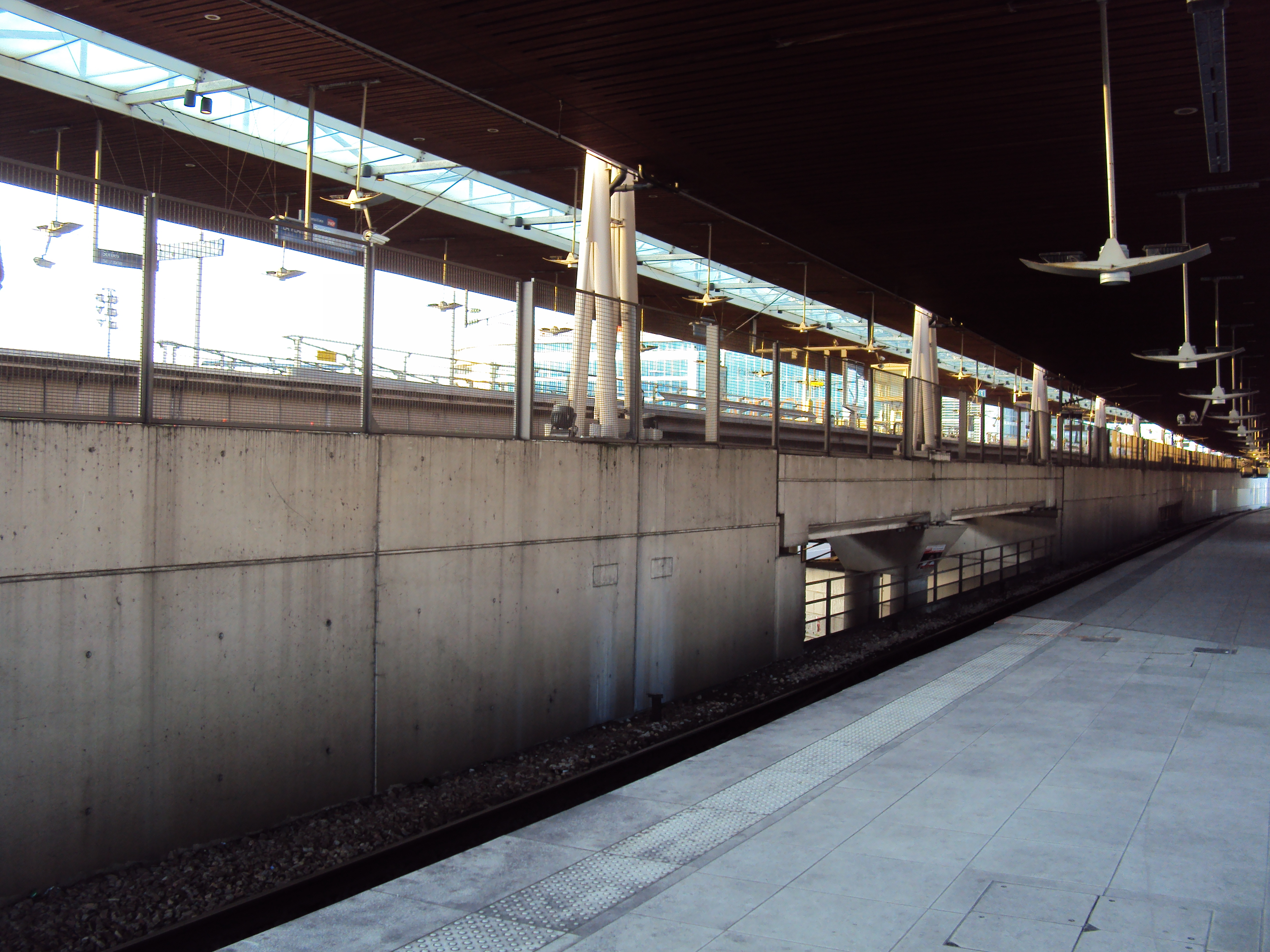
La gare de La Plaine - Stade de France en juillet 2012.

Tout d'abord, un arrêt à La Plaine - Stade de France est ajouté aux heures creuses, sur toutes les missions ICAR/ICRE (Robinson – Mitry) et SPAC/SPOT (Mitry – Robinson), sans allongement du temps de parcours. Ces trains, qui font partie de la trame de base de la ligne, étaient jusqu’à présent semi-directs entre Paris et Aulnay-sous-Bois, avec un seul arrêt au Bourget. Avec ce nouvel arrêt, la gare de La Plaine - Stade de France est désormais desservie toute la journée, et y compris le week-end, par deux trains au quart d’heure au lieu d’un seul, espacés le plus régulièrement possible (intervalles de 6 et 9 minutes dans le sens sud-nord, de 7 et 8 minutes en sens inverse). Ce renforcement permet ainsi d'améliorer la desserte du secteur de La Plaine Saint-Denis en plein développement. Toutefois, durant la pointe du soir, la desserte avec des intervalles fortement asymétriques (3 et 12 minutes), source d’attente importante et donc d’inconfort pour les voyageurs, est maintenue.
Pour faire face à un service d’heures de pointe qui se terminait trop tôt le soir, celui-ci est allongé d'une heure, jusqu'à 19 h 30 dans le sens nord-sud et 20 h 30 dans le sens contraire. Il fallait lutter contre les surcharges importantes observées jusqu'aux alentours de ces heures-là, résultat d'un évolution du rythme de vie privilégiant les « nouvelles mobilités » et l'« étalement des rythmes de travail ». Pour ce faire, dans le sens nord-sud, à partir de 18 h 38 (heure de passage à Châtelet - Les Halles), il y a désormais une série supplémentaire de quatre trains en douze minutes suivie d'une autre de trois rafales de quatre trains en quinze minutes, permettant une fin de la pointe à 19 h 41 à Châtelet. Cette création brute de quatre trains permet ainsi un renforcement de la ligne, avec à la clef, la transformation des directs Aéroport CDG – Gare du Nord en semi-directs : les gares de Parc des Expositions à Aulnay-sous-Bois ont donc vu leur desserte doublée. Dans le sens inverse, à partir de 19 h 15, un quatrième train au quart d’heure fait son apparition, à la suite des transformations des « directs CDG » en semi-directs, permettant également le doublement de l'offre dans toutes les gares situées à l’est d’Aulnay-sous-Bois. Ce train nommé EAST, n’est plus amorcé à Denfert-Rochereau (comme c’était traditionnellement le cas en contrepointe), mais à Laplace.

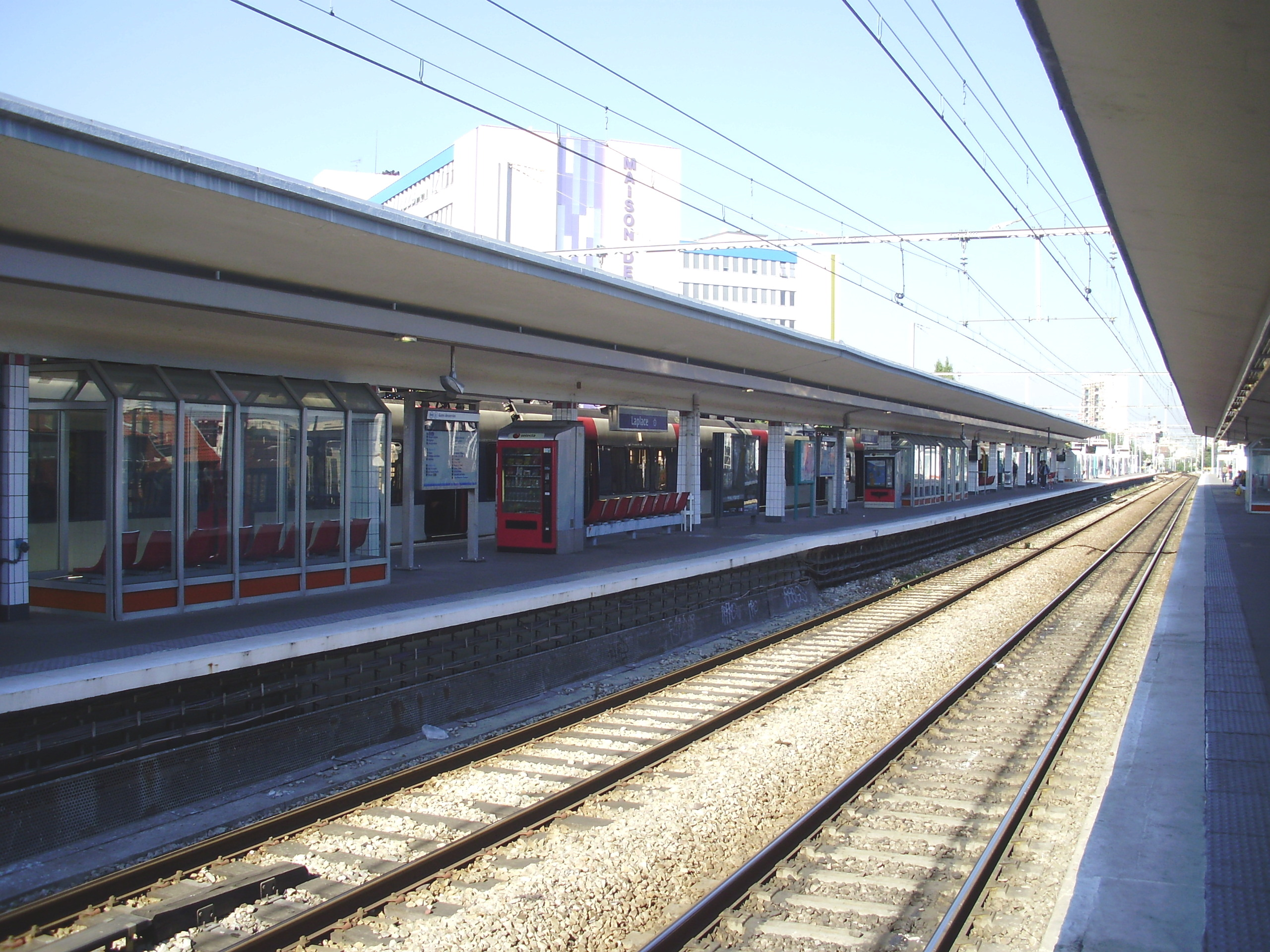
La gare de Laplace en septembre 2010.

De plus, la desserte entre Paris et Bourg-la-Reine est modifiée. En effet, le système des « sauts de puce » (il n'y a pas d'omnibus : chaque mission dessert une gare intermédiaire ; il n'y a pas la possibilité d'aller d'une gare intermédiaire à l'autre), instauré avec la première grille d’interconnexion de la ligne B, le 7 juin 1983 est abandonné au profit d’un système de semi-directs plus classique. En pratique, aux périodes de « pointe », l’arrêt de Gentilly, jusqu'ici prévu sur les missions de ou pour Orsay-Ville, a été reporté sur les missions de ou pour Robinson. Les trains « Orsay » sont devenus directs d'Arcueil - Cachan à Paris, tandis que les « Robinson » sont, quant à eux, devenus complètement omnibus. La desserte de chaque gare est restée exactement la même : quatre trains par rafale pour Bourg-la-Reine, deux pour Bagneux et Arcueil, trois pour Laplace et Gentilly. Néanmoins, la charge est légèrement rééquilibrée vers les trains « Robinson », et la lisibilité de la grille est un peu améliorée. Quant aux temps de parcours, ils n'ont pas non plus changé, les marches ayant été volontairement un peu détendues sur cette section en pointe, de façon à y fluidifier le trafic très dense.
Enfin, en contrepointe, la nouvelle grille a permis le prolongement en service voyageurs, entre 8 h 30 et 9 h 30, de six trains de Denfert-Rochereau à Laplace, et le soir, l'amorçage, entre 16 h 30 et 17 h 30, de cinq trains à Laplace au lieu de Denfert-Rochereau. À cette occasion, la lettre U fait son apparition en service régulier : UBAN, ULLE. Ces prolongements commerciaux à Laplace ont permis d'atténuer la quasi-frontière qui existait jusqu'ici au sud de Denfert-Rochereau ; la proche banlieue est désormais presque aussi bien desservie que le centre de Paris, Gentilly et Laplace ayant à présent trois trains au quart d’heure avec intervalles de 6, 3 et 6 minutes. Ces prolongements sont, en fait, le résultat de la conversion en « voyageurs » de parcours existants assurés jusqu'ici en marche « haut-le-pied » ; en effet, les trains terminant à Denfert-Rochereau continuaient, dans leur très grande majorité, à vide jusqu'aux garages du sud de la ligne (Bourg-la-Reine, Massy - Palaiseau). De ce fait, cette mesure a permis d’améliorer l’offre de façon intelligente, sans avoir à bouleverser réellement la grille. Sur le plan de l’exploitation, bien que les trains terminus / origine Laplace utilisent la voie centrale Z, cette dernière est depuis lors devenue une voie de « secours », permettant le reclassement de trains arrivés en désordre sur le tronc commun et, en particulier, la remise d'un semi-direct devant un omnibus, comme c’est parfois nécessaire aux heures de pointe.

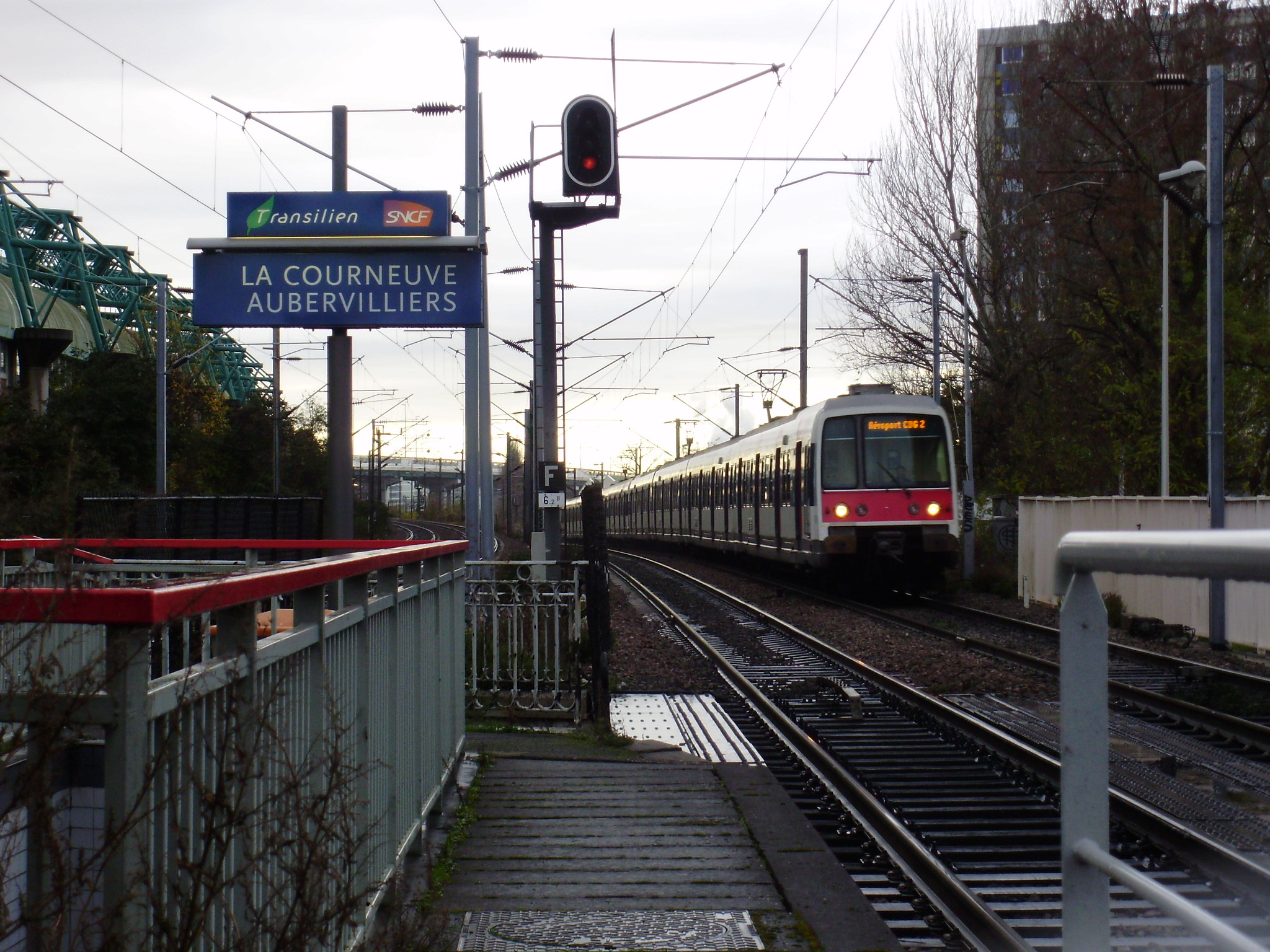
Un MI 79 arrivant en gare de La Courneuve - Aubervilliers, en décembre 2009.

Le 1er octobre 2003, le Syndicat des Transports d’Île-de-France (STIF) a, au cours de son conseil d'administration, adopté la modernisation de la partie nord du RER B, d'un montant de 157 millions d’euros, concrétisant ainsi les engagements pris lors des assises de la ligne. Il est prévu la rénovation des gares ainsi que leur labellisation Transilien avec ultérieurement, un rehaussement des quais, permettant une accessibilité par les personnes à mobilité réduite (PMR). À cela, s'ajouteront des opérations ponctuelles de renouvellement de voie et de ballast (RVB) et un renforcement de la sécurisation de la ligne (pose de clôtures, amélioration de la surveillance, rénovation de la signalisation). Puis, la modernisation de la ligne devra permettre la fiabilisation de la ligne grâce à l’instauration de voies de circulations dédiées de bout en bout, la pose d’une quatrième voie à proximité de Mitry, la rénovation du plan de voie d’Aulnay et du Bourget ainsi que l'installation des IPCS au-delà d’Aulnay vers Roissy. La rénovation des MI 79 est confirmée, dans le cadre de l'opération mi-vie, avec installation de la ventilation réfrigérée. Il est alors prévu pour 2009, une augmentation de la trame de desserte de 50 % aux heures creuses et de 25 % aux heures de pointe.
Depuis le 12 décembre 2005, les trains courts ont été remplacés par des trains longs aux heures creuses de mi-journée. Cette évolution permet de faire face à l'augmentation continue de la fréquentation en dehors des heures de pointe, conséquence de l'étalement progressif des heures de pointe. Elle permet de réduire légèrement l'irrégularité en raccourcissant les temps d'arrêt en gare : les voyageurs devant rejoindre un train court n'occupant pas toute la longueur du quai, occasionnent en effet des stationnements trop longs.

### Lancement des travaux RER B Nord +

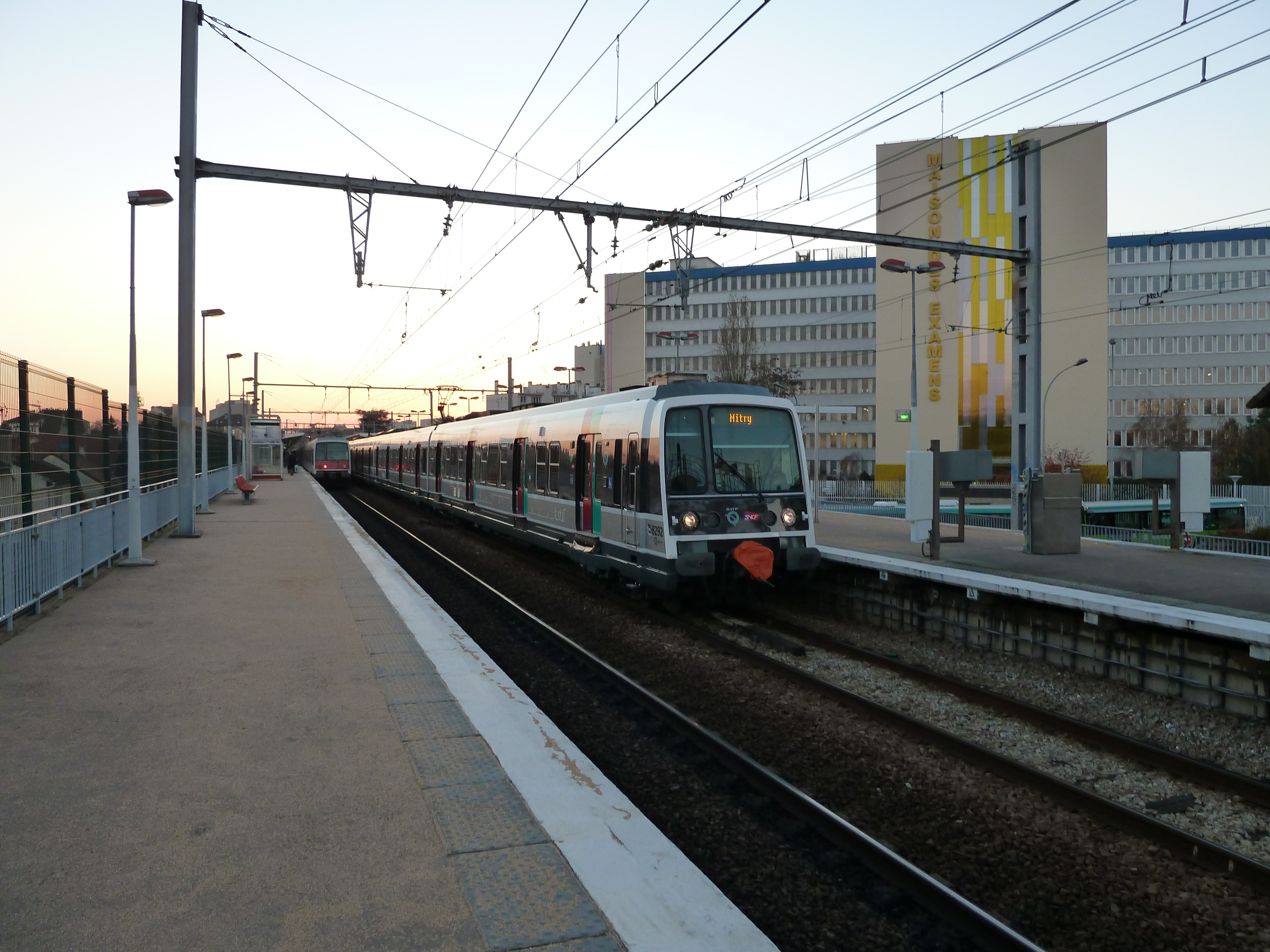
La première rame MI 79 rénovée en gare de Laplace en décembre 2010.

Le 11 juillet 2007, le STIF vote des mesures visant à améliorer l’offre de transport, la régularité et le confort de la ligne. En effet, dans le cadre du schéma de principe « RER B Nord + », la rénovation des 119 rames MI 79 enfin financée, est lancée, pour un coût de 274,75 millions d'euros. À partir de 2008 et ce jusqu'en 2014, la rénovation a lieu portant à fois sur l’intérieur et sur l’extérieur des voitures. La ventilation réfrigérée ainsi qu'un espace à bagages sont installés et les trains sont mis en accessibilité pour les personnes à mobilité réduite. De plus, pour faire face à l’augmentation de l’offre de transport prévue dans le cadre de ce schéma de principe, le STIF a décidé du transfert de six rames MI 84 de la ligne A, adaptées à leur nouvelle destination pour un coût de 1,72 million d'euros, compensé par la rénovation de dix rames MS 61 pour un coût de 12,25 millions d'euros. Le STIF finance ces mesures à hauteur de 50 %, la RATP et la SNCF se partageant le reste.
Le STIF a également décidé du lancement des travaux du réaménagement du terminus de Mitry - Claye, d'un montant de 54,819 millions d'euros. Inscrit au contrat de projets État-Région 2007-2013, ce projet prévoit, dans le cadre du schéma directeur de la ligne, la création d’une quatrième voie, l’aménagement d’un terminus et l’extension du site de maintenance, afin d’améliorer la régularité de l’ensemble de la ligne. Lancés dès 2007, ils doivent permettre une mise en service en 2011.
Enfin, en réponse à une étude réalisée par Egis Rail (avec le concours de la SNCF et de la RATP) montrant que la suppression des relèves à Gare du Nord pourrait entraîner à elle seule un gain de régularité de 20 %, le STIF a demandé à la RATP et à la SNCF de trouver et de mettre en œuvre, d'ici juillet 2008, une solution permettant d’éviter cette relève, ceci conditionnant la signature des nouveaux contrats entre le STIF et la SNCF d’une part, entre le STIF et la RATP d’autre part.

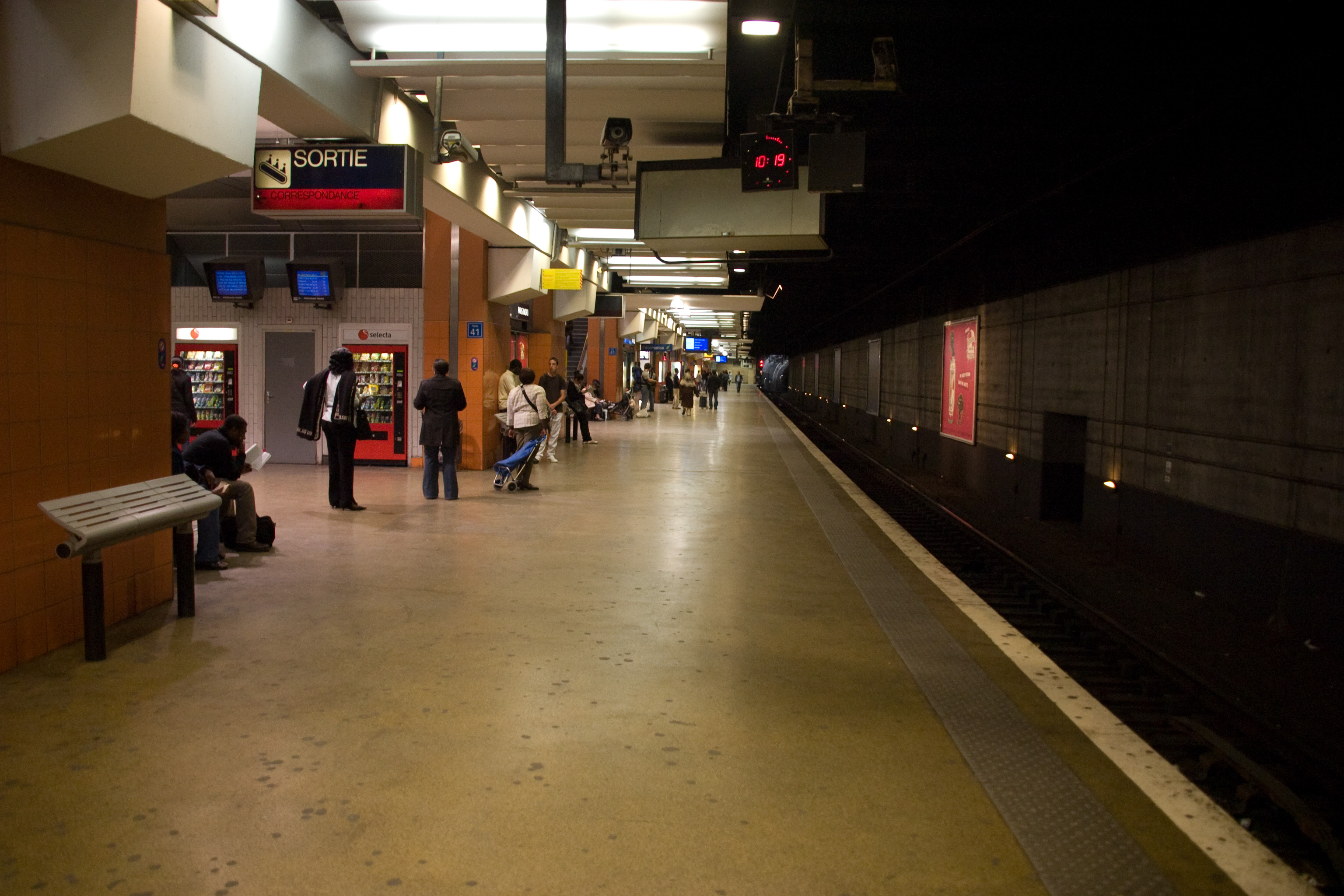
La gare souterraine de Paris-Gare du Nord en juin 2008.

Le 7 juillet 2008, en réponse à la demande du STIF, la mise en œuvre de l'interopérabilité est lancée, par la conduite de deux trains de bout à bout par un même agent, en milieu d’après-midi, pour marquer l'événement et à titre « expérimental », afin de régler les dernières questions pratiques. L'interopérabilité doit permettre la suppression du changement de conducteurs à Gare du Nord.
À l'occasion du long week-end du 11 novembre 2008, les travaux du projet RER B Nord +, décidé par la SNCF, Réseau ferré de France (RFF), la région Île-de-France et le STIF, débutent, pour un coût de 250 millions d'euros, par le remplacement de deux ponts-rail à Mitry-Mory, afin de permettre, à partir de fin 2011, le passage de trois à quatre voies de la ligne à la traversée de cette commune. L'ajout de la quatrième voie devrait permettre de mettre fin à ce goulet d’étranglement, situé à l’approche du terminus, qui est à l'origine de nombreux problèmes de régularité sur la ligne.
En février 2009, la suppression progressive du changement de conducteurs à Gare du Nord se poursuit. Désormais, ce sont quatre-vingts trains quotidiens, essentiellement en période de pointe, qui sont interopérés. Le 9 novembre 2009, la relève entre conducteurs RATP et SNCF à Gare du Nord prend fin. Tous les trains de la ligne (soit 531) sont désormais exploités sans changement de conducteur, par un seul agent sur toute la longueur de la ligne. De plus, un centre de commandement unique est installé à la gare de Denfert-Rochereau pour mieux coordonner l’information donnée aux voyageurs et faciliter la gestion des incidents par les équipes RATP et SNCF.

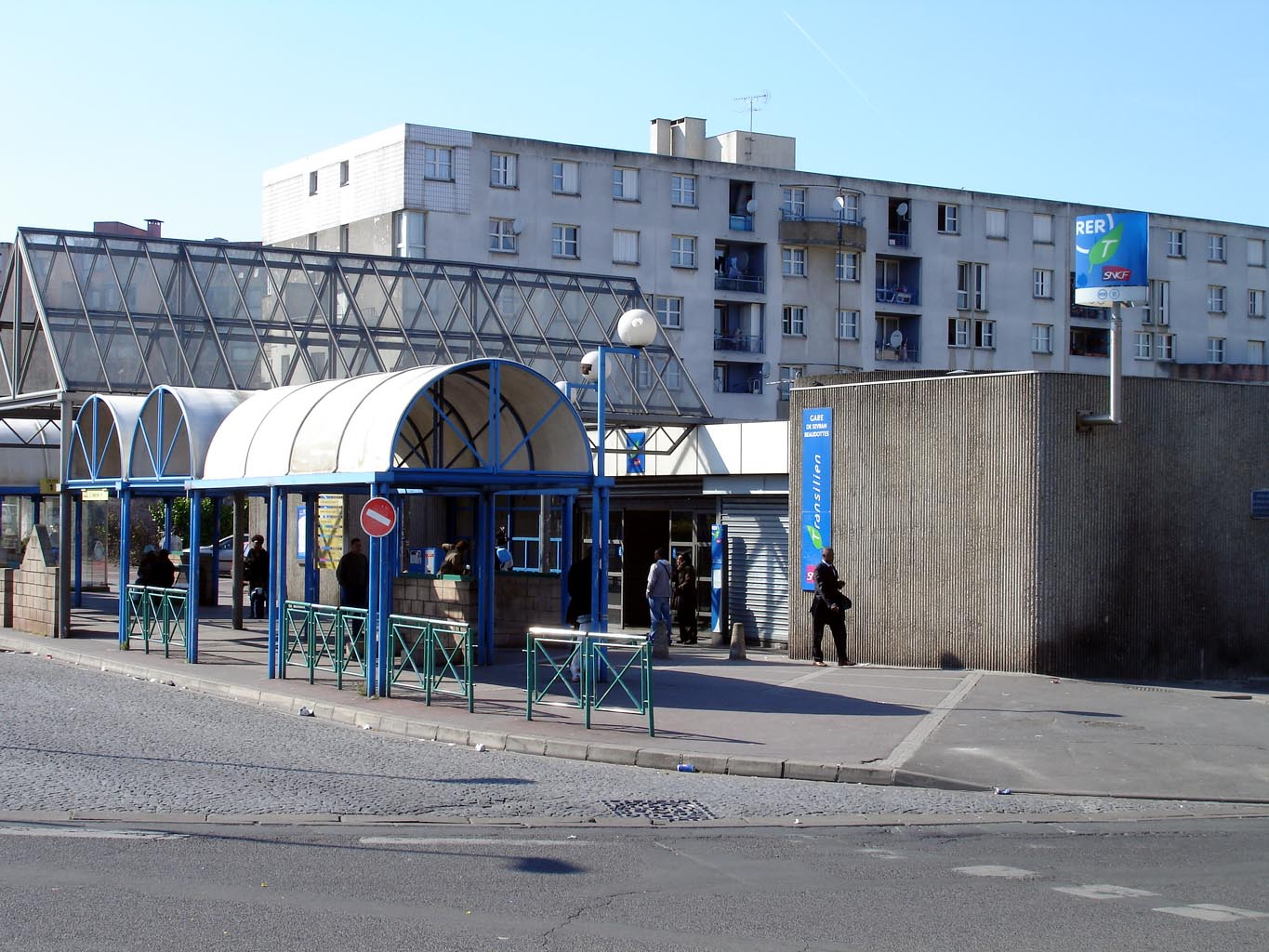
La gare de Sevran - Beaudottes en avril 2007.

La ligne B est l'une des plus touchées par l'augmentation de la délinquance et de la violence en Île-de-France. En avril 2010, le journal le Parisien a publié une enquête révélant que les atteintes à la sécurité des personnes auraient largement augmenté sur la ligne, en particulier, les vols avec violence. En effet, les vols et les agressions de voyageurs auraient augmenté de 47,5 % sur le tronçon exploité par la RATP, entre 2008 et 2009. La Régie a refusé de s'exprimer sur ces statistiques, tout comme la préfecture de police de Paris. En novembre, l'UNSA-Transports souligne l'augmentation du nombre d'agressions de plus en plus violentes sur la partie nord, surtout entre les gares de Sevran - Beaudottes et Villepinte-Parc des Expositions, commises en particulier sur les touristes se rendant à l'aéroport Charles-de-Gaulle. La direction de la SNCF explique qu'elle ne reste pas sans agir, en dépit de l'équipement vidéo alors médiocre des gares ne permettant pas toujours d'identifier les délinquants. Elle rappelle par ailleurs que la situation sur cette ligne n'est pas nouvelle, ce qui avait d'ailleurs entraîné la recréation de trains directs Paris – Roissy à la fin des années 1990 afin de moins exposer les voyageurs dans les zones les plus à risque.
Le 7 décembre 2010, la première rame MI 79 rénovée est mise en service, préfigurant la modernisation du matériel roulant. Mais moins d'un an après, en septembre 2011, une enquête met au jour des résidus d'amiante amenés à la surface par la rénovation des rames. En effet, sur les 60 voitures qui ont été contrôlées, 32 à 36 contiennent de l’amiante. Ces rames sont alors retirées de la circulation, réduisant le trafic à quatre rames sur cinq au quart d'heure, sur toute la ligne pendant les heures de pointe. Cette situation provoque l'inquiétude des conducteurs qui font valoir leur droit de retrait le soir du 26 octobre 2011 côté SNCF, et le 10 novembre 2011 côté RATP. L'interconnexion est suspendue à Gare du Nord, ce qui perturbe fortement le trafic. La réduction du nombre de trains en circulation entraîna même la réédition d'une nouvelle grille horaire valable jusqu'à fin janvier 2012.
En décembre 2011, la première rame désamiantée modernisée roule de nouveau sur le réseau ; la situation s'améliore rapidement avec l'arrivée en renfort de rames MI 84 de la ligne A, qui fait suite à la livraison d'un nouveau matériel, le MI 09, et la poursuite du désamiantage des autres MI 79 déjà modernisées.

### Fin des travaux RER B Nord +
Lors de son conseil d'administration du 7 décembre 2011, le Syndicat des transports d'Île-de-France (STIF) a pris plusieurs décisions.
- Il a approuvé à l’unanimité l'utilisation systématique de trains longs, les week-ends et jours fériés sur la ligne, à partir du 18 mars 2012. En effet, des trains courts circulaient auparavant en journée les dimanches, lorsqu'il n'y avait pas d'affluence particulière (soldes, achats de Noël, etc.), manifestations au Stade de France ou salons divers au Parc des Expositions. Cette mesure a permis de faire face à l'augmentation de 50 % de la fréquentation de la ligne en huit ans (entre 2000 et 2008), ainsi que d'anticiper une partie de l’offre RER B Nord +[44].
- Il a également lancé l'élaboration du Schéma directeur du sud de la ligne, pour organiser et coordonner les actions à court, moyen et long terme nécessaires pour permettre l'amélioration du fonctionnement de la ligne et l'achèvement de la restructuration complète et pérenne de la ligne, jugée très complexe, en approuvant les premières orientations des études du Schéma directeur du RER B Sud ainsi que la convention de financement pour des études complémentaires pour un montant de 2,15 millions d’euros[45].
- Il a lancé les études pour le doublement du tunnel Châtelet – Gare du Nord, en approuvant le financement des études exploratoires et de faisabilité pour un montant d'1,3 million d'euros. Elles seront réalisées par Réseau ferré de France (RFF) et entièrement financées par le STIF[46].

Le 14 juin 2013, les seize gares du nord de la ligne, modernisées dans le cadre des travaux du projet RER B Nord +, sont inaugurées à La Courneuve, devant une assemblée composée des membres des équipes investies sur le projet, d'associations d'usagers, d'élus du territoire.
Le 17 juin 2013, la SNCF et la RATP mettent en place une direction de ligne unifiée (DLU) notamment afin d'améliorer la régularité de la ligne, d'offrir une meilleure information aux usagers, et d'optimiser d'ici la fin de l'année 2013 la gestion des situations perturbées.
Durant le pont de l'Assomption, entre le mercredi 14 août 2013 à 23 h et le lundi 19 août 2013 au matin, la circulation des trains a été profondément modifiée sur la ligne au nord de la gare de La Plaine - Stade de France, afin de permettre le basculement de l'ancien au nouveau système de signalisation permettant une exploitation de type métro (desserte omnibus jusqu'à 20 trains par heure) et ainsi que les essais consécutifs au basculement,. Pour ce faire, 300 ingénieurs et techniciens avaient été mobilisés.
Concrètement, le mercredi 14 août 2013 soir, aucun train n'allait au nord de la gare du Nord. Puis du jeudi 15 août 2013 au samedi 17 août 2013 fin d'après-midi, aucun train ne circulait au nord de la gare de La Plaine - Stade de France, que cela soit vers l'aéroport de Roissy ou vers Mitry - Claye. Enfin, du samedi 17 août 2013 fin d'après-midi au lundi 19 août 2013 matin, seule la branche Roissy demeurait non desservie,.
Durant la phase de travaux, toutes les gares non desservies demeuraient ouvertes, mais leur desserte était assurée par des bus de remplacement. Cinq lignes de bus temporaires avaient ainsi été créées, au départ de la gare de La Plaine - Stade de France, transformée en gare routière pour l'occasion. Elles nécessitèrent la réquisition de 250 véhicules et de 700 conducteurs. Ces lignes permirent d'effectuer près de 5 000 trajets quotidiens pour une distance de près de 35 000 km. En outre, un dispositif spécial avait été mis en place pour la desserte de l'aéroport de Roissy - Charles-de-Gaulle : un bus toutes les deux minutes, avec deux bagagistes affectés pour assister les touristes. Pour orienter les voyageurs, 200 agents d’accueil avaient été mobilisés,.
Le pont du 15 août avait été choisi pour ces travaux, période de l'année où les trajets domicile-travail sont les moins nombreux. Cependant, c'est également la période de l'année où les touristes affluent.
Le 26 août 2013, la nouvelle direction unifiée de la ligne lance le compte Twitter officiel du RER B, réunissant ainsi les acteurs RATP et SNCF au sein d'un même outil de communication vers les voyageurs. Ce compte Twitter, disponible en permanence, renseigne les abonnés sur l'état du trafic en temps réel (de 6 h à 20 h), les travaux en cours ou à venir, les événements ayant une influence sur les déplacements : événements sportifs, culturels, etc.

### Entrée en application de l'offre RER B Nord +

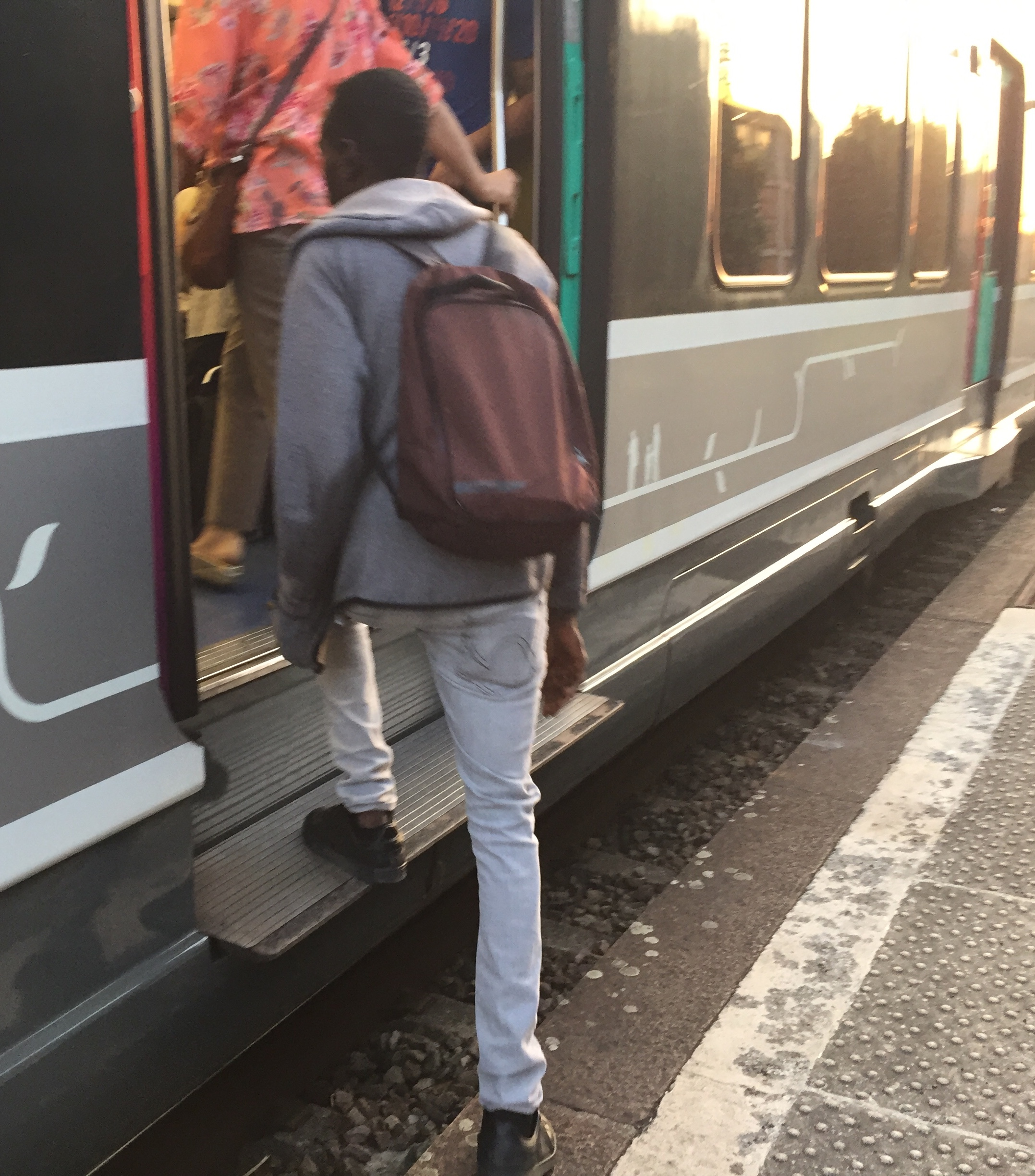
Un quai non rehaussé, non accessible PMR, en gare de La Courneuve - Aubervilliers.

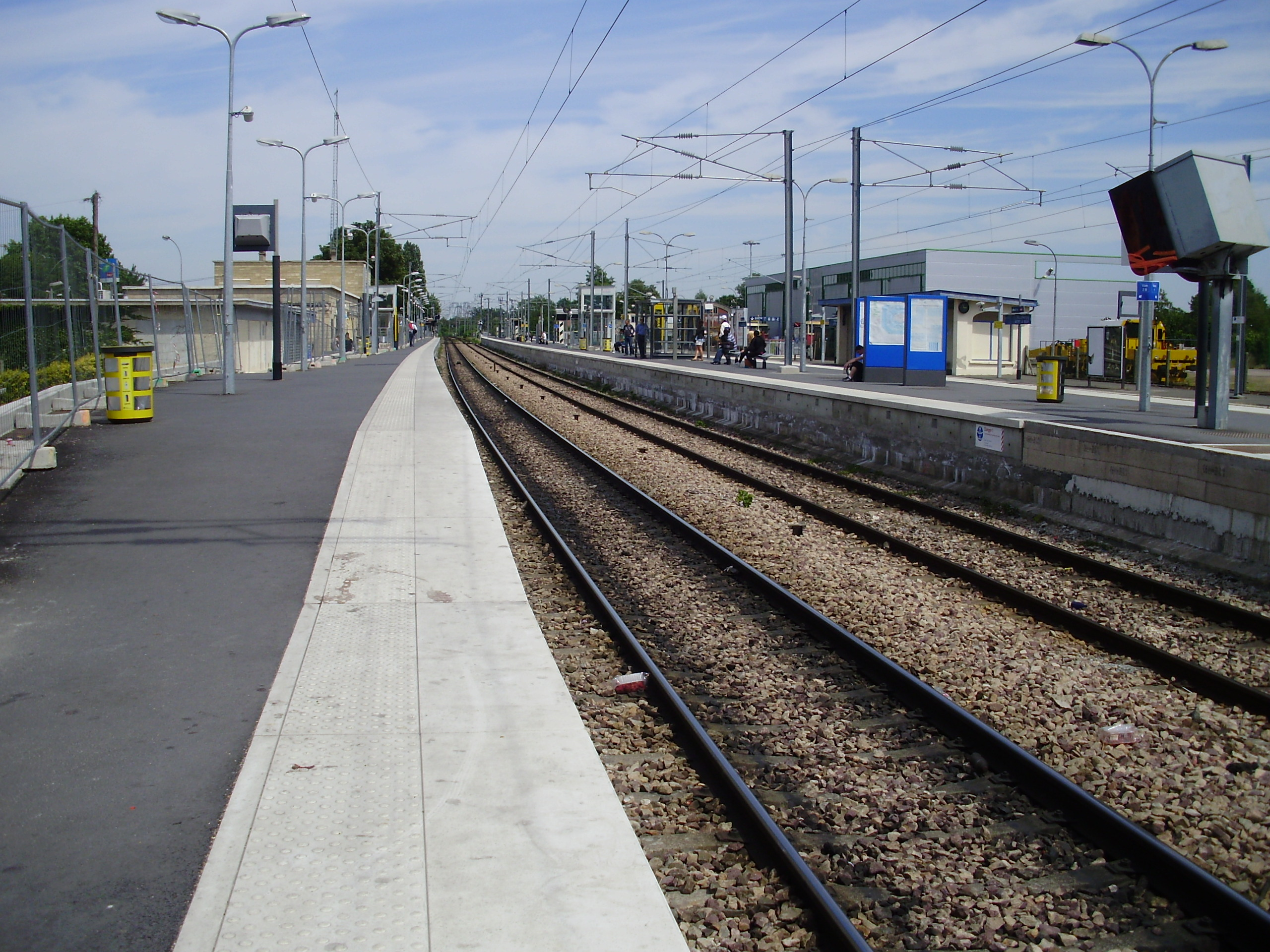
Les quais rehaussés de la gare de Villeparisis - Mitry-le-Neuf, en mai 2011.

Depuis le 2 septembre 2013, l'offre de transport de la ligne a évolué sur sa partie nord, appartenant à la SNCF, pour un coût de 250 millions d'euros, au terme d'un programme de modernisation de près de six ans,,,. Initialement, cette évolution devait prendre effet à partir du mois de novembre 2012, mais la durée des travaux de modification de la signalisation ferroviaire avait été revu à la hausse, afin de réduire l'impact sur les circulations, se déroulant principalement de nuit.
Dénommé RER B Nord +, ce programme de modernisation visait à simplifier la grille horaire entre Paris-Nord et Roissy CDG / Mitry, tout en la renforçant, en proposant des trains plus fréquents.
En effet, aux heures de pointe, toutes les missions semi-directes et directes ont été supprimées, ce qui suscite d'ailleurs des critiques de la part des usagers et des élus locaux, et remplacées par des trains desservant toutes les gares du parcours. Le tronc commun Paris-Nord – Aulnay est dorénavant desservi à raison d'un train toutes les trois minutes et chacune des branches par un train sur deux, soit toutes les six minutes, le nombre d'arrêts en heure de pointe passant de 8 à 20. Ceci permet d'équilibrer la répartition des voyageurs dans les trains. De ce fait, la portion nord est exploitée en mode métro, jugé plus fiable ; les missions côté RATP et côté SNCF sont synchronisées, ce qui améliore la lisibilité de l'offre. Aux heures creuses ainsi que toute la journée des samedis, dimanches et fêtes, tous les trains semi-directs pour Mitry ont été rendus omnibus au nord de Paris. Seuls subsistent les directs Paris-Nord – Roissy CDG.
Cette nouvelle exploitation a conduit à dédier les deux voies locales de la ligne de La Plaine à Hirson et Anor (frontière), où circulaient tous les trains de la ligne aux heures creuses. Ainsi depuis septembre 2013, en situation normale, il n'y aura plus de trains commerciaux de la ligne qui circuleront sur les voies directes, ceci afin de supprimer les conflits avec les autres circulations (Ligne K, TER Picardie, Fret, etc.). Elle a enfin été l'occasion de remettre à plat les codes-missions.
Pour permettre le fonctionnement en type métro et la fréquence d'un train toutes les trois minutes, aux heures de pointe, des travaux ont été réalisés :
Entre les gares de La Plaine - Stade de France et d'Aéroport Charles-de-Gaulle 2 TGV, il a fallu reprendre toute la signalisation pour redécouper le cantonnement (système d’espacement des trains) car celui-ci n'avait pas été conçu à l'origine pour une exploitation aussi intensive que celle d’une ligne RER. Le système, auparavant en place, était en effet utilisé au maximum de ses capacités, ne permettant ni d’améliorer la fluidité des circulations ni éventuellement de renforcer ou modifier la desserte des trains, aussi bien aux heures creuses qu'en heures de pointe. Le redécoupage du cantonnement, effectuée essentiellement au niveau du Bourget et d’Aulnay-sous-Bois, doit permettre d’améliorer la fluidité des circulations, donc d'accroître la robustesse d’exploitation, facilitant la résorption des petits incidents et d'avoir vingt trains omnibus par heure sur les mêmes voies. Des ouvrages d'art ont également subi des rénovations.
Entre les gares d'Aulnay-sous-Bois et d'Aéroport Charles-de-Gaulle 2 TGV, la ligne a été équipée d'installations permanentes de contre-sens (IPCS) afin de donner davantage de souplesse et d'éviter que le trafic soit complètement interrompu en cas de situation perturbée, puisque les trains peuvent désormais dépasser le train stoppé en passant sur la voie d'à côté.
À la gare du Parc des Expositions, il a également fallu créer une troisième voie en gare, pour permettre de mieux dissocier les flux en cas d'incident d'exploitation, et de desservir le parc par des trains dédiés sans occuper les deux voies principales. La réalisation a été achevée à la fin 2011.
À la gare de Mitry - Claye, il a fallu créer une quatrième voie sur les 800 mètres manquants à proximité directe de la gare, pour mettre fin au tronc commun emprunté par les trains de la ligne allant et arrivant de Mitry. En effet, l’usage d’une seule voie pour les deux sens de circulation faisait que le retard d'un train affectait les missions dans chaque sens,. Un nouveau poste de signalisation en zone de Mitry a été réalisé. Une nouvelle sous-station électrique a aussi été construite afin de fiabiliser l’alimentation des véhicules. La quatrième voie ainsi que le nouveau poste de signalisation ont été mis en service à la fin de l'année 2011.
Pour faciliter la montée et la descente des voyageurs, les quais de toutes les gares ont été rehaussés, depuis l'été 2010 pour les gares de la branche Mitry, la fin 2010 pour les gares de la branche Roissy, et la fin 2012 pour les gares du tronc commun, intégralement (gares de La Courneuve - Aubervilliers à celle d'Aulnay-sous-Bois) et partiellement (gares du Nord et de La Plaine - Stade de France).
La mise en œuvre de la nouvelle grille horaire a conduit à repenser et renforcer 23 lignes de bus en adaptant leur fréquence et leur amplitude afin d’optimiser les correspondances avec le RER . Ceci, en concertation avec les opérateurs de bus CIF (Keolis), Transdev, RATP et les collectivités concernées,,.

### Réalisations récentes

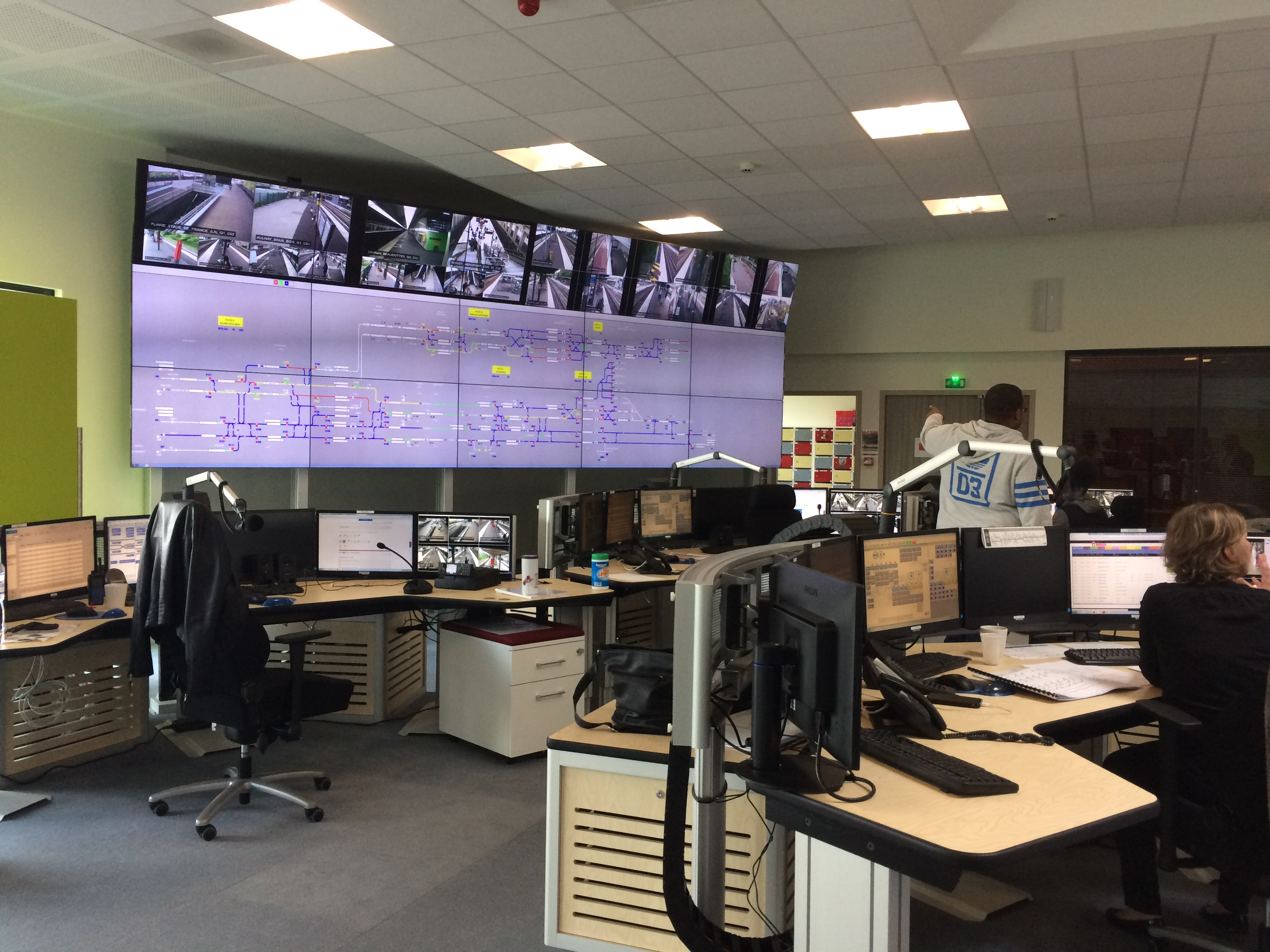
Une partie de la salle de contrôle du trafic dans le CCR.

Après un ralentissement des rames pendant six mois à hauteur d'Arcueil - Cachan afin de créer des infrastructures préparatoires à la correspondance avec la future ligne 15, la grille est modifiée sur la branche de Saint-Rémy à partir du 13 novembre 2017 de façon à renforcer la desserte du plateau de Saclay, notamment en augmentant le nombre d'arrêts à la gare du Guichet,.
Un poste de commande centralisé du réseau (CCR) est établi à proximité de la gare de Saint-Denis qui permet de piloter informatiquement tous les postes d'aiguillage des lignes du réseau Paris-Nord. Il est mis en service en trois phases. Une première étape a été réalisée avec le basculement des branches Mitry et Roissy vers le CCR, les 11 et 12 mars 2017,,. Les 12 et 13 août 2017, une deuxième étape bascule la gestion du tronçon entre La Plaine Saint-Denis et Aulnay-sous-Bois. Une troisième étape, réalisée les 20 et 21 octobre 2018 concerne les sections entre Paris-Nord et La Plaine - Stade de France,.
Une troisième voie est mise en service en septembre 2021 à la gare d'Orsay-Ville (dite « tiroir d'Orsay ») pour fiabiliser le terminus de Saint-Rémy, et renforcer l'offre au sud (qui restait figée sur un schéma de 1987). Entre Bourg-la-Reine et Cité universitaire, à Gentilly, Laplace, Arcueil - Cachan et Bagneux, la fréquence est doublée (un train toutes les trois minutes aux heures de pointe), renforcée aux gares de La Croix de Berny, Palaiseau et Le Guichet, le tout avec une heure de pointe allongée de 30 minutes et le démarrage de la fréquence de nuit repoussé vers Massy de 21 h 40 à 22 h 40. La fréquence vers Saint-Rémy-lès-Chevreuse est également augmentée avec un train toutes les 15 minutes jusque 23 h 50 contre 21 h 50 précédemment. Des travaux pour créer des quais de retournement sont entrepris dans les gares de La Plaine - Stade de France et du Bourget.
Depuis le 29 août 2022, tous les trains directs entre Paris-Nord et les gares de l'aéroport de Roissy Charles-de-Gaulle s’arrêtent en gare d'Aulnay-sous-Bois, sans impact sur le temps de parcours. Selon Île-de-France Mobilités, cela doit « permettre d’offrir aux 30 000 utilisateurs quotidiens de cette gare 78 trains supplémentaires par jour », et donc une meilleure répartition des voyageurs dans les trains. En juin 2024, les écrans des gares du nord de la ligne (sauf Mitry-Claye, Villeparisis et Vert-Galant) affichent la charge de voyageurs dans chacune des voitures du prochain train grâce à l'analyse d'images par une intelligence artificielle, afin d'inviter les passagers se répartir sur le quai vers les voitures les moins chargées.

## Infrastructure

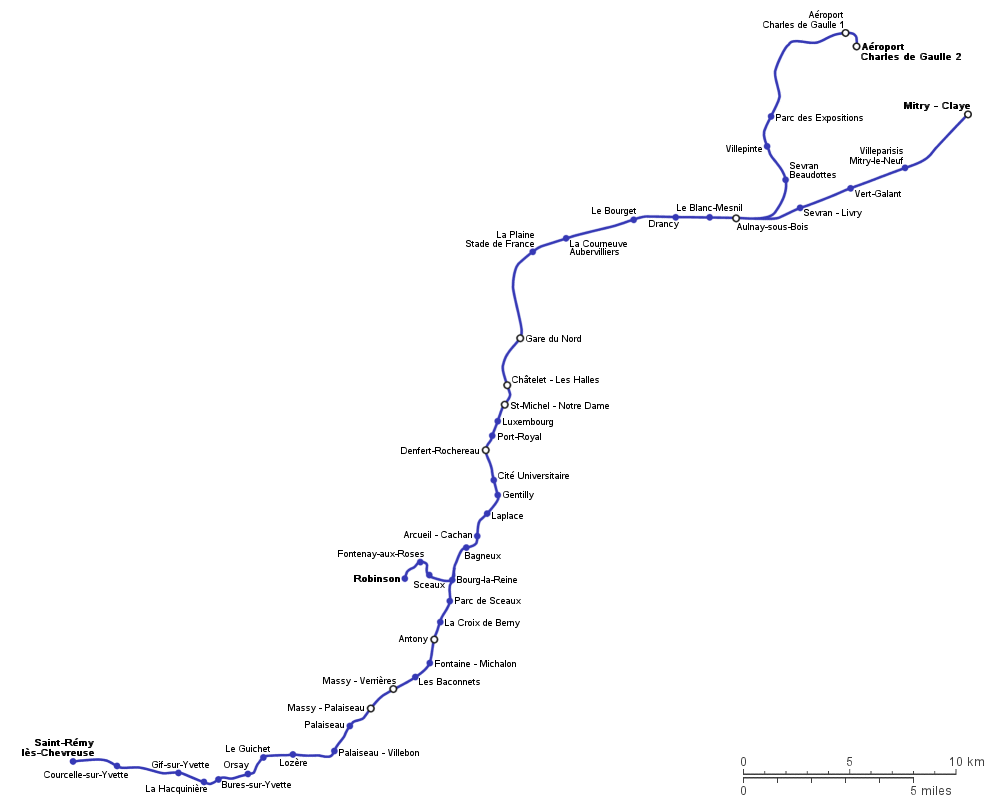
Géographie de la ligne.

Logo du RER B pour Île-de-France Mobilités.

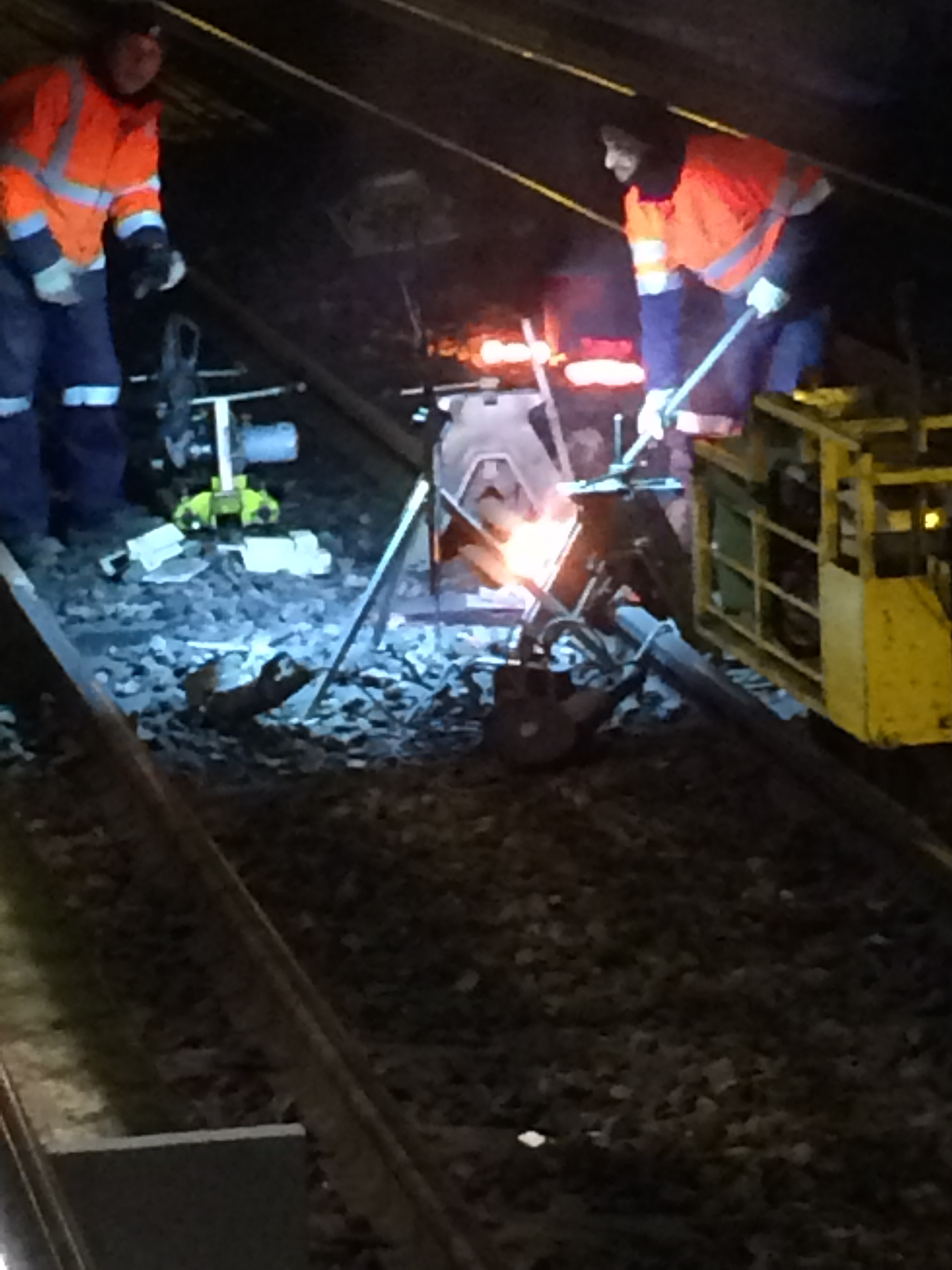
Soudage d'un rail de nuit en gare de La Courneuve - Aubervilliers.

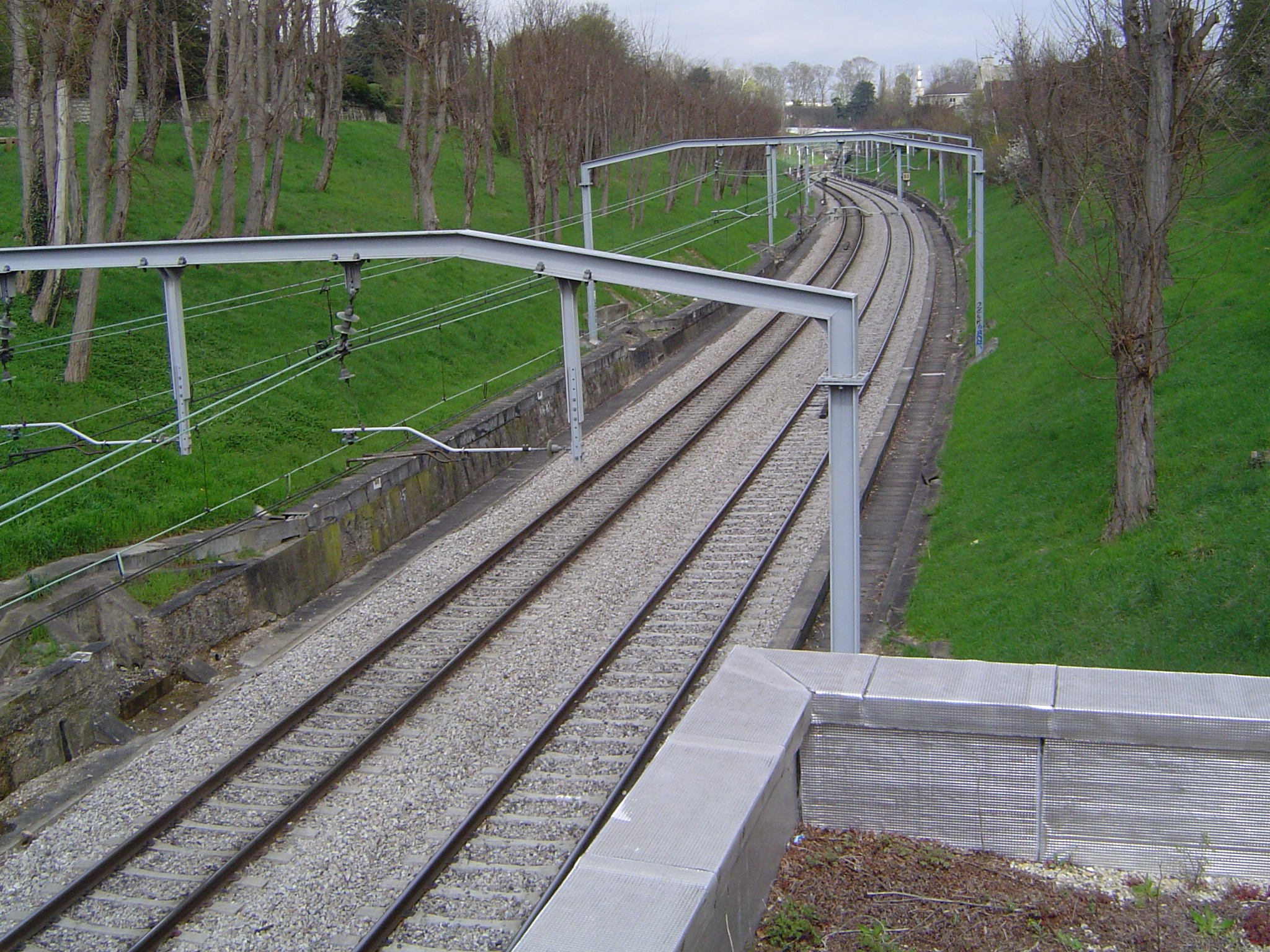
L'infrastructure de la ligne à Parc de Sceaux.

### Ligne
Au nord, la ligne B emprunte les voies de desserte locale, la ligne de La Plaine à Hirson et Anor (frontière), ouverte de 1860 à 1870, et l'antenne de Roissy, ouverte en 1976.
Au sud, elle emprunte la ligne de Sceaux, prolongée de Luxembourg à Châtelet - Les Halles en 1977, puis jusqu'à la Gare du Nord en 1981 via le tunnel de Châtelet à la Gare du Nord.

### Tensions d'alimentation
La ligne est découpée en deux parties pour l'alimentation électrique, situation qui découle de l'histoire de l'électrification du réseau ferroviaire national.
Le nord de la ligne comme tout le réseau Nord, de banlieue et grandes lignes, est électrifié en 25 000 volts monophasé ; la Gare du Nord souterraine est alimentée dans les deux tensions. La commutation s'effectue juste avant l'entrée en gare : ainsi, les voies nord/sud des lignes RER B et D sont électrifiées en 1 500 volts continu et les voies sud/nord des lignes RER B et D sont électrifiées en 25 000 volts monophasé.
Le sud de la ligne, à partir de Gare du Nord, et appartenant à la RATP, est électrifiée en 1 500 volts continu via 18 postes de redressement alimentant 26 secteurs électriques (d'une moyenne de 7 kilomètres) qui sont eux-mêmes divisés en sections élémentaires (plus petite zone que l’on puisse priver de courant). Si le courant continu nécessite plus de points d’alimentation en énergie et des caténaires plus lourdes (car ayant deux fils) que pour le courant alternatif, le découpage plus fin des zones permet de limiter l'impact d'un incident électrique sur l’exploitation.
La section nord est alimentée courant alternatif de 25 000 volts par trois sous-stations.
- La sous-station REVEST dispose d'un transformateur monophasé de 60 MVA dont le primaire est connecté à une ligne de transport 225 kV[81]. Il alimente le RER B entre la gare souterraine de Gare du Nord et la section de séparation d’Aubervilliers, mais également toutes les autres voies de la gare du Nord (ligne H, RER D Nord, TER, Intercités, TGV Nord, Thalys et Eurostar)[80].
- La sous-station de Drancy alimente le RER B entre la section de séparation d’Aubervilliers et, d'une part, jusqu'à Roissy CDG 2 et, d'autre part, jusqu'à la section de séparation de Sevran - Livry sur la branche Mitry. De surcroît, elle permet aussi les circulations sur la ligne K, le TER Picardie, les circulations fret en traction électrique circulant entre Le Bourget et la Grande Ceinture[80].
- La sous-station de Mitry alimente le RER B entre la section de séparation de Sevran - Livry et le terminus Mitry - Claye, ainsi que les trains de la ligne K, le TER Picardie et Fret à partir de Sevran - Livry vers Mitry et au-delà[80].

Par ailleurs, un survolteur installé près de la gare du Parc des Expositions permet d’assurer un débit minimal en cas de perte des sous-stations REVEST ou de Drancy.
Les trois sous-stations peuvent alimenter des sections élémentaires, le contrôle étant fait au Central Sous-Station (CSS) de Paris Nord. Plus facile à transporter que le courant continu, le courant alternatif équipe toutes les lignes modernes, mais si les sous-stations peuvent couvrir un très large périmètre de circulation, leur défaillance a pour conséquence de mettre un grand nombre de trains à l’arrêt. C'est pourquoi tous les CSS franciliens disposent de deux transformateurs afin qu’un second appareil puisse prendre le relais en cas de défaillance du premier. Très sollicitée et alors seule sous-station non redondée avec Asnières, le poste de Drancy créé en 1984 est l'objet d'une défaillance majeure qui perturbe le trafic plusieurs jours en octobre 2017. Afin de répondre à la croissance du trafic (RER, T11, CDG Express) et d’augmenter le niveau de fiabilité, son remplacement était programmé en juin 2018 pour un coût de 9 millions d’euros, financés par SNCF Réseau. Le nouveau transformateur mis en tension le 9 février 2018 ayant pris feu, son remplacement doit être effectif en juin 2018 et il doit être doublé d'une seconde unité en 2019. Le remplacement des caténaires de la branche nord — dont les plus anciens datent de 1964 — débute en février 2018 pour les quatre voies entre Le Bourget et Sevran - Livry sur une distance de 46,4 km,.
La présence de deux tensions différentes impose l'utilisation de matériel roulant dit bicourant, apte aux deux systèmes d'électrification, tout comme sur les autres lignes du RER, à l'exception de la ligne E électrifiée entièrement en 25 kV;

### Vitesses limites
Les vitesses limites autorisées pour les Z8100 sont de 60 à 120 km/h en fonction des voies sur lesquelles circulent le train au nord (SNCF). Elles sont de 50 à 100 km/h au sud (RATP).

## Liste des gares

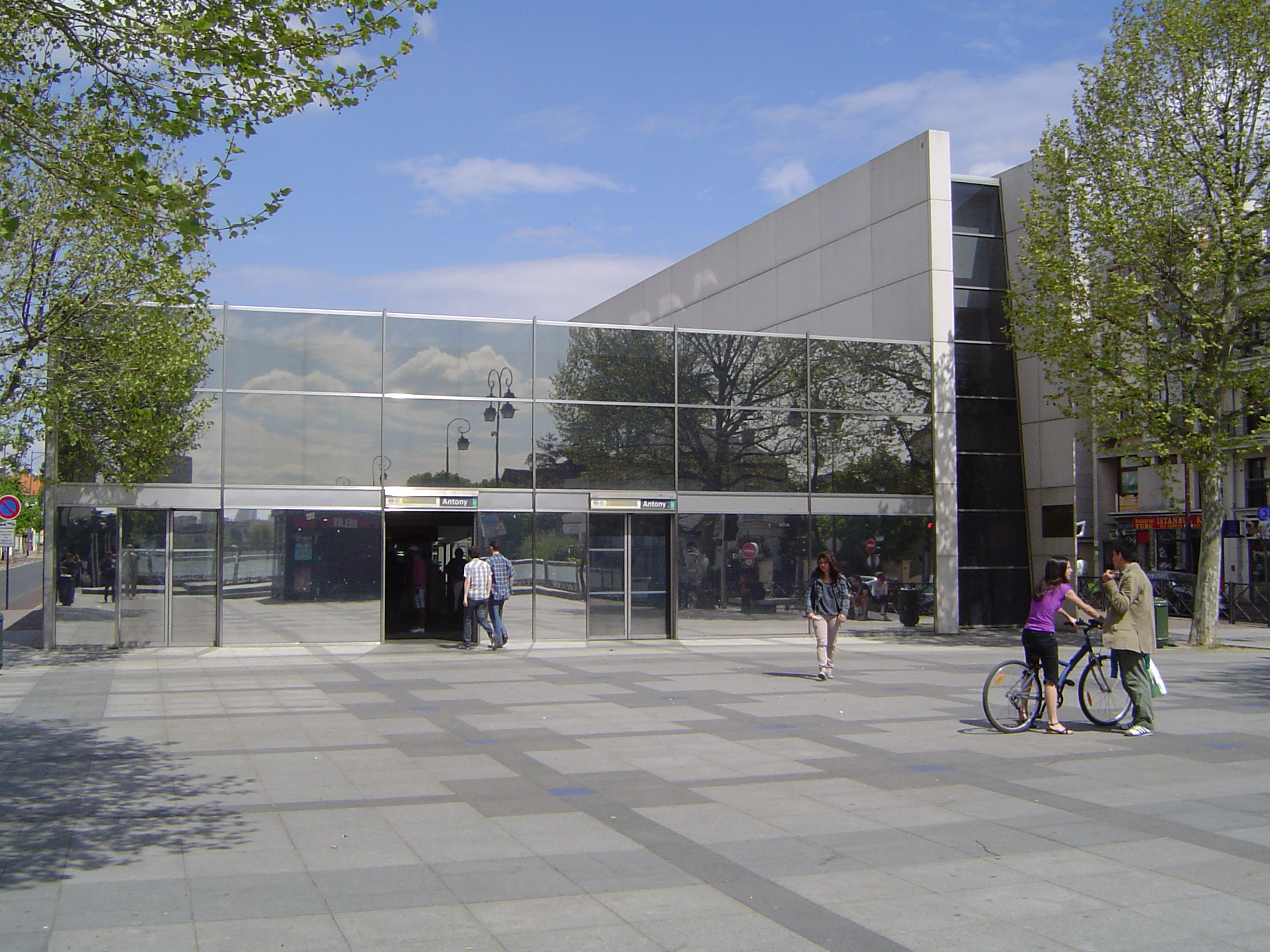
La gare d'Antony.

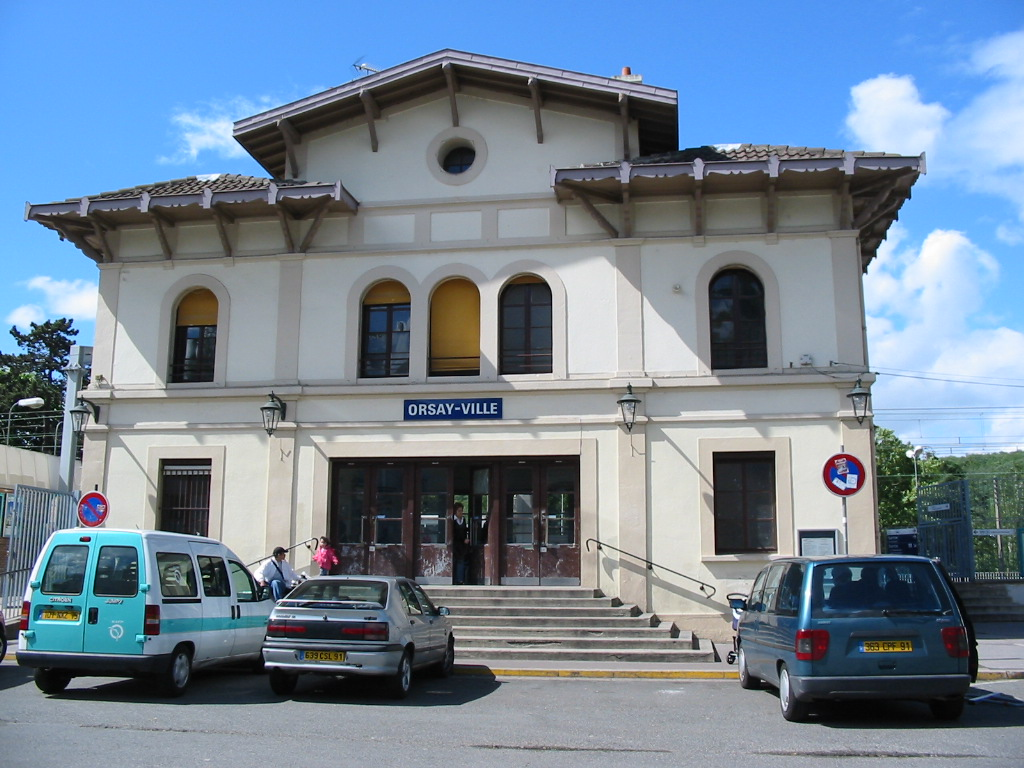
La gare d'Orsay-Ville.

La ligne B dessert au total 47 gares dont sept dans Paris intra-muros. Dans le cadre du Schéma directeur d'accessibilité (SDA), plusieurs gares ont été rendues accessibles aux personnes à mobilité réduite (PMR) comme Parc des Expositions (2015), Lozère (2014) et Orsay-Ville (2014).
En 2019, la gare du Luxembourg devient enfin accessible aux PMR. En 2021, la gare de La Croix de Berny, qui après celle de Robinson, dont les travaux se terminent également, devient la dernière gare de la ligne B du RER à être rendue accessible aux personnes à mobilité réduite, au terme de travaux engagés en 2017,,. Les quais des gares de Sevran - Beaudottes, d'Aulnay-sous-Bois, du Blanc-Mesnil, de Drancy, du Bourget et de La Courneuve - Aubervilliers sont accessibles, mais l'espace entre le quai et le train y est supérieur à 10 cm.
En 2017, la ligne B obtient le label S3A qui certifie les capacités des agents en gare pour accueillir les personnes en situation de handicap mental.
|  |   |   |   |  | Gare                                                    | Zone | Communes                                 | Correspondances                                    |
|  | - | - | - |  | ------------------------------------------------------- | ---- | ---------------------------------------- | -------------------------------------------------- |
|  | ■ |   |   |  | Aéroport Charles-de-Gaulle 2 TGV                        | 5    | Le Mesnil-Amelot, Tremblay-en-France     | CDGVAL Grandes lignes                              |
|  | • |   |   |  | Aéroport Charles-de-Gaulle 1                            | 5    | Tremblay-en-France                       | CDGVAL                                             |
|  | • |   |   |  | Parc des Expositions                                    | 4    | Villepinte                               | 20 (TCSP Barreau de Gonesse)                       |
|  | • |   |   |  | Villepinte                                              | 4    | Villepinte                               |                                                    |
|  | • |   |   |  | Sevran - Beaudottes                                     | 4    | Sevran                                   |                                                    |
|  |   |   | ■ |  | Mitry - Claye                                           | 5    | Mitry-Mory                               | Transilien · Ligne K du Transilien                 |
|  |   |   | • |  | Villeparisis - Mitry-le-Neuf                            | 5    | Mitry-Mory                               |                                                    |
|  |   |   | • |  | Vert-Galant                                             | 4    | Villepinte                               |                                                    |
|  |   |   | • |  | Sevran - Livry                                          | 4    | Sevran                                   |                                                    |
|  |   | • |   |  | Aulnay-sous-Bois                                        | 4    | Aulnay-sous-Bois                         | Transilien · Ligne K du Transilien · (T) · (4)     |
|  |   | • |   |  | Le Blanc-Mesnil                                         | 3    | Le Blanc-Mesnil                          |                                                    |
|  |   | • |   |  | Drancy                                                  | 3    | Drancy                                   |                                                    |
|  |   | • |   |  | Le Bourget                                              | 3    | Le Bourget, Drancy                       | (T) · (11)                                         |
|  |   | • |   |  | La Courneuve - Aubervilliers                            | 3    | La Courneuve                             |                                                    |
|  |   | • |   |  | La Plaine - Stade de France Saint-Denis - Aubervilliers | 2    | Saint-Denis                              |                                                    |
|  |   | • |   |  | Paris-Gare du Nord                                      | 1    | Paris 10e                                | (La Chapelle, à distance) (Magenta) Grandes lignes |
|  |   | • |   |  | Châtelet - Les Halles                                   | 1    | Paris 1er                                | (Châtelet) (Les Halles)                            |
|  |   | • |   |  | Saint-Michel - Notre-Dame                               | 1    | Paris 4e/5e/6e                           | (Saint-Michel) (Cluny - La Sorbonne)               |
|  |   | • |   |  | Luxembourg Sénat                                        | 1    | Paris 5e/6e                              |                                                    |
|  |   | • |   |  | Port-Royal                                              | 1    | Paris 5e/6e                              |                                                    |
|  |   | • |   |  | Denfert-Rochereau Colonel Rol-Tanguy                    | 1    | Paris 14e                                | (M) · (4) · (6)                                    |
|  |   | • |   |  | Cité Universitaire                                      | 1    | Paris 14e                                | (T) · (3a)                                         |
|  |   | • |   |  | Gentilly                                                | 2    | Gentilly                                 |                                                    |
|  |   | • |   |  | Laplace Maison des Examens                              | 2    | Arcueil                                  |                                                    |
|  |   | • |   |  | Arcueil - Cachan                                        | 3    | Cachan                                   |                                                    |
|  |   | • |   |  | Bagneux Pont Royal                                      | 3    | Cachan                                   |                                                    |
|  |   | • |   |  | Bourg-la-Reine                                          | 3    | Bourg-la-Reine                           |                                                    |
|  | • |   |   |  | Sceaux                                                  | 3    | Sceaux                                   |                                                    |
|  | • |   |   |  | Fontenay-aux-Roses                                      | 3    | Fontenay-aux-Roses                       |                                                    |
|  | ■ |   |   |  | Robinson                                                | 3    | Sceaux                                   |                                                    |
|  |   |   | • |  | Parc de Sceaux                                          | 3    | Antony                                   |                                                    |
|  |   |   | • |  | La Croix de Berny                                       | 3    | Antony                                   | Tvm                                                |
|  |   |   | • |  | Antony                                                  | 3    | Antony                                   | Orlyval                                            |
|  |   |   | • |  | Fontaine Michalon                                       | 4    | Antony                                   |                                                    |
|  |   |   | • |  | Les Baconnets                                           | 4    | Antony                                   |                                                    |
|  |   |   | • |  | Massy - Verrières                                       | 4    | Massy                                    | (RER) · (C)                                        |
|  |   |   | • |  | Massy - Palaiseau                                       | 4    | Massy                                    | Grandes lignes (dont Massy TGV)                    |
|  |   |   | • |  | Palaiseau                                               | 4    | Palaiseau                                |                                                    |
|  |   |   | • |  | Palaiseau - Villebon                                    | 4    | Palaiseau                                |                                                    |
|  |   |   | • |  | Lozère École polytechnique                              | 4    | Palaiseau                                |                                                    |
|  |   |   | • |  | Le Guichet                                              | 5    | Orsay                                    |                                                    |
|  |   |   | • |  | Orsay-Ville                                             | 5    | Orsay                                    |                                                    |
|  |   |   | • |  | Bures-sur-Yvette                                        | 5    | Bures-sur-Yvette                         |                                                    |
|  |   |   | • |  | La Hacquinière                                          | 5    | Bures-sur-Yvette                         |                                                    |
|  |   |   | • |  | Gif-sur-Yvette                                          | 5    | Gif-sur-Yvette                           |                                                    |
|  |   |   | • |  | Courcelle-sur-Yvette                                    | 5    | Gif-sur-Yvette, Saint-Rémy-lès-Chevreuse |                                                    |
|  |   |   | ■ |  | Saint-Rémy-lès-Chevreuse                                | 5    | Saint-Rémy-lès-Chevreuse                 |                                                    |

(Les gares en gras servent de départ ou de terminus à certaines missions)

### Intermodalité
Le RER B croise de nombreuses lignes de transport en commun sur son parcours. Le métro (lignes 1, 2, 4, 5, 6, 7, 10, 11 et 14) est accessible à gare du Nord, Châtelet - Les Halles, Saint-Michel - Notre-Dame et Denfert-Rochereau. Les lignes D et E, A et D puis C du RER sont respectivement en correspondance avec les trois premières gares précitées, la ligne C passant également à Massy - Verrières et Massy - Palaiseau. Cinq lignes de tramway croisent le RER B, à Aulnay-sous-Bois (ligne T4), au Bourget (ligne T11), à Cité universitaire (ligne T3a), à La Croix de Berny (ligne T10) et, enfin, à Massy - Palaiseau (ligne T12). Le Transilien (lignes H, K et V) est disponible aux gares du Nord, de Massy - Palaiseau, d'Aulnay-sous-Bois et de Mitry - Claye.
Les trains de grandes lignes (TGV, TER, Thalys, etc.) sont accessibles à la gare de l'aéroport Charles-de-Gaulle 2 TGV, à la gare de Paris-Nord et à celle de Massy - Palaiseau. D'autres correspondances sont possibles avec le Trans-Val-de-Marne (TVM) à La Croix de Berny, l'OrlyBus à Denfert-Rochereau, le RoissyBus à Aéroport Charles-de-Gaulle 2, le CDGVAL à ladite gare et à Aéroport Charles-de-Gaulle 1 et enfin l'OrlyVAL à la gare d'Antony.

## Exploitation

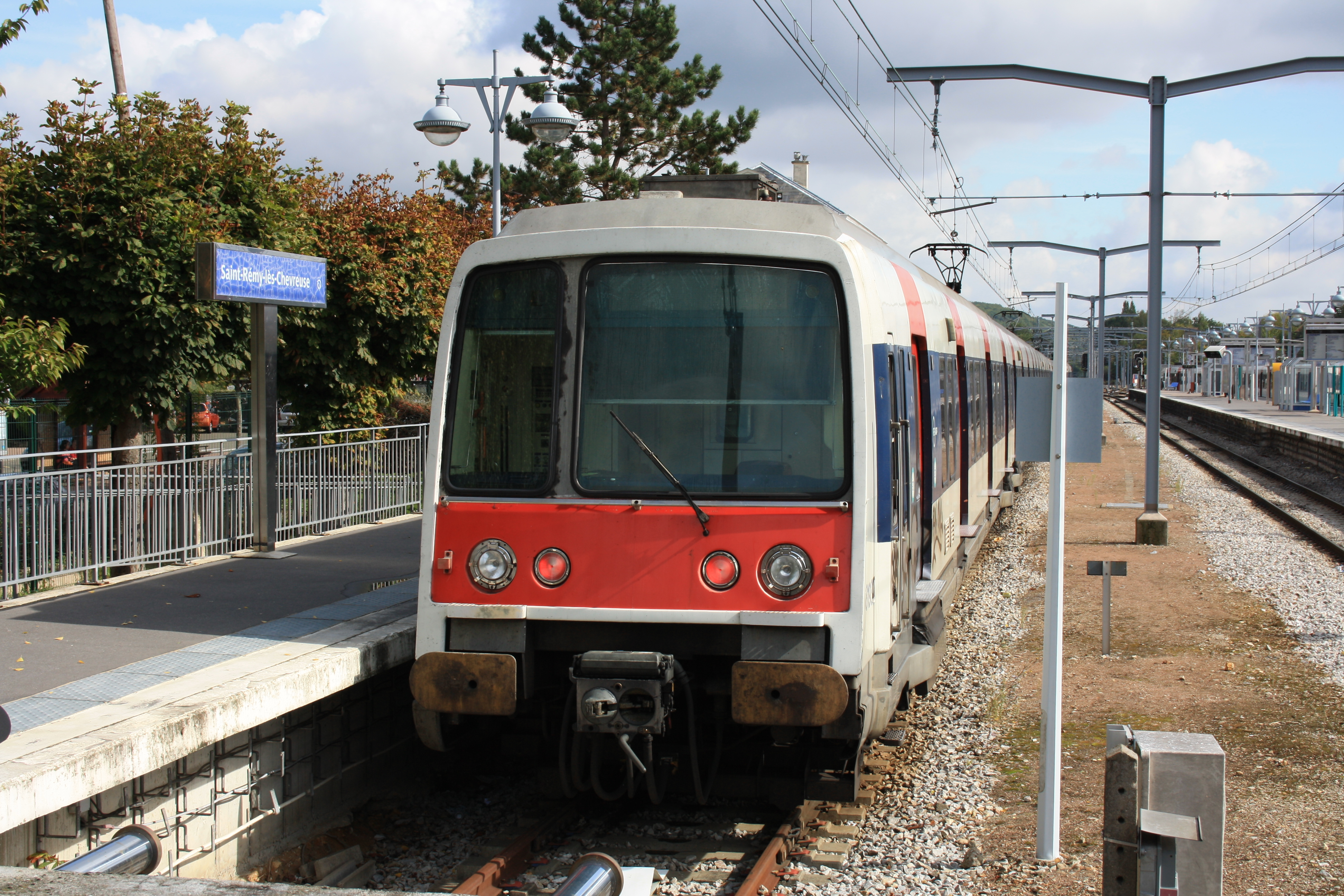
Une MI 79 non rénovée (livrée Île de France) en gare terminus de Saint-Rémy-lès-Chevreuse, en septembre 2010.

La ligne B est une ligne appartenant à la SNCF, sur la partie allant de Gare du Nord à Aéroport Charles-de-Gaulle 2 TGV et à Mitry - Claye, et à la RATP, sur la partie allant de Gare du Nord à Saint-Rémy-lès-Chevreuse et à Robinson. Les opérateurs sont réunis dans une exploitation commune depuis 2013 La ligne B fonctionne de 5 h à 1 h du matin environ, avec 116 rames MI 79 et 42 rames MI 84. Cette ligne permet de relier les deux aéroports parisiens en 1 h 15, avec seulement un changement à Antony pour prendre le « métro léger » Orlyval (de quai à quai en direction d'Orly).
Deux fois par an, à l'occasion de la Fête de la musique et de la nuit du nouvel an, le service est continu, c'est-à-dire qu'il est assuré sans interruption nocturne. Dans chaque sens, l'offre proposée alors est d'un train tous les quarts d'heure entre Bourg-la-Reine et Aulnay-sous-Bois, d'un train toutes les demi-heures au-delà vers Robinson et Saint-Rémy-lès-Chevreuse et d'un train toutes les heures au-delà vers Roissy CDG et Mitry - Claye, toute la nuit. Ces trains desservent toutes les gares de leur trajet.
La ligne souffre fréquemment de problèmes techniques, avec par exemple trois incidents recensés entre fin mars et mi-avril 2009 : rupture de caténaires, problèmes électriques, etc. Des incendies dans des campements roms ont parfois bloqué le trafic à Saint-Denis, comme en 2007 et 2009. Le vieillissement des rames (avant leur rénovation dans les années 2010), le manque d'entretien et les nouvelles procédures substituant aux révisions périodiques des révisions ponctuelles consécutives aux pannes constatées se traduisent par une dégradation progressive de la qualité du service sur la ligne B, sensible depuis le milieu des années 2000 (trains en panne, portes ne fermant plus, rails cassés, caténaires arrachées, problèmes électriques divers, etc.). Par ailleurs, le personnel du RER B est un des plus mobilisés pour suivre les mouvements sociaux,.
Le RER B est critiqué pour son inadaptation aux touristes étrangers arrivant à l'aéroport de Roissy-CDG, d'où la promotion autour de l’État du projet CDG Express.
Le 7 mars 2009, à l'issue d'une rencontre qui opposait Lyon à Lille, treize supporters de football prennent un raccourci par les voies pour rejoindre leur bus. Deux sont tués et plusieurs autres blessés. En mai 2015, la SNCF est condamnée pour homicide involontaire par le tribunal correctionnel de Bobigny et condamnée à 280 000 euros d'amende, une porte d'accès menant aux voies n'étant, selon eux, pas fermée.

### Direction de ligne unifiée

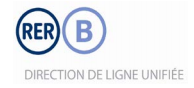
Logo RER B direction unifiée

Depuis le 17 juin 2013, la gouvernance de la ligne est assurée par une direction unique, composée d'agents de la RATP et de la SNCF, pour trois objectifs :
- améliorer la régularité de la ligne avec la supervision de cette dernière sous un seul directeur, et d'accélérer la mise en œuvre de mesures d'amélioration de la qualité de service, ainsi que de simplifier le fonctionnement actuel ;
- offrir une meilleure information aux usagers, qui sera pilotée par les équipes de cette direction unifiée. Une seule et même information sera communiquée pour l'ensemble des voyageurs en zone RATP ou SNCF, de 6 h à 20 h, du lundi au vendredi, sur le fil Twitter @RERB, et en permanence sur le site officiel du RER B « rerb-leblog.fr » ;
- optimiser d'ici la fin 2013 la gestion des situations perturbées par le regroupement définitif de l'ensemble des gestionnaires de la ligne qu'ils soient SNCF ou RATP dans un lieu unique à proximité de la gare de Denfert-Rochereau, afin d'avoir une meilleure coordination, une efficacité et une réactivité améliorées dans la prise de décisions. Le centre est complet avec l'arrivée le 26 avril 2015 de la direction de la circulation ferroviaire. Il supervise l’ensemble du plan de transport et de la régulation de la ligne (RER B, Ligne K du Transilien, TER et fret)[103].

La ponctualité progresse de 5 points entre 2013 et 2014 à 88 % et de 1,6 point de plus à fin mars 2015 avec une qualité de service également en hausse de 5 points sur la partie nord de la ligne en 2014.

### Interconnexion à Gare du Nord

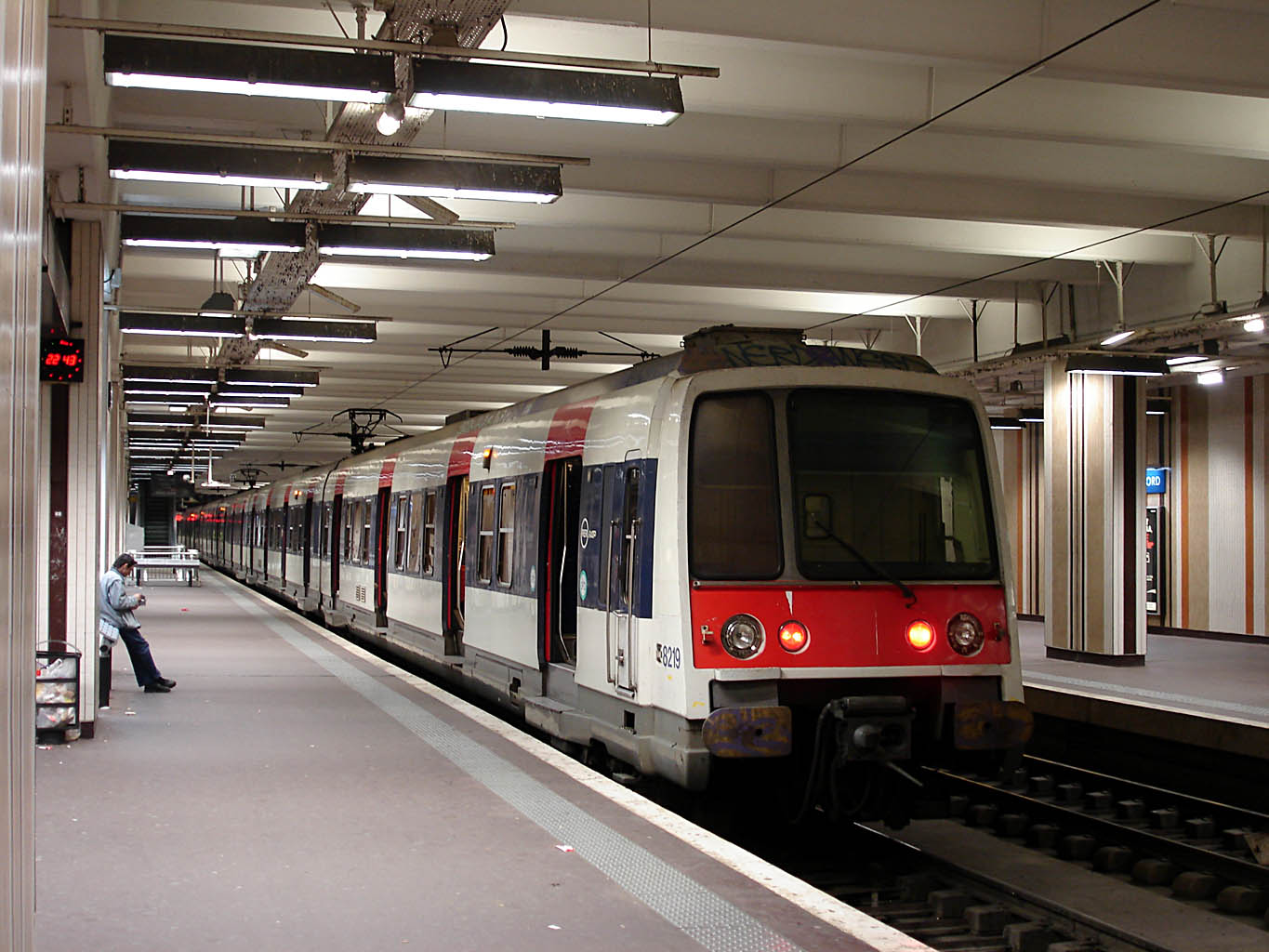
Rame MI 79 non rénovée (livrée Île-de-France) en gare de surface à Gare du Nord en 2008

Les branches de Saint-Rémy-lès-Chevreuse et de Robinson à partir du tunnel Châtelet – Gare du Nord, sont exploitées par la RATP sur un réseau électrifié en 1 500 volts continu. Les branches d'Aéroport Charles-de-Gaulle 2 TGV et de Mitry - Claye sont, à partir de Gare du Nord, exploitées par la SNCF sous une tension de 25 000 volts courant alternatif.
La présence de ces deux tensions a obligé la RATP à faire construire du matériel roulant bi-tension lors de l'ouverture de la branche SNCF (appelé aussi matériel d'interconnexion, MI), par opposition au matériel plus ancien, monocourant (ou matériel suburbain, matériel simple, MS).
De plus, un changement de conducteur fut institué et eut lieu jusqu'au 9 novembre 2009, date depuis laquelle une conduite de bout en bout de la ligne par un même agent (SNCF ou RATP) est appliquée (interopérabilité), afin d'améliorer l'interconnexion à Gare du Nord.

### Noms des missions

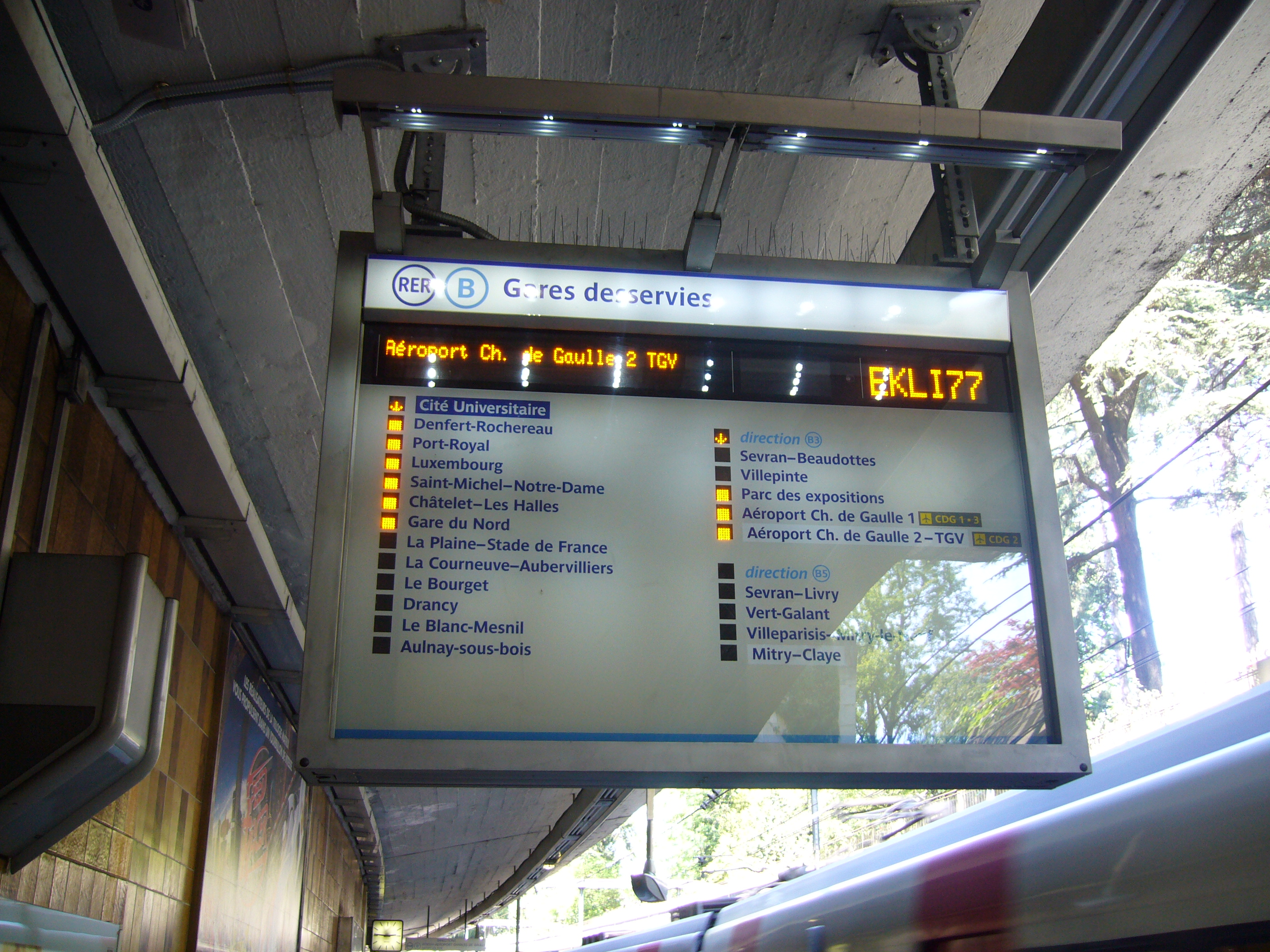
Panneau indicateur de desserte (PID) à Cité universitaire.

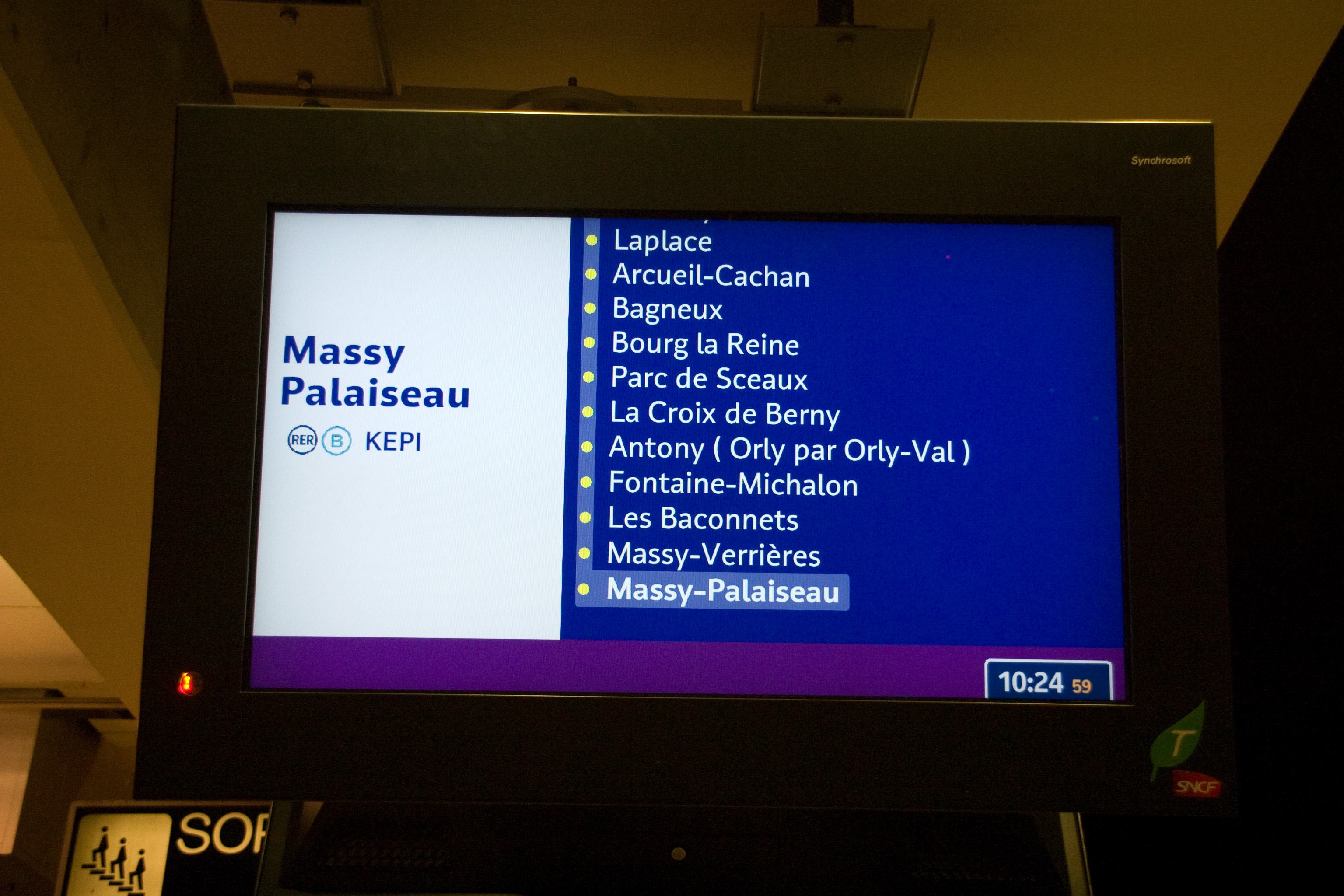
Écran LCD Infogare à Gare du Nord.

Les codes des missions sur le RER B sont composés de quatre lettres suivies de deux chiffres.
| Lettre | Gare                             |
| ------ | -------------------------------- |
| E      | Aéroport Charles-de-Gaulle 2 TGV |
| I      | Mitry - Claye                    |
| J      | Denfert-Rochereau                |
| K      | Massy - Palaiseau                |
| L      | Orsay-Ville                      |
| O      | Aéroport Charles-de-Gaulle 1     |
| P      | Saint-Rémy-lès-Chevreuse         |
| Q      | La Plaine - Stade de France      |
| S      | Robinson                         |
| U      | Laplace                          |

La première lettre renseigne sur la destination finale du train prenant des voyageurs, selon les deux tableaux ci-dessus.
La deuxième lettre s'associe à la première pour détailler les gares desservies par le train.
Les troisième et quatrième lettres sont choisies pour rendre le tout prononçable et mémorisable.

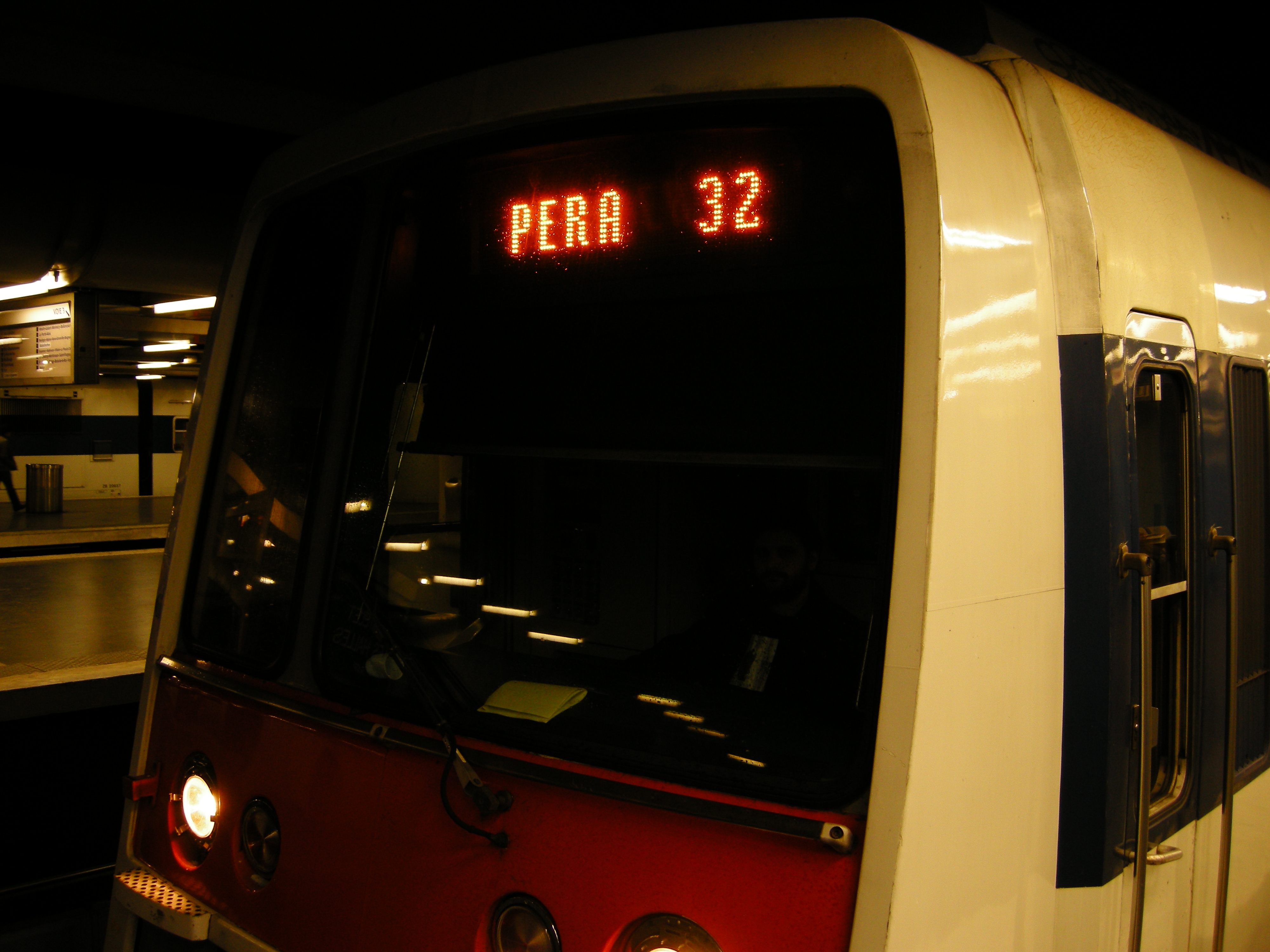
Girouette d'un MI 79 non rénové (livrée Île-de-France) de la ligne (code PERA 32)

Les deux chiffres s'incrémentent de 2 en 2 à chaque train. Ainsi on aura le matin KFAR02, STOC04, PLIC06, etc. Lorsque ce compteur arrive à 98 (pour le sens nord sud) et 99 (pour le sens sud nord) le code mission change et les deux chiffres repartent à 01 ou 02 selon le sens. Nous aurons par exemple SORI94, PIER96, KARI98 puis SOSO02, PIST04 et KALI06. Ainsi, les missions SORI et SOSO, PIER et PIST, KARI et KALI seront identiques.
Les missions sans voyageurs et les missions rajoutées ou modifiées en cours d'exploitation ont des codes mission spécifiques :
- Les missions qui ne prennent pas de voyageurs : Dans ce cas, les première et troisième lettres sont des « W », la deuxième marque la destination et la quatrième marque la gare origine, selon les deux tableaux présentées au début de ce paragraphe. Par exemple, le nom WKWU désigne un train ne prenant pas de voyageurs sur le trajet de Laplace à Massy - Palaiseau.

### Plan de transport de la ligne

#### Début de service
Du début de service à environ 6 h 30, l'offre de transport comprend dans chaque sens trois missions se répétant toutes les 15 minutes, soit selon les gares entre 4 et 12 trains par heure et par sens :
- un aller de Saint-Rémy-lès-Chevreuse vers Mitry - Claye et un retour de Aulnay-sous-Bois vers Saint-Rémy-lès-Chevreuse, semi-direct entre Cité Universitaire et Massy - Palaiseau avec arrêts intermédiaires à Bourg-la-Reine, La Croix de Berny et Antony (missions ICAR vers Mitry, missions PROC vers Saint-Rémy) ;
- un aller-retour entre Aéroport Charles-de-Gaulle 2 TGV et Massy - Palaiseau, omnibus sur la totalité du parcours (missions ECCO vers Roissy, missions KOCQ vers Massy) ;
- une mission de Mitry - Claye vers Robinson, omnibus sur la totalité du parcours (mission SOSI) ;
- une mission de Robinson vers Aéroport Charles-de-Gaulle 2 TGV, omnibus sur la totalité du parcours (mission ELAN).

#### Heures de pointe
Pendant les heures de pointe (de 7 h à 9 h 30 et de 16 h 30 à 20 h 30) la grille horaire de la ligne prévoit prévoit 4 missions se répétant toutes les 12 minutes, soit au minimum 5 trains par heure (un toutes les 12 minutes) dans toutes les gares, et jusqu'à 20 trains par heure (un toutes les 3 minutes) sur le tronçon commun à toutes les missions entre Bourg-la-Reine et La Plaine - Stade de France.
Aux heures de pointe du matin, l'offre de transport comprend, toutes les 12 minutes :
- un aller-retour entre Orsay-Ville et Aéroport Charles-de-Gaulle 2 TGV, desservant toutes les gares sauf Massy - Verrières et Parc de Sceaux (missions EMIR et EMMY vers Roissy, missions LORE et LORD vers Orsay) ;
- un aller-retour entre Robinson et Aéroport Charles-de-Gaulle 2 TGV, omnibus sur la totalité de son parcours (missions ELFE et ELOI vers Roissy, missions STIN et STRI vers Robinson) ;
- un aller-retour entre Massy - Palaiseau et Mitry - Claye, desservant toutes les gares sauf Fontaine Michalon (missions IRIS et IRUS vers Mitry, missions KLEE et KLAC vers Massy) ;
- une mission de Saint-Rémy-lès-Chevreuse vers La Plaine - Stade de France, semi-directe entre Le Guichet et Bourg-la-Reine avec arrêts intermédiaires à Palaiseau, Massy - Palaiseau, Antony et La Croix de Berny (missions QLIK et QLOT) ;
- une mission de Mitry - Claye vers Saint-Rémy-lès-Chevreuse, semi-directe entre Bourg-la-Reine et Le Guichet avec arrêts intermédiaires à La Croix de Berny, Antony et Massy - Palaiseau (missions PAUL et PAGE).

Aux heures de pointe du soir, l'offre de transport comprend, toutes les 12 minutes :
- un aller-retour entre Orsay-Ville et Aéroport Charles-de-Gaulle 2 TGV, desservant toutes les gares sauf Massy - Verrières et Parc de Sceaux (missions EMMA et EMUE vers Roissy, missions LOUP et LOVE vers Orsay) ;
- un aller-retour entre Robinson et Aéroport Charles-de-Gaulle 2 TGV, omnibus sur la totalité de son parcours (missions ELOI et ELEC vers Roissy, missions STAR et STOP vers Robinson) ;
- un aller de Massy - Palaiseau vers Mitry - Claye et un retour de La Plaine - Stade de France vers Massy - Palaiseau, desservant toutes les gares sauf Fontaine Michalon (missions IRON et IRMA vers Mitry, missions KERN et KENT vers Massy) ;
- un aller-retour entre Saint-Rémy-lès-Chevreuse et Mitry - Claye, semi-direct entre Le Guichet et Bourg-la-Reine avec des arrêts intermédiaires à Palaiseau (vers Saint-Rémy uniquement), Massy - Palaiseau, Antony et La Croix de Berny (missions IJUR et IJEL vers Mitry, missions PGAZ et PGUY vers Saint-Rémy).

#### Heures creuses

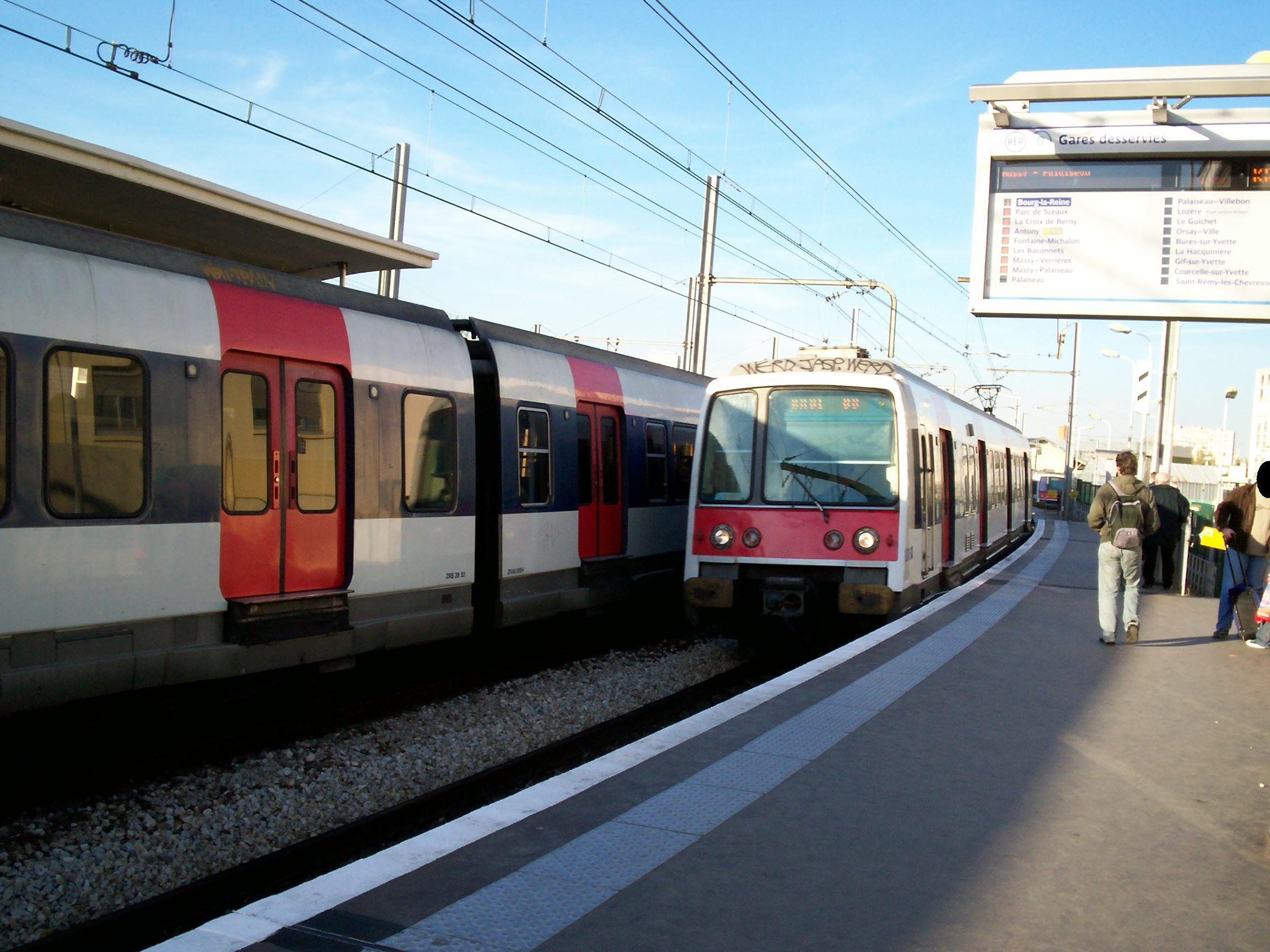
Une rame MI 79 non rénovée (livrée Île-de-France) assurant une mission anciennement dénommée KROL, actuelle KALE ou KAPE par exemple, entrant en gare de Bourg-la-Reine

Pendant les heures creuses, la grille horaire de la ligne prévoit, dans chaque sens, douze trains, dont quatre trains directs vers Roissy, par heure, soit un train toutes les trois à six minutes dans chaque sens entre La Plaine - Stade de France et Bourg-la-Reine. Au nord de La Plaine, la grille prévoit huit trains omnibus par heure sur le tronçon commun, soit un train toutes les six à neuf minutes sur le tronc commun et toutes les quinze minutes sur chaque branche, trains directs vers Roissy exclus.
Du lundi au vendredi entre environ 9 h 30 et 16 h 30, ainsi que toute la journée des samedis, dimanches et fêtes, l'offre de transport comprend, tous les quarts d'heure :
- un aller-retour Aéroport Charles-de-Gaulle 2 TGV – Massy - Palaiseau, semi-direct entre Aéroport Charles-de-Gaulle 1 (ou Parc des Expositions en cas d'exposition) et Gare du Nord (ou La Plaine - Stade de France en cas d'événement) avec arrêt intermédiaire à Aulnay-sous-Bois (missions ERAS, ERUK, ERIC, ERIO, ERAN, ERBE, EROC, ERTE vers Roissy, missions KALE, KAPE, KARI, KALI, KANE, KARE, KABE, KASE vers Massy) ;
- un aller-retour Aéroport Charles-de-Gaulle 2 TGV – Saint-Rémy-lès-Chevreuse, semi-direct entre Cité Universitaire et Massy - Palaiseau avec arrêts intermédiaires à Bourg-la-Reine, La Croix de Berny et Antony (missions EPAV, EPEE, EPAU, EPAF, EPOL, EPIN, EPOU, EPLA, EPOI vers Roissy, missions PIRE, PISE, PIED, PIER, PIST, PINS, PITA, PILE, PINA, PIPO vers Saint-Rémy) ;
- un aller-retour Mitry - Claye – Robinson, omnibus sur la totalité du parcours[54] (missions ILOT, ILUS, ILUK, ILAN, ILAR, ILOU, ILON, ILTA vers Mitry, missions SORT, SOSI, SOUR, SORI, SOSO, SOIR, SOTE, SOUS, SOLE, SOME vers Robinson).

#### Soirée
Tous les soirs, à partir de 22 h 10, l'offre de transport évolue en comprenant désormais :
- une mission Aéroport Charles-de-Gaulle 2 TGV – Denfert-Rochereau tous les quarts d'heure, semi-directe entre Aéroport Charles-de-Gaulle 1 et Gare du Nord avec arrêt intermédiaire à Aulnay-sous-Bois (missions JANO vers Denfert) jusqu'à 23 h ;
- une mission Aéroport Charles-de-Gaulle 2 TGV – Saint-Rémy-lès-Chevreuse tous les quarts d'heure, directe entre Cité Universitaire et Bourg-la-Reine (missions POIN vers Saint-Rémy) ;
- une mission Massy - Palaiseau – Aéroport Charles-de-Gaulle 2 TGV toutes les demi-heures, directe entre Cité Universitaire et Bourg-la-Reine (missions ETOU vers Roissy) ;
- une mission Saint-Rémy-lès-Chevreuse – Aéroport Charles-de-Gaulle 2 TGV toutes les demi-heures, direct entre Cité Universitaire et Bourg-la-Reine (missions ENNE vers Roissy) ;
- un aller-retour Mitry - Claye – Robinson, omnibus sur la totalité du parcours (missions SOLE vers Robinson, missions ILTA vers Mitry);

Ainsi, la grille horaire de la ligne prévoit jusqu'à 23 h, dans chaque sens, douze trains, dont quatre trains directs Roissy, par heure, soit un train toutes les trois à six minutes dans chaque sens entre La Plaine - Stade de France et Bourg-la-Reine. Au nord de la Plaine, la grille prévoit huit trains omnibus par heure sur le tronçon Aulnay – Cité Universitaire, soit un train toutes les quinze minutes sur chaque branche, trains directs vers Roissy exclus. Au-delà de 23 h, la grille prévoit enfin, dans chaque sens, huit trains par heure sur le tronçon Aulnay – Cité Universitaire, soit un train toutes les six à neuf minutes environ sur le tronc commun et toutes les quinze minutes sur chaque branche.

### Contraintes d'exploitation et gestion des situations perturbées
La limitation à vingt trains par heure est due au fait que la ligne partage ses voies avec le RER D dans le tunnel de Gare du Nord à Châtelet - Les Halles, faisant ainsi passer en théorie, sur ce tronçon à deux voies, trente-deux trains par heure (vingt trains du RER B et douze trains du RER D). Par conséquent, le moindre ralentissement sur l'une des deux lignes a un impact sur l'autre et rend l'exploitation très délicate, pouvant facilement entrainer des situations perturbées qui obligent à modifier le plan de transport.
Ainsi, pour améliorer la gestion du tronçon central, à Gare du Nord, la ligne D a vu quatre de ses douze trains limités à Châtelet entre 2008 et 2013. Des régulateurs de flux, dits « pousseurs », sont arrivés pour informer et faciliter les montées et les descentes des voyageurs. Enfin, la relève à Gare du Nord a été supprimée : c'est l'interopérabilité.

Pour améliorer la circulation des trains, une nouvelle organisation des journées des conducteurs a été mise en place. Il y a désormais des glissements : le conducteur qui arrive au terminus n’est plus celui qui repart avec le prochain train, permettant ainsi de rattraper une partie du retard dès que le matériel arrive en terminus. Ce principe a aussi été appliqué aux circulations des trains, avec la création de tiroirs de retournement en arrière-gare (comme celui mis en service à Orsay-Ville en 2021), permettant d'avoir un autre train déjà prêt à partir lorsqu'un train arrive au terminus, et donc d'éviter qu'un retard à l'arrivée n'entraine de retard au départ.

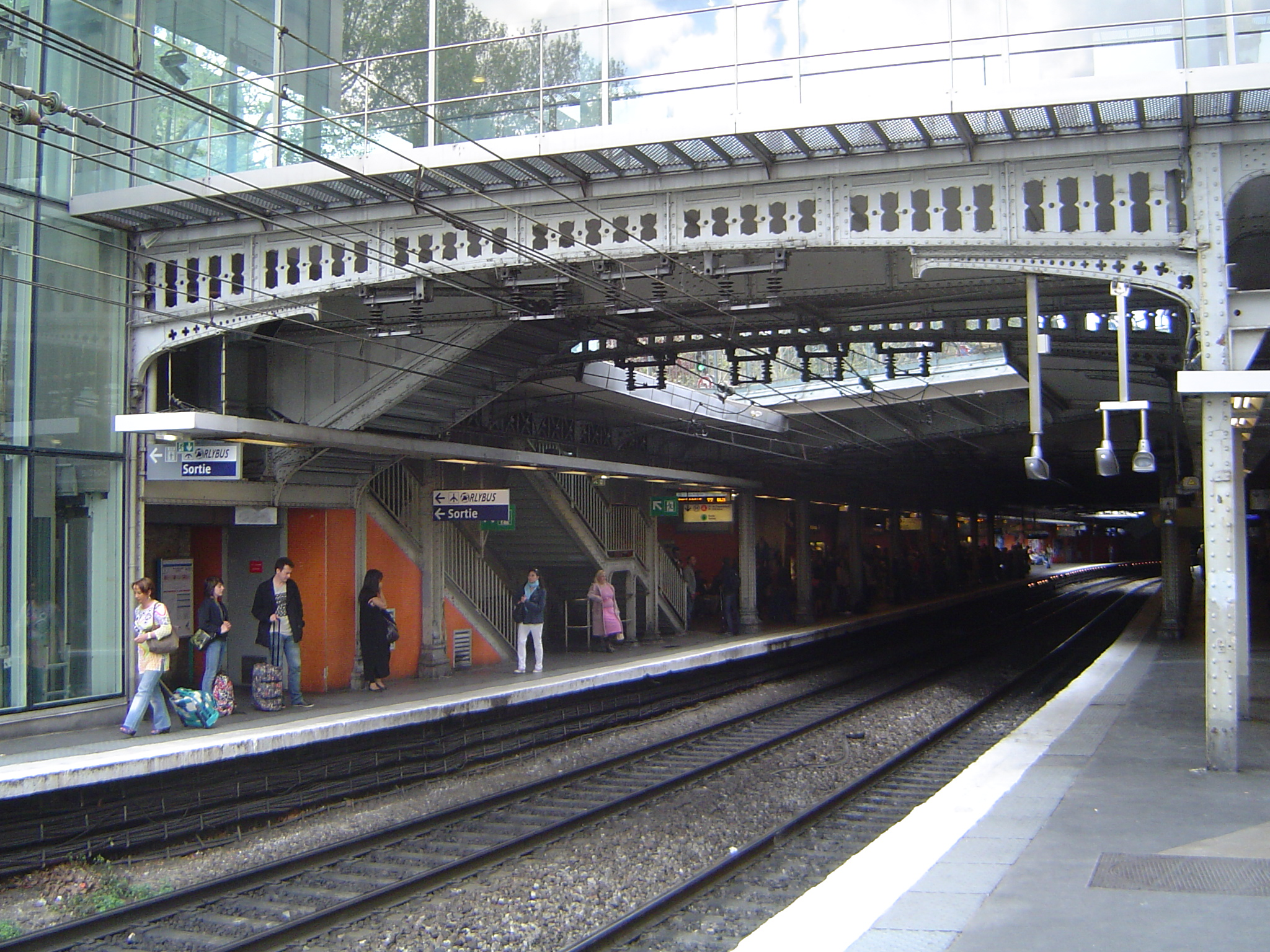
La gare de Denfert-Rochereau en avril 2010.

Pour faire face aux incidents, la RATP et la SNCF ont mis en place des principes de régulation communs. Ainsi, des mesures d’exploitation sont prises en prenant en considération tous les clients de la ligne, qu'ils soient dans le tronçon central, au nord ou au sud de Paris, tout en préservant le RER D et en alternant les dessertes. Un respect des intervalles dans le tronc commun et des horaires dans les branches est recherché, grâce à des remises à l’heure cohérentes dans les terminus de la ligne. En raison de perturbations du trafic, il peut être décidé de modifier à tout moment la desserte d'un train en supprimant certains arrêts pour rattraper son retard ; ainsi, un train omnibus peut devenir direct entre Aulnay-sous-Bois et Paris-Nord, entre Orsay-Ville et Massy - Palaiseau, ou entre Bourg-la-Reine et Cité Universitaire.
Enfin, la RATP et la SNCF mettent progressivement en place des scénarios de prise en charge pour des interruptions significatives, à la suite d'un accident grave de personne à Denfert-Rochereau.

### Interopérabilité
L'interopérabilité est la possibilité de faire circuler sans entrave des trains sur des réseaux ferroviaires différents. Dans le cas présent, elle permet de faire circuler des trains sur des réseaux d'entreprises ferroviaires différentes sans changer de conducteur lors du changement de réseau ou de l'interconnexion. Cette procédure appelée relève ou changement de conducteur s'effectuait à Gare du Nord. Ainsi, l'interopérabilité a été mise en place afin d'améliorer l'interconnexion à Gare du Nord, dans le cadre du projet RER B Nord +, qui a été voté par le Syndicat des transports d'Île-de-France (STIF, devenu Île-de-France Mobilités, IDFM).

#### Origines

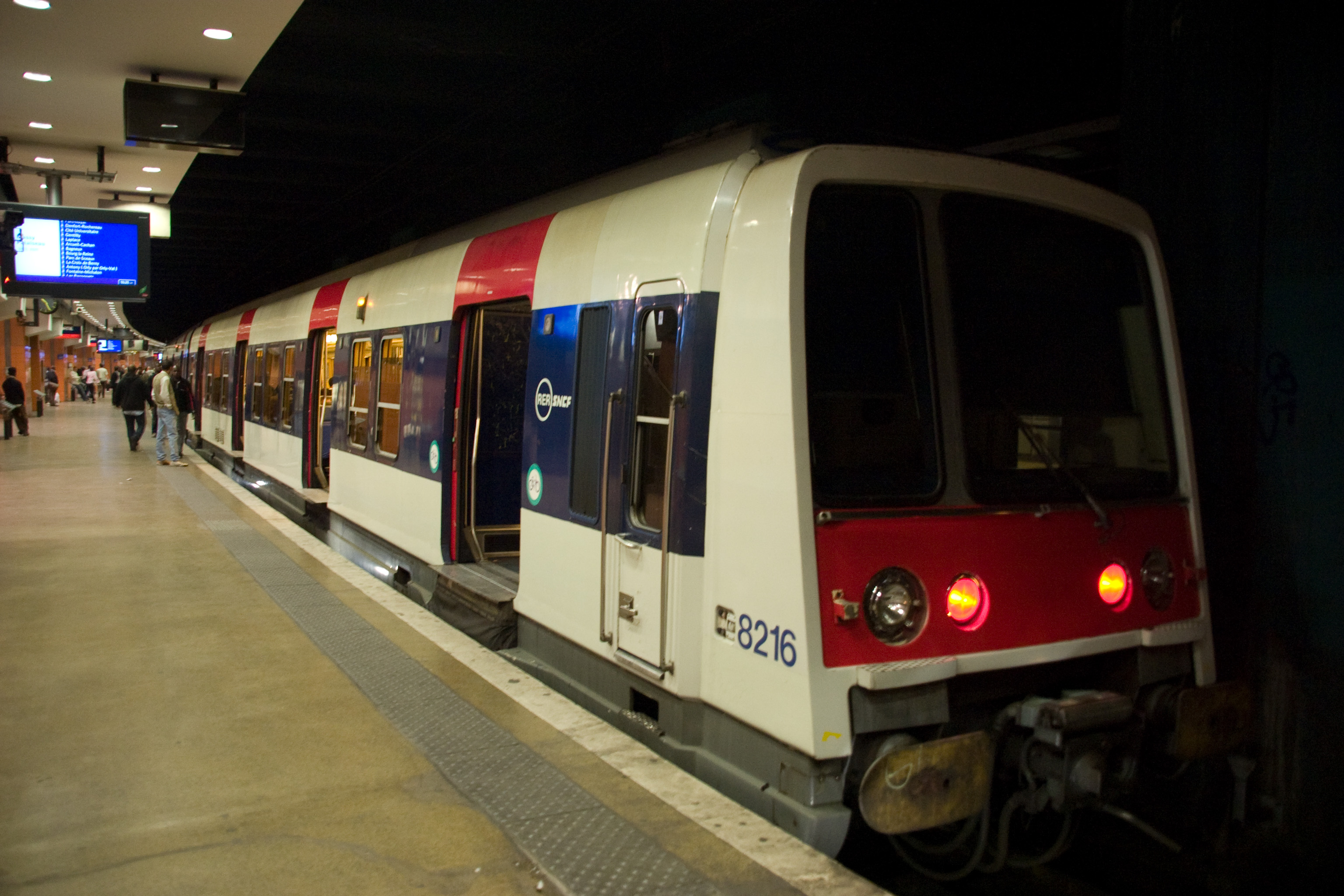
Une rame MI 79 en gare souterraine de Paris-Gare du Nord en juin 2008.

En 2007, une étude réalisée par Egis Rail (avec le concours de la SNCF et de la RATP) montre que la suppression des relèves pourrait entraîner à elle seule un gain de régularité de 20 %.
En effet, la relève ou changement de conducteurs allonge les temps de stationnement à Gare du Nord (plutôt 70 à 80 secondes, au lieu des 60 secondes souhaitables) et accélère la propagation des perturbations en cas d’incident. Ce gain de 20 % est jugé équivalent à ce qu’apporterait le doublement du tunnel Châtelet – Gare du Nord, mesure plébiscitée par les associations d’usagers mais bien sûr plus chère, et de très loin.
De ce fait, le STIF a demandé à la RATP et à la SNCF de trouver et de mettre en œuvre, d'ici juillet 2008, une solution permettant d’éviter cette relève, ceci conditionnant la signature des nouveaux contrats entre le STIF et la SNCF d’une part, entre le STIF et la RATP d’autre part.

#### Étapes
Le 7 juillet 2008, en réponse à la demande du STIF, la mise en œuvre de l'interopérabilité est lancée, par la conduite de deux trains de bout à bout par un même agent, en milieu d’après-midi, pour marquer l'évènement et à titre « expérimental », afin de régler les dernières questions pratiques. L'interopérabilité doit permettre la suppression du changement de conducteurs à Gare du Nord.
En février 2009, la suppression progressive du changement de conducteurs à Gare du Nord se poursuit. Désormais, ce sont quatre-vingts trains quotidiens, essentiellement en période de pointe, qui sont interopérés.
Le 9 novembre 2009, la relève entre conducteurs RATP et SNCF à Gare du Nord prend fin. Tous les trains de la ligne (soit 531) sont désormais exploités sans changement de conducteur, par un seul agent sur toute la longueur de la ligne.

#### Préalables

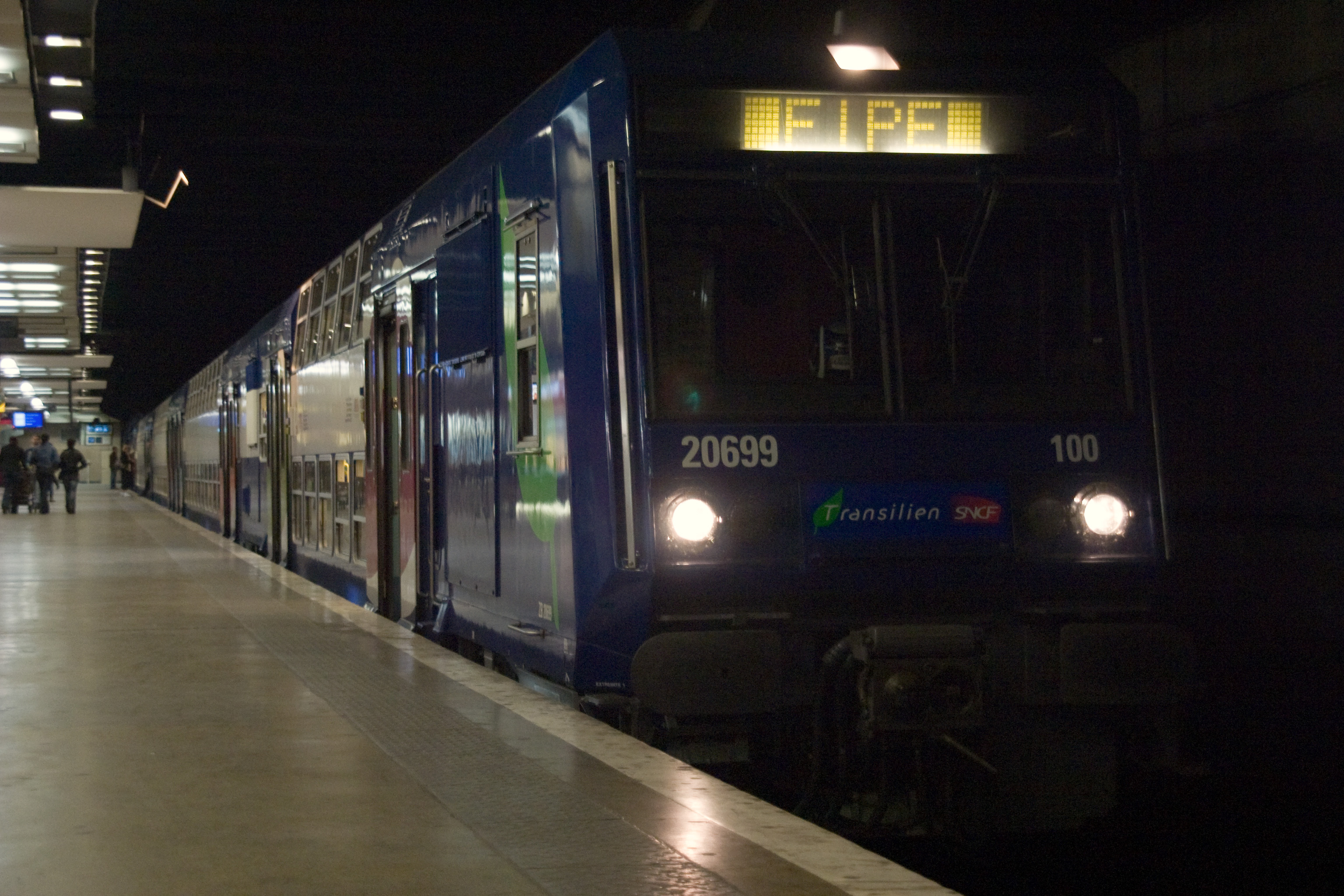
Un train du RER D en gare souterraine de Paris-Gare du Nord, en juin 2008.

Pour permettre sa mise en œuvre, il a fallu, entre autres, du côté de la RATP, apprendre aux conducteurs, les subtilités de la réglementation « réseau ferré national », qui comporte de nombreuses particularités supplémentaires (compte tenu de l’histoire et de la taille du réseau) par rapport au réseau RATP.
Dans le même temps, il a fallu apprendre aux conducteurs SNCF, à conduire d'une conduite plus « métro » avec des accélérations et des freinages plus appuyés, un respect de temps de stationnement calculés à la décaseconde au lieu de la demi-minute, une absence d’obligation de réduire sa vitesse immédiatement à 30 km/h au passage d’un avertissement (feu « jaune »), etc. Au total, 600 conducteurs et cadres ont été formés des deux côtés.

#### Résultats
Cette mesure a permis de faciliter l’exploitation de la ligne. Alliée à la suppression de 4 trains par heure sur la ligne D, l'alternance des trains à Gare du Nord (14 trains par heure sur chaque quai contre 8 et 20) et à l'arrivée de régulateurs de flux à Châtelet - Les Halles et Gare du Nord, la suppression de la relève a permis une diminution du temps de stationnement à Gare du Nord de 40 secondes. De ce fait, la capacité de transport a progressé de près de 1600 places par heure à l’heure de pointe du matin. Toutefois, le soir, elle est restée stable.

### Matériel roulant

#### Parc de la ligne

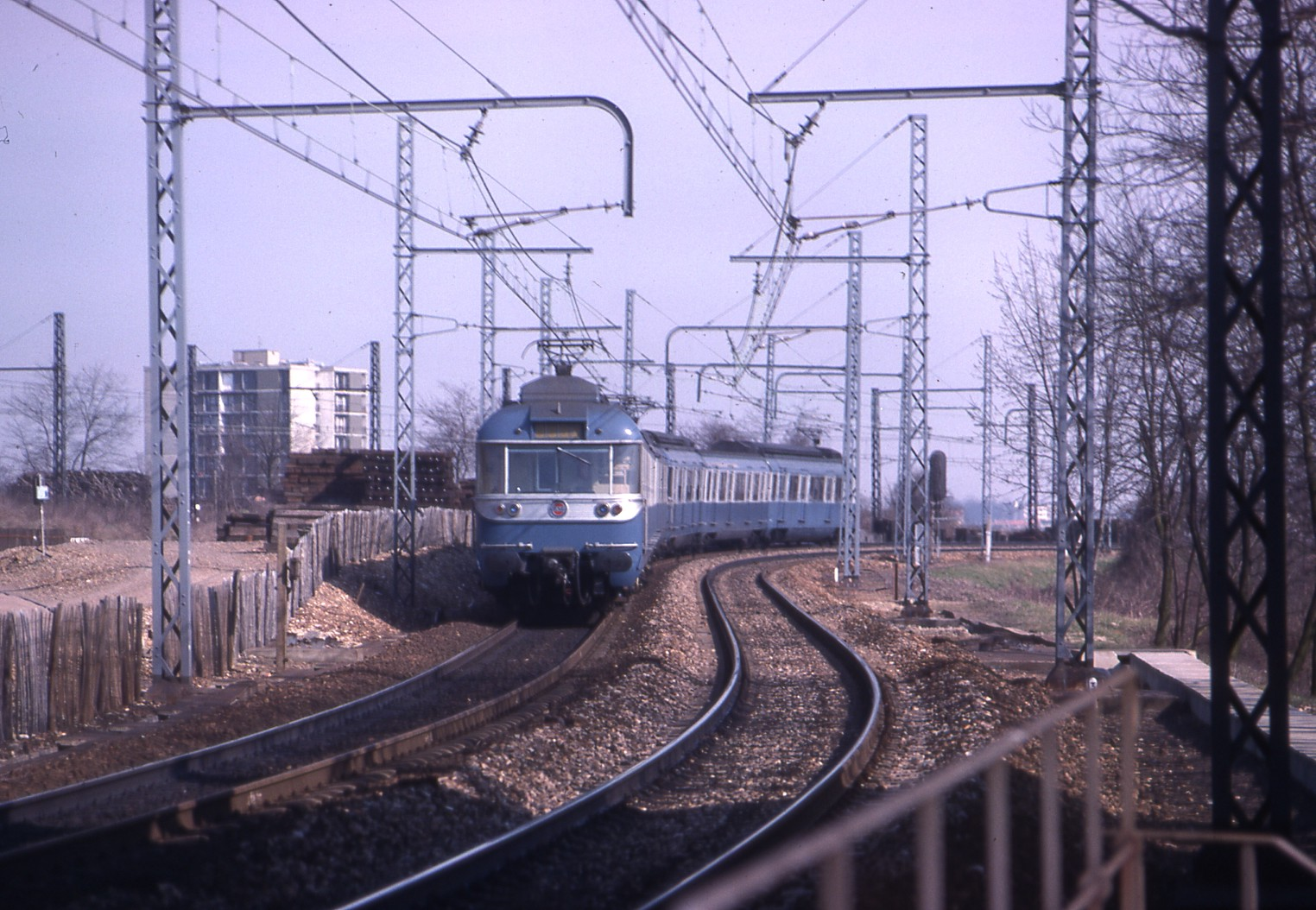
MS 61, caténaires et signal en état d'origine à Massy - Verrières.

À sa création en 1977, la ligne, qui était le résultat du prolongement de la ligne de Sceaux jusqu'à Châtelet - Les Halles, était parcourue par les Z 23000 (surnommées « Z ») déjà présentes sur l'ancienne ligne, depuis 1937 et qui, pour l'occasion, durent subir une modification de certains équipements de frein afin de s'adapter à la forte déclivité observée en sortie de Luxembourg, et la suppression des compartiments fumeurs. Elle était aussi parcourue par les MS 61, dits de série A, présentes depuis 1967, qui devaient être le successeur des « Z ».
Puis, durant les années 1970, dans la perspective de l'interconnexion des réseaux RATP et SNCF, les deux exploitants durent réfléchir à l'élaboration du MI 79, pour Matériel d'Interconnexion 79, un nouveau matériel capable de circuler à la fois, en zone RATP sous 1 500 V continu et en zone SNCF en 25 000 V monophasé 50 Hz (le courant utilisé sur les lignes SNCF de banlieue au départ des gares du Nord, de l'Est et Saint-Lazare). Ce matériel permet de desservir des quais de hauteur variable tout en n'étant exploité que par un seul agent, n'ayant pas à se soucier du changement de tension, grâce à une commutation automatique. En effet, les Z 23000 ainsi que les MS 61 ne pouvaient circuler qu'en zone RATP, sous 1 500 V continu.

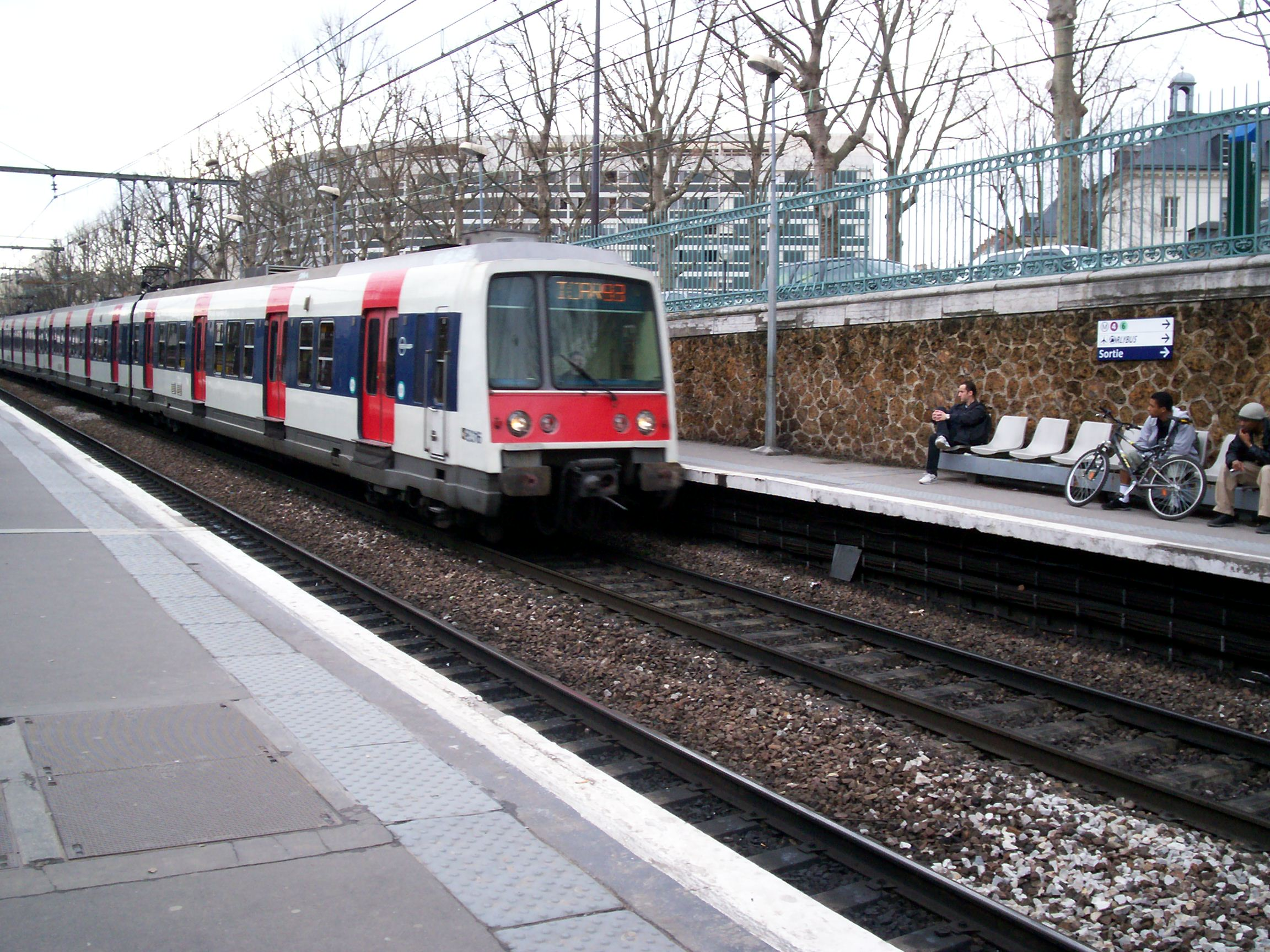
Un MI 79 en gare de Denfert-Rochereau en mars 2006.

Le 1er juin 1976, une fois le matériel roulant déterminé, le conseil d'administration de la RATP commanda, à la Franco-Belge, ANF, CEM et Oerlikon, 82 exemplaires de 4 voitures, avec une option de 38 éléments supplémentaires. Mais auparavant, un prototype fut livré par chaque entreprise entre octobre 1979 et janvier 1980, afin d'effectuer une batterie de tests, avant que le premier élément de série soit mis en service le 28 mai 1980. Les MI 79 disposent d'un aménagement intérieur prenant en compte le fait que la ligne serait destinée à desservir l'aéroport de Roissy : en effet, elles sont équipées de porte-bagages.
Toutefois, la livraison des 120 éléments prit du retard à la suite de la fermeture de la Société Franco-Belge, ne s'achevant qu'en décembre 1984.
Au début des années 1980, le succès de la ligne, au-delà de toutes les espérances, obligea la RATP à muter les MS 61 présents sur celle-ci, profitant alors de la livraison des MI 79. Dans ce contexte, la réforme des Z 23000 était devenue inéluctable. Elle débuta le 1er octobre 1984, lors de la mise en place de l'interconnexion de 12 trains par heure, alors que 6 motrices ont déjà été radiées pour des raisons diverses, aussi bien historiques que techniques. Désormais, elles n'assuraient plus que 8 des 38 trains de la grille, avec retournement à Châtelet - Les Halles ou à Gare du Nord, en heure de pointe.
Toutefois, les faiblesses des encore jeunes MS 61 surmenées, à l'origine du détachement de quelques MI 79 sur la ligne A, entre 1983 et 1987 ainsi que l'hiver rude de 1985 furent synonymes de sursis. En effet, durant cet épisode météorologique, les MI 79, étant alors très sensibles au gel, eurent des problèmes techniques qui ne leur permettaient plus de fonctionner, obligeant, du coup, le rappel in extremis des « Z ». Ces automotrices, ayant pour les plus anciennes près d'un demi-siècle de fonctionnement, circulèrent sans incident, acquérant leur surnom de « Saint-Bernard du RER », au prix d'une suspension d'interconnexion à Gare du Nord. Depuis lors, l'isolation des parties électriques et de la motorisation des MI 79 a été améliorée.

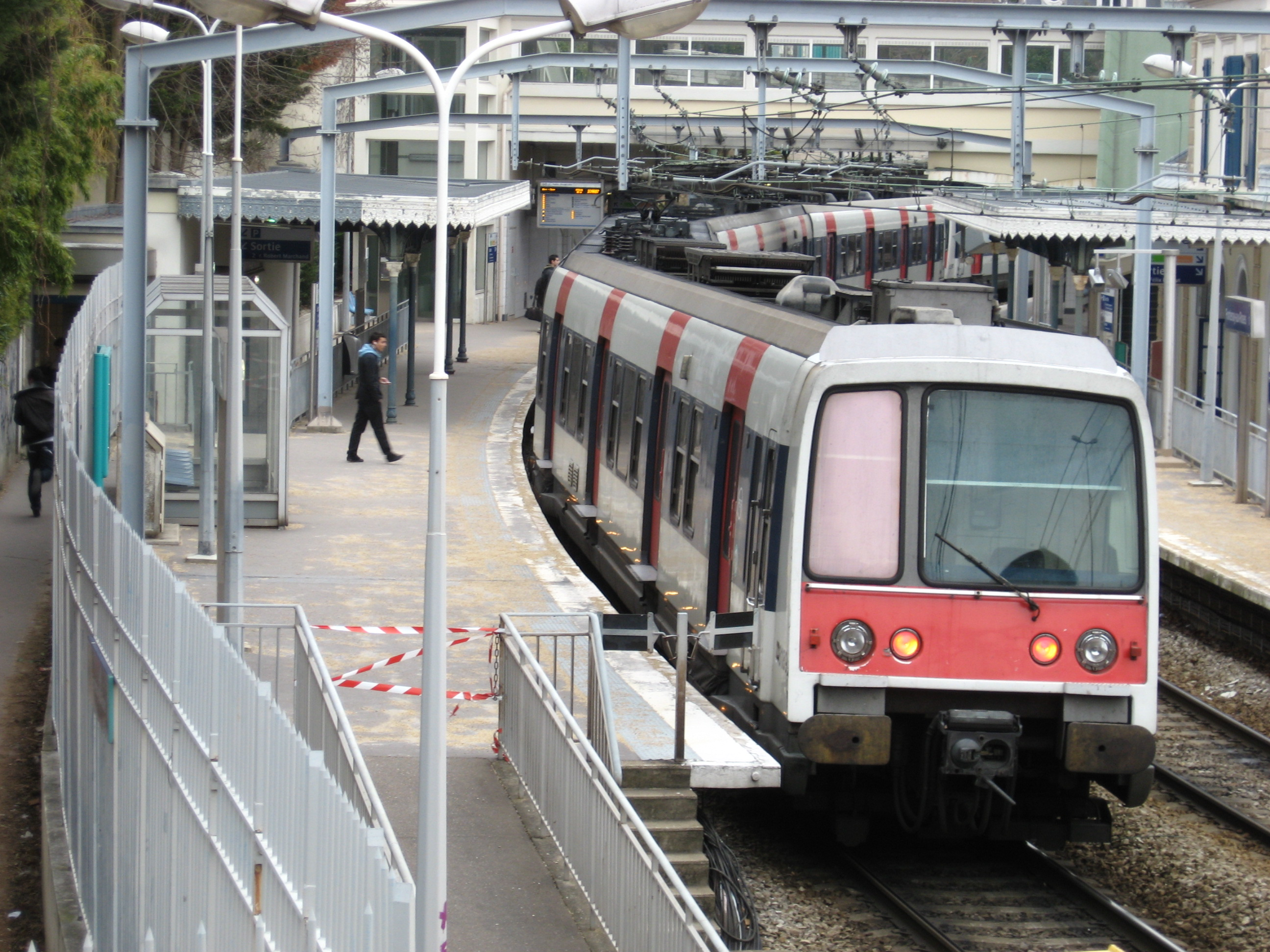
Un MI 79 en gare de Fontenay-aux-Roses en mars 2010.

Une fois l'hiver terminé, la réforme reprit, avec seulement 5 trains « Z » en circulation, à partir du 30 septembre 1985, puis quatre trains, à la suite du remplacement par un MI 79 d'une des 5 automotrices, à partir du 27 octobre 1986. Et finalement, au terme de la pointe du 27 février 1987, les quatre derniers Z 23000 furent retirées du service, soit cinquante ans après l'apparition de ce matériel sur la ligne de Sceaux, après avoir assuré les missions 463 (ADAM13) et 414 (LOTA14), en compagnie, outre des voyageurs ordinaires, d'agents retraités et de passionnés de chemin de fer. Dès lors, grâce au retour des rames MI 79 détachées, la ligne est uniquement parcourue par les 120 rames MI 79, dont 51 exemplaires de type A appartenant à la SNCF, et 31 exemplaires de type A restants ainsi que la totalité des MI 79 B appartenant à la RATP. Les rames MI 79 de type A diffèrent des rames MI 79 de type B par le fait que ces dernières subirent des modifications afin de diminuer les coûts d'achat et d'entretien. Mais, à cause des attentats de juillet 1995 (station Saint-Michel) et de décembre 1996 (station Port-Royal), les rames Z 8244 (RATP) et Z 8269 (SNCF) détruites, furent radiées, et les motrices subsistantes permirent la formation d'une rame hybride qui porte le numéro de rame 8243/70.

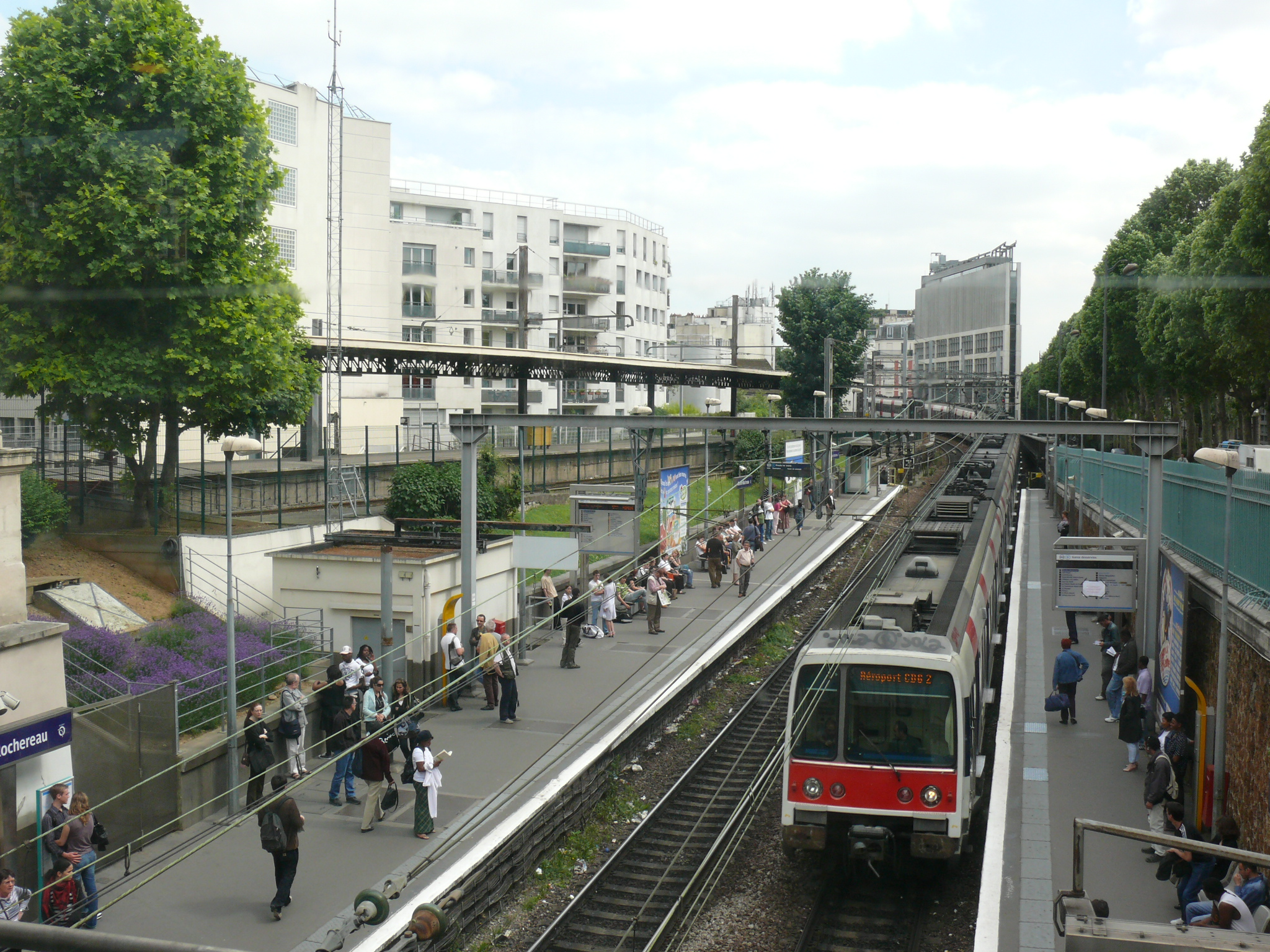
Un MI 79 équipé des nouvelles girouettes à diodes, à Denfert-Rochereau.

En 2006, les rames de la ligne subirent une rénovation partielle qui visa à les équiper de nouvelles girouettes à diodes (alternant nom de mission et destination) déjà installées sur les rames MS 61 rénovées du RER A, et de la partie sonore du SISVE, système d'informations sonores et visuelles embarqué, déjà installé dans les rames MI 2N récentes, appartenant également au RER A, puis sur les plus anciennes, après mises à jour, ainsi que sur les rames MS 61 rénovées.
Aujourd'hui, la ligne est donc parcourue par 119 rames MI 79 et ainsi que par des rames MI 84, évolution du MI 79, provenant de la ligne A. Depuis 2010, les MI 79 subissent une rénovation plus importante aussi bien intérieure qu'extérieure.
Le 7 décembre 2010 est mise en service la première rame MI 79 rénovée, les 118 autres devant toutes l'être d'ici 2014. Les cloisons intérieures et les strapontins sont supprimés. Les voitures sont équipées de six caméras de vidéosurveillance (24 par rame) et disposent d'une ventilation réfrigérée.
L'emport du vélo est autorisé dans les espaces prévus à chaque extrémité des rames les samedis, dimanches et jours fériés toute la journée et les autres jours avant 6 h 30, entre 9 h et 16 h 30, puis après 19 h.

#### Rénovation des MI 79 et des MI 84

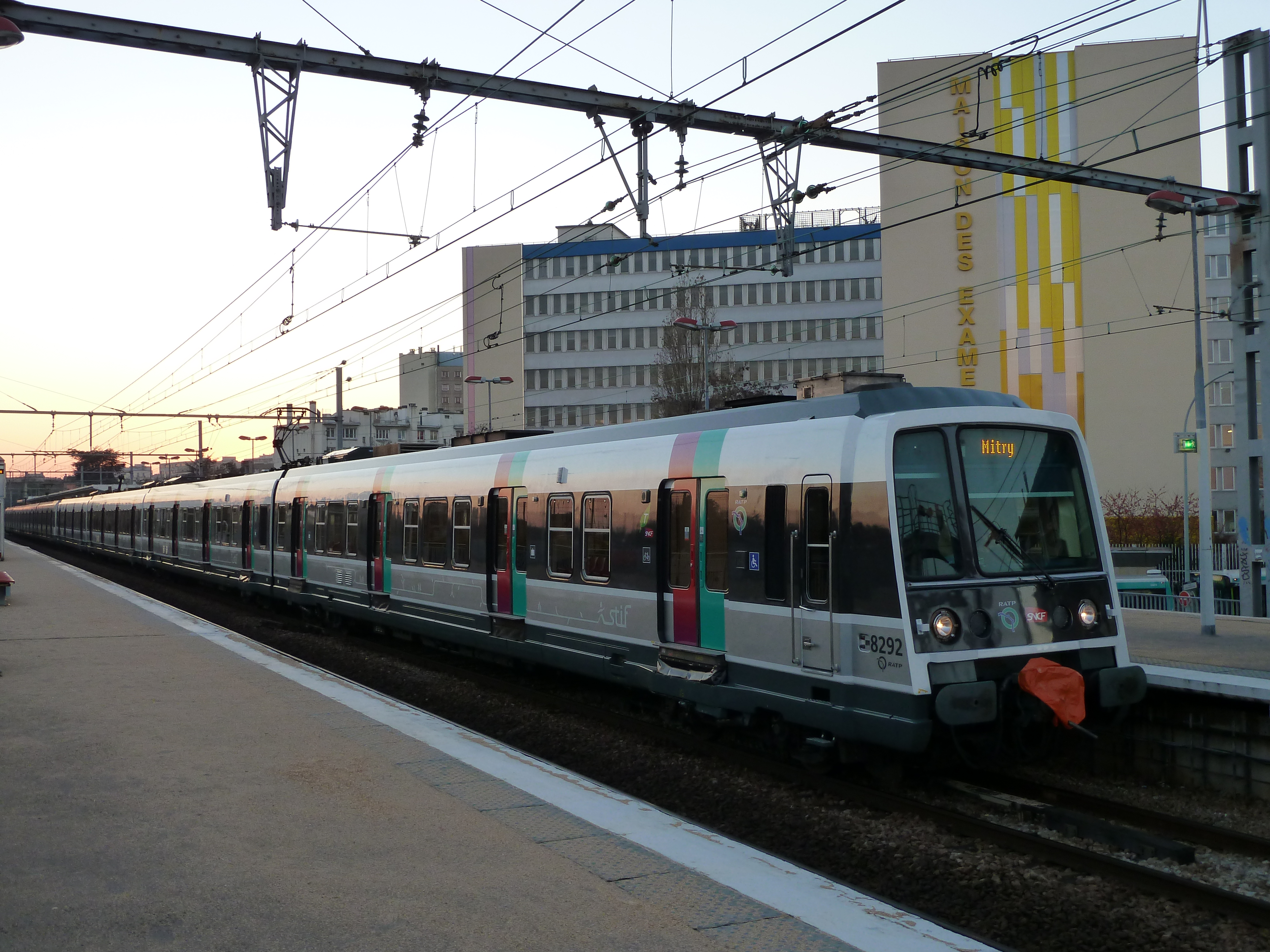
La première rame MI 79 rénovée en gare de Laplace en décembre 2010.

De 2010 à 2015, la rénovation des 119 rames MI 79 a été effectuée pour un montant de 275 millions d'euros, afin de permettre le remplacement préventif des éléments matériels fatigués mais aussi l'installation des derniers équipements comme la ventilation réfrigérée, le renouvellement du mobilier avec modification de l’agencement (nouveaux sièges, suppression de strapontins, porte-bagages au sol, éclairage renforcé), l'installation des caméras. Cette rénovation va aussi leur permettre de revêtir une nouvelle livrée estampillée « STIF », dans la continuité de celle choisie pour le Francilien. Les rames auront toutefois une identité propre en raison de l’exploitation mixte RATP/SNCF de la ligne puisque l'on retrouvera les couleurs des deux compagnies sur les portes : vert jade pour la RATP et rouge carmillon pour la SNCF.
La première rame MI 79 rénovée a été inaugurée le 6 décembre 2010 et a été mise en service commercial le 7 décembre. La dernière rame non rénovée est retirée du service à la fin de l'année 2015.
De plus, pour faire face à l’augmentation de l’offre de transport prévue dans le cadre du projet RER B Nord +, six rames MI 84 ont été transférées depuis la ligne A. Pour cela, elles doivent être adaptées à leur nouvelle destination pour un coût d'1,72 million d'euros. Pour compenser ces départs, dix rames MS 61 supplémentaires ont été rénovées sur la ligne A, pour un coût de 12,25 millions d'euros. Ces mesures sont financées par le STIF à hauteur de 50 %, la RATP et la SNCF se partageant le reste.
Les rames MI 84 doivent être rénovées entre 2018 et 2021. La livraison de ces rames était prévue pour fin 2018 mais finalement la livraison sera prévue pour décembre 2019 soit avec un an de retard dû à la présence d'amiante dans les rames. La rénovation permet d'augmenter la capacité en places assises d'une rame passant de 216 à 312 places. Elle permet aussi d'ajouter la ventilation réfrigérée, de nouvelles barres de maintien, un éclairage à LED et un système de vidéo-protection. Une grève contre la réforme des retraites, les longs délais administratifs et le confinement consécutif à la pandémie de coronavirus ont retardé la rénovation des MI 84. Le 7 octobre 2020, la première rame MI 84 rénovée est mise en service sur le RER B après deux ans de retard en attendant les nouvelles rames à deux niveaux MI 20 dont le marché est attribué le 5 février 2021, par la RATP et la SNCF au groupement Bombardier Transport/CAF, malgré la décision d'Alstom de se retirer qui est considérée comme irrégulière par les deux transporteurs, lesquels doivent recevoir les industriels concernés pour préparer la mise en œuvre du contrat.

Galerie de photographies de l'intérieur d'une voiture
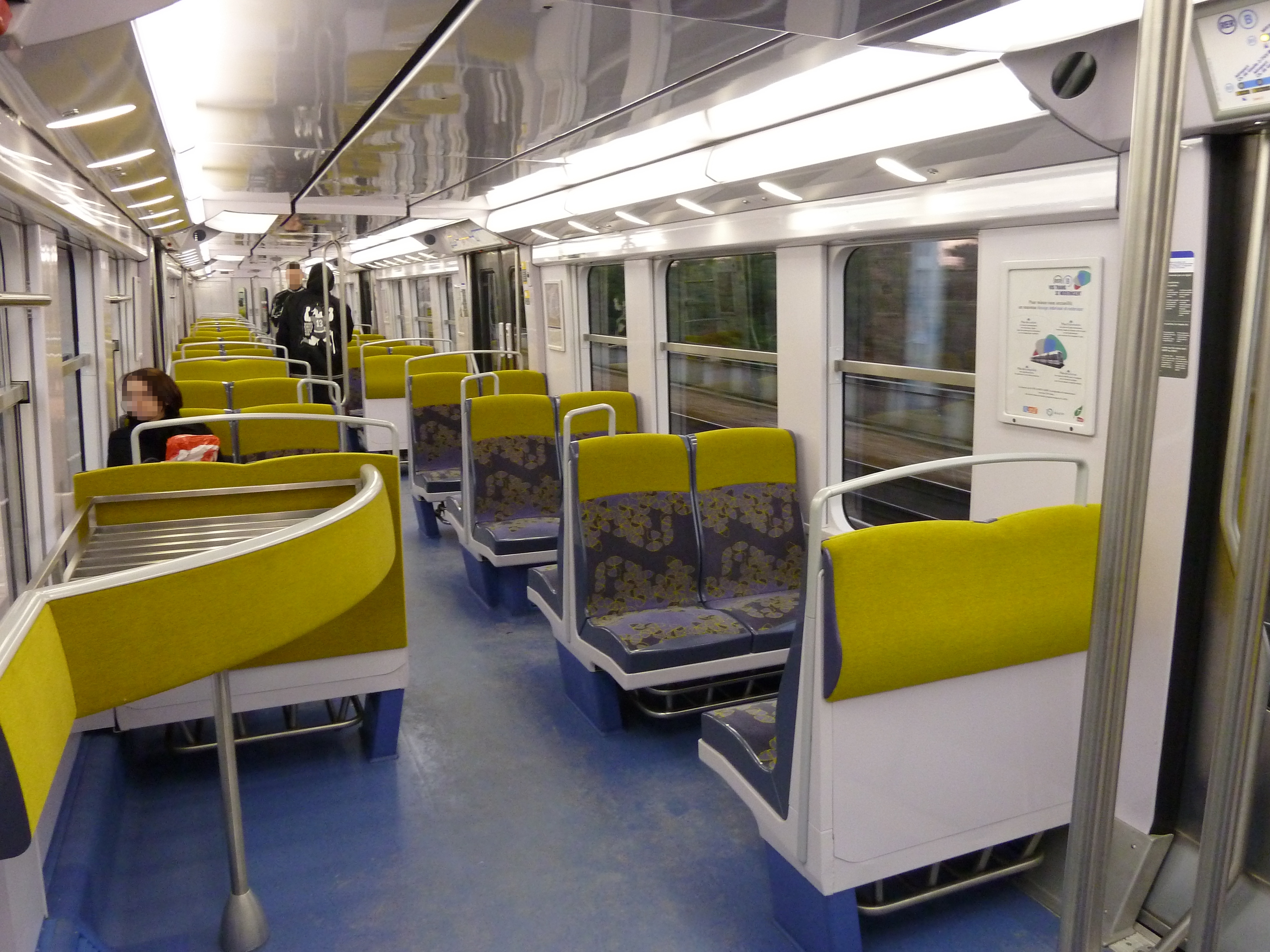
Vue d'ensemble.
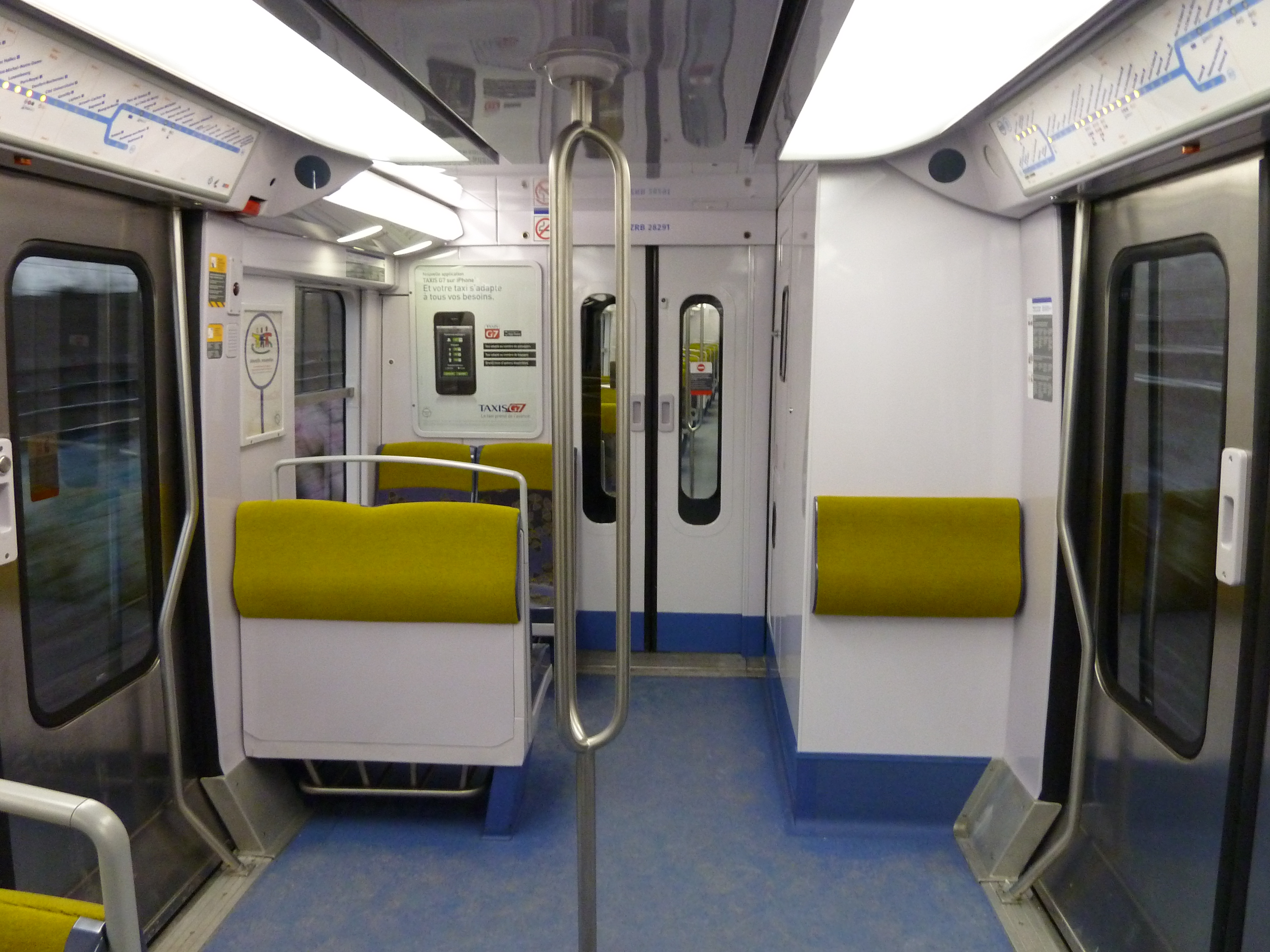
Vue de l'extrémité.
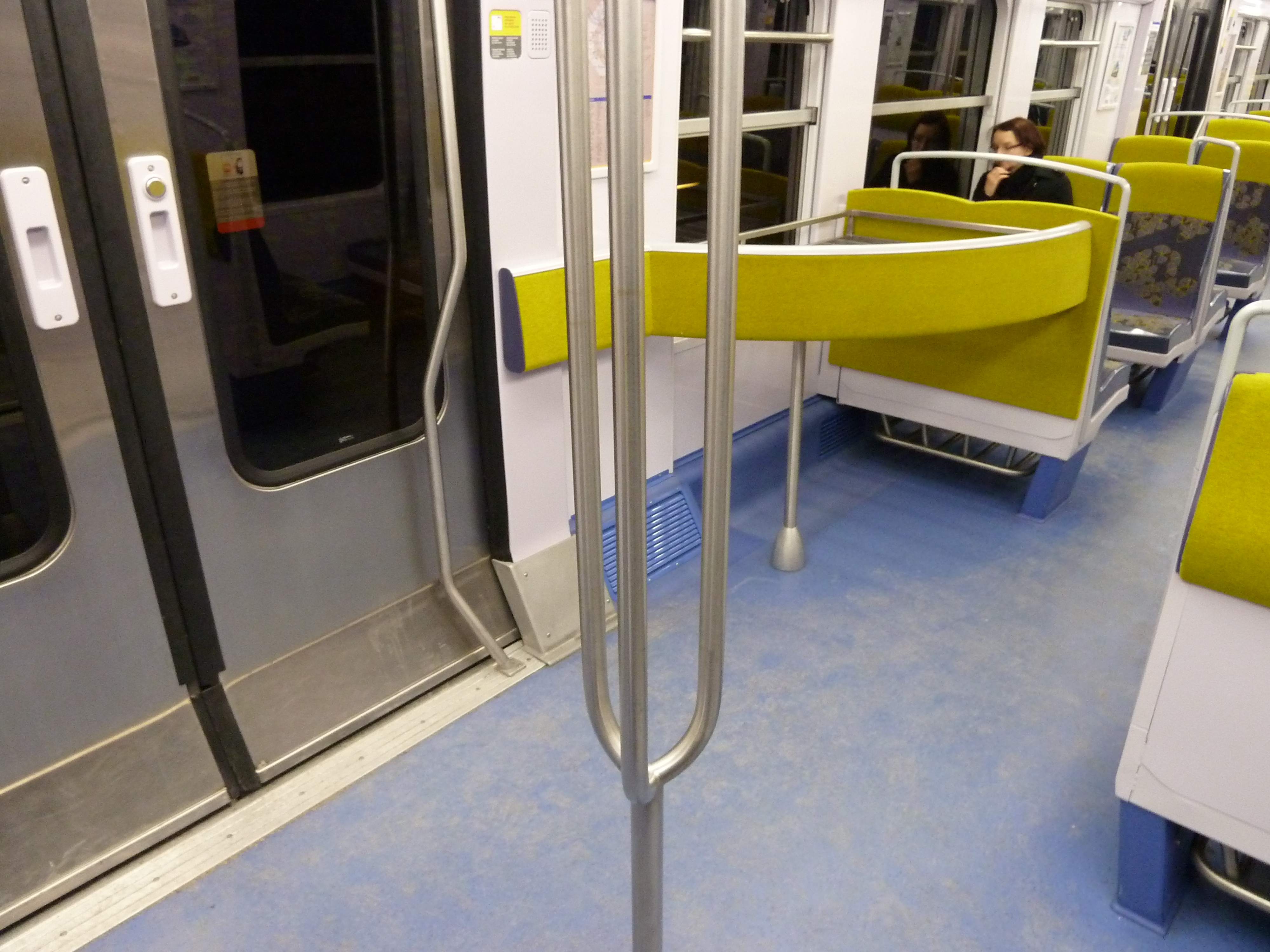
Le porte-bagages.
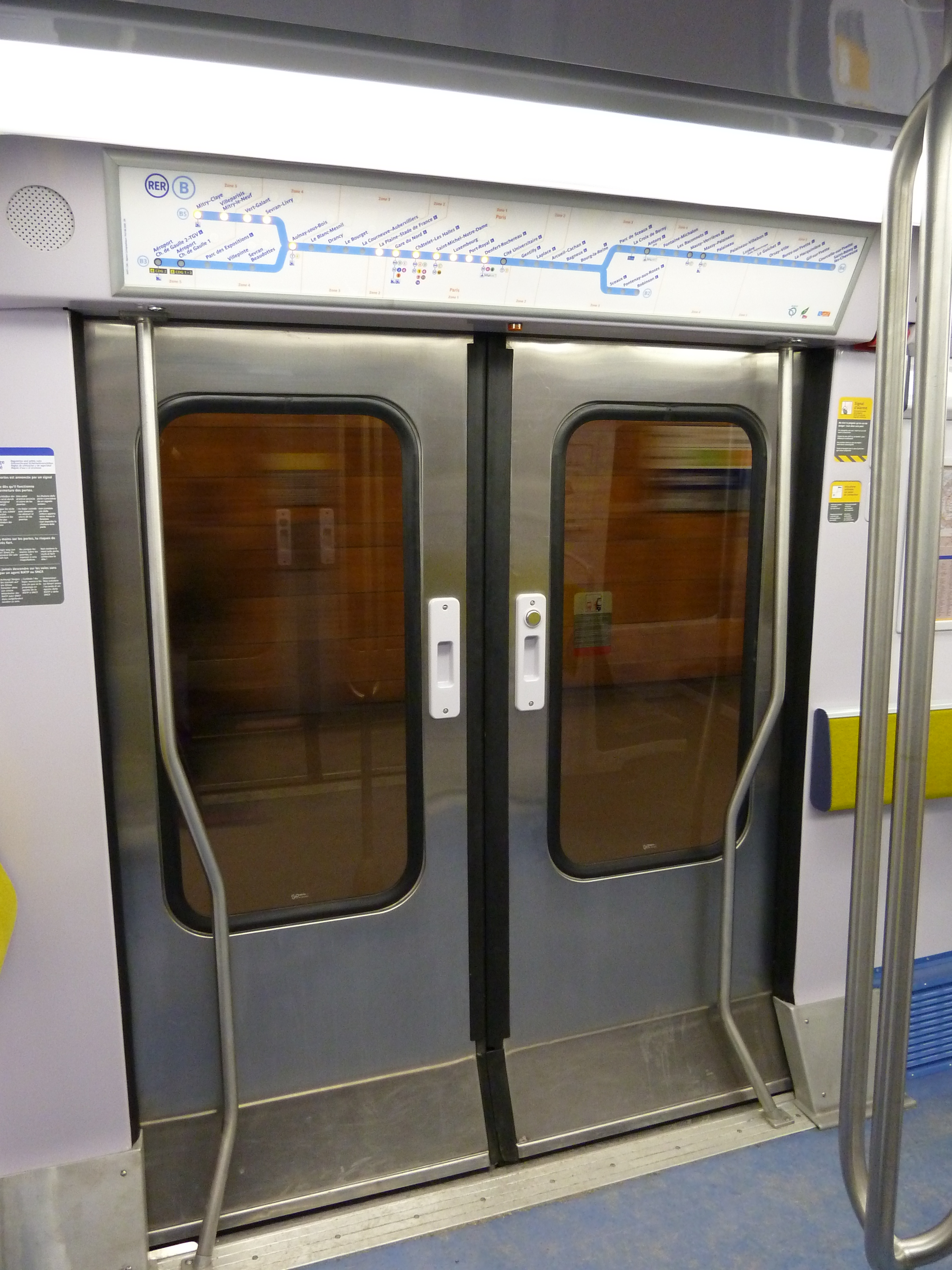
SISVE.

#### Futur matériel
Île-de-France Mobilités, avec la collaboration de la RATP et de la SNCF, a lancé les études pour la conception d'un nouveau matériel roulant, appelé MI 20 (initialement nommé MI NG, pour matériel interconnecté de nouvelle génération), partiellement ou totalement à deux niveaux et une mise en service prévue en 2027.
Ce projet de nouveau matériel roulant pour la ligne B a pour objectif de remplacer l'intégralité des rames MI 79 et MI 84, en fin de vie et ne répondant plus à l'augmentation du nombre de voyageurs de la ligne du fait de leur capacité devenue insuffisante.

### Ateliers

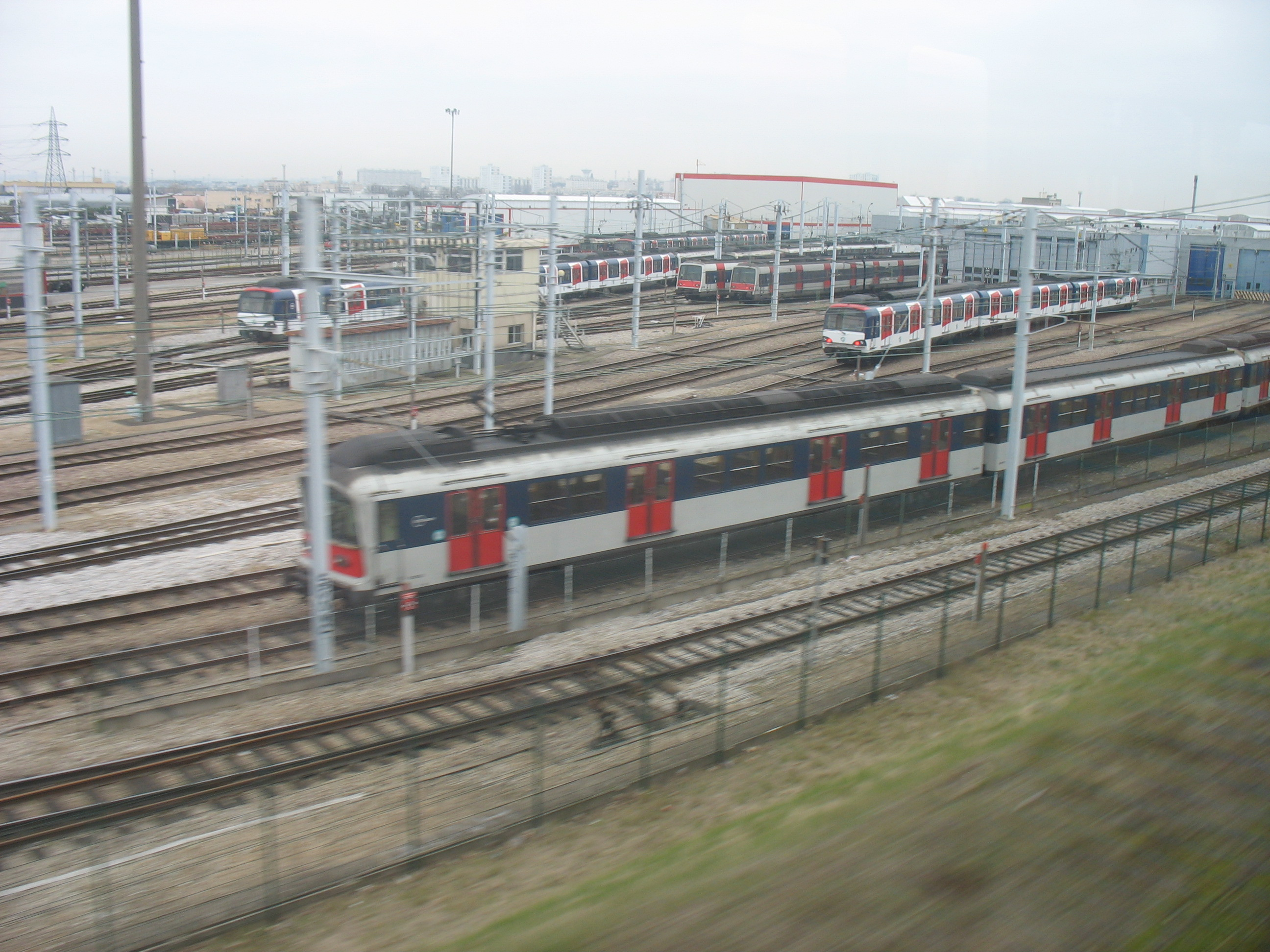
L'atelier de maintenance de Sucy-en-Brie.

Le matériel roulant de la ligne B est entretenu dans différents établissements situés pour la plupart en zone RATP. En effet, la maintenance quotidienne des rames de la RATP est assurée par l'atelier de Massy - Palaiseau. Cependant, la révision périodique du matériel roulant n'est assurée que par l'atelier de Sucy.
À ces deux ateliers, s'ajoutent deux centres de dépannage des rames s'occupant de la maintenance de proximité pour les interventions correctives de courte durée. Ces centres sont situés à Mitry - Claye (sur le domaine SNCF) et Massy - Palaiseau. En 2021, Mitry doit devenir atelier de plein exercice alors que ceux de Massy doivent modernisés d'ici 2023 pour améliorer son organisation et ses performances et s'adapter à l'arrivée du nouveau matériel roulant MING,.
L'atelier de Massy - Palaiseau, d'une surface de 40 000 m2, est créé en décembre 1969. Il est installé le long du faisceau de garage entre les voies RATP et SNCF, au nord de la gare. Il inclut un hall d'entretien technique et un autre pour le nettoyage. Cet atelier assure la maintenance de l'ensemble du matériel roulant de la ligne.
L'atelier de Sucy-en-Brie se situe sur la ligne A entre les gares de Sucy - Bonneuil et de Boissy-Saint-Léger. Avec une surface de 36 000 m2 à l'origine, 128 400 m2 en 2010, il est le plus grand atelier de la RATP. Il exécute toutes les révisions du matériel de la ligne, en particulier dans le domaine des caisses, de la traction et des équipements électriques, des roulements ainsi que des approvisionnements et de la logistique.

### Régularité

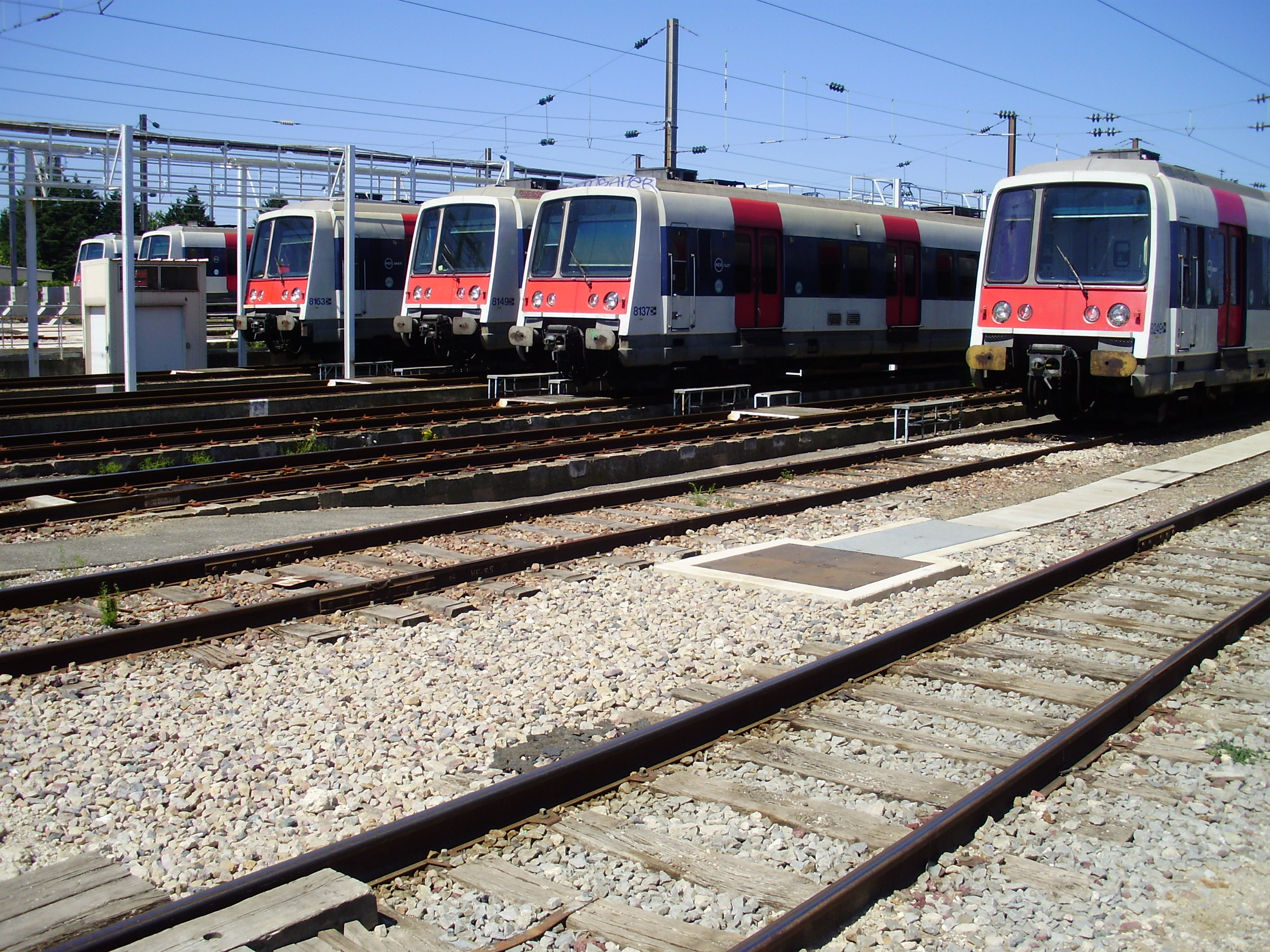
Rames MI 79 remisées à Mitry - Claye.

Île-de-France Mobilités (ex-STIF) fournit des chiffres de régularité, notamment pour cette ligne,. En 2008, la régularité sur la ligne B est de l'ordre de 80 %, signifiant qu'un train sur cinq est en retard ou supprimé, soit deux incidents (en moyenne) par semaine pour un voyageur faisant cinq allers-retours.
De 2009 à 2012, la régularité passe progressivement de 78,1 % à 84,3 %, mais les associations d'élus, d'abord au nord de la ligne, puis au sud, restent critiques le service rendu étant encore très insatisfaisant. Après une année 2013 en retrait à 83,1 %, la régularité bondit à 88,0 % en 2014 et même 90,1 % en 2015 après la mise en service du service B Nord+ et de la direction de ligne unifiée. L'année 2016 permet d'observer un repli à 88,5 % alors que l'année 2017 reste difficile en particulier au deuxième semestre en raison des répercussions de limitations de vitesse à Arcueil - Cachan dues aux travaux de la ligne 15 du Grand Paris Express. Pour l'année 2018, les chiffres restent médiocres avec une régularité moyenne de 87,7 %.

### Trafic
Le RER B assure un trafic équivalent à celui des lignes de métro les plus chargées.
| Année               | 1992  | 1993  | 1994  | 1995  | 1996  | 1997  | 1998  | 1999  | 2000  | 2001  | 2002  | 2003  | 2004  | 2005  | 2006  | 2007  |
| ------------------- | ----- | ----- | ----- | ----- | ----- | ----- | ----- | ----- | ----- | ----- | ----- | ----- | ----- | ----- | ----- | ----- |
| Nombre de voyageurs | 130,4 | 127,9 | 127,5 | 113,7 | 122,3 | 121,3 | 130,5 | 140,1 | 141,5 | 149,2 | 150,9 | 149,2 | 165,1 | 166,0 | 169,2 | 160,7 |

Le week-end, la fréquentation de la ligne a considérablement augmenté après l'an 2000, allant même jusqu'à doubler en l'espace de huit ans (entre 2000 et 2008), contre une augmentation de 20 % la semaine. En 2013, avec 35 % d'augmentation sur les dix années précédentes, la ligne a été fréquentée par 870 000 voyageurs par jour. Un comptage réalisé en mars 2019 par Île-de-France Mobilités donne le chiffre de 983 000 voyageurs quotidiens, soit une augmentation annuelle de 2,48 % entre 2014 et 2019, ce qui en fait la seconde ligne la plus fréquentée du réseau, derrière la ligne A.

### Tarification et financement

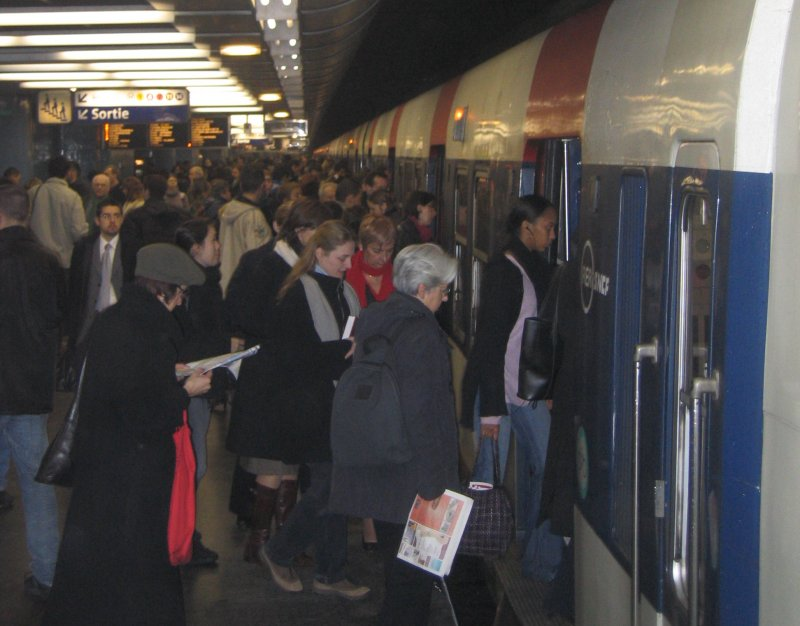
À Châtelet - Les Halles.

La tarification de la ligne est identique à celle en vigueur sur les réseaux RER et Transilien. Un ticket « métro-train-RER », qui remplace les ticket t+ et le billet origine-destination au 1er janvier 2025, permet un trajet simple quelle que soit la distance, avec une ou plusieurs correspondances possibles avec les autres lignes de métro, de Transilien ou de RER pendant une durée maximale de 1 h 30 entre la première et dernière validation. En revanche, un ticket « métro-train-RER » ne permet pas d'emprunter les bus et les tramways, à l'exception des lignes « Tram Express » à titre temporaire.
Cependant, les tarifs fixés par Île-de-France Mobilités se limitent à l'Île-de-France et ne s'appliquent pas aux relations avec les gares situées dans les régions voisines, les voyageurs devant ainsi s'acquitter d'un titre de transport TER pour accéder aux gares « hors zones » situées dans les régions Centre-Val de Loire, Hauts-de-France et Normandie.
Le financement du fonctionnement de la ligne (entretien, matériel et charges de personnel) est assuré par l'exploitant, RATP ou SNCF selon les lignes. Cependant, les tarifs des billets et abonnements dont le montant est limité par décision politique ne couvrent pas les frais réels de transport. Le manque à gagner est compensé par l'autorité organisatrice, Île-de-France Mobilités, présidée depuis 2005 par le président du conseil régional d'Île-de-France et composé d'élus locaux. Elle définit les conditions générales d'exploitation ainsi que la durée et la fréquence des services. L'équilibre financier du fonctionnement est assuré par une dotation globale annuelle aux transporteurs de la région grâce au versement mobilité payé par les entreprises et aux contributions des collectivités locales.

## Projets lancés

### Schéma directeur RER B Sud

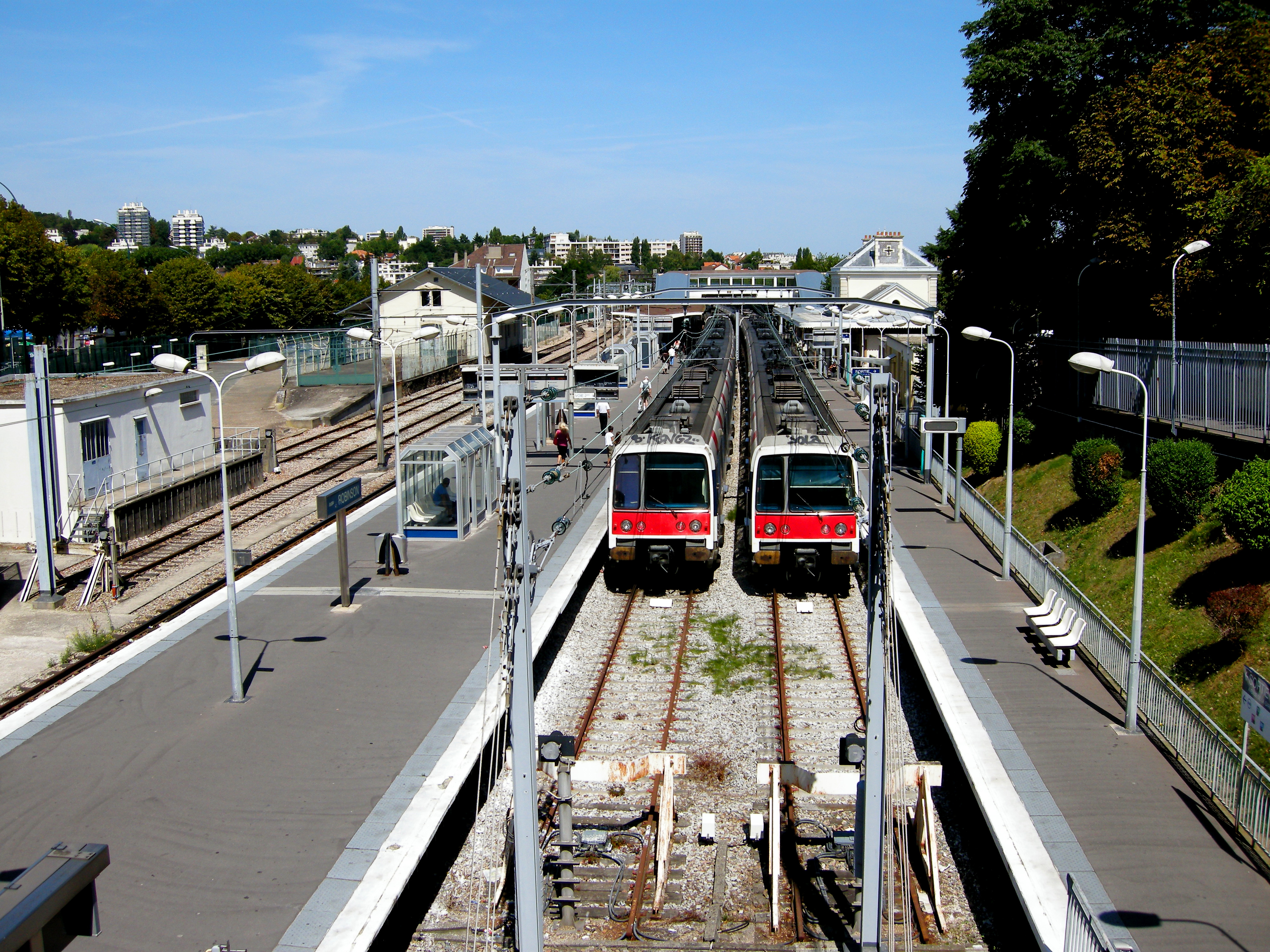
Rames MI 79 en gare terminus de Robinson, en août 2009.

Lors de son conseil d'administration du 7 décembre 2011, Ile-De-France Mobilites (ex-STIF) a lancé l'élaboration du Schéma directeur du sud de la ligne, pour organiser et coordonner les actions à court, moyen et long terme nécessaires pour permettre l'amélioration du fonctionnement de la ligne et l'achèvement de la restructuration complète et pérenne de la ligne, jugée très complexe, en approuvant les premières orientations des études du Schéma Directeur du RER B Sud ainsi que la convention de financement pour des études complémentaires pour un montant de 2,15 millions d’euros.
Les premières orientations des études du Schéma Directeur du RER B Sud ont été les suivantes : cinq axes de travail (régularité, situations perturbées, offre, matériel et infrastructures) et deux horizons temporels : « 2012 – 2014 » et « 2025 », :
- À l'horizon 2012 – 2014, des possibilités sont offertes par un transfert de MI 84 depuis la ligne A, afin d'améliorer la robustesse de la desserte et d'éventuellement la renforcer si besoin est. Les premières études ont déjà été lancées à ce propos ;
- À l'horizon 2025, ce sera le moment de remplacer le matériel roulant actuel. Pour ce faire, le MI 20 a été défini en coordination avec un projet d’optimisation des infrastructures dans la partie centrale de la ligne, soit avec une nouvelle signalisation dans cette partie, soit avec un nouveau tunnel entre Châtelet et Gare du Nord selon les résultats d'un bilan efficacité / coût. Le projet d'optimisation pourrait aussi concerner les branches. Ces projets doivent permettre une amélioration de la capacité de la ligne et de la qualité du service.

La RATP, la SNCF et RFF sont chargés des études qui alimenteront le schéma directeur, et qui devront être achevées fin 2012. Sur ces bases, le STIF arrêtera le contenu du schéma directeur du sud de la ligne B qui sera proposé à l’approbation du Conseil. Dans le cadre des études, le STIF est chargé de l’animation et du pilotage du processus de réalisation du schéma directeur, ce qui a expliqué la mise en place d'une Commission de suivi sous sa présidence. Cette dernière comprend notamment les représentants de la RATP, de la SNCF, de RFF, de l’État, de la région Île-de-France et des collectivités territoriales concernées. Cette démarche de concertation et de coproduction engagée par le STIF se poursuivra tout au long du processus d’élaboration du schéma directeur, afin de répondre le plus finement possible aux attentes des voyageurs.
D'après les premiers éléments du « Schéma directeur du RER B au Sud », plusieurs pistes de travail sont évoquées :
- Adapter l’exploitation et les moyens de production : unification de la gestion de la ligne ; mise en place d'un Centre de commandement unique (CCU) en 2013 ; adaptation du centre de dépannage de Mitry - Claye ;
- Augmenter les marges d’exploitation pour réaliser l’offre de 20 trains par heure : création d'un tiroir en arrière-gare d'Orsay-Ville et adaptation du plan de voies ;
- Adapter la ligne pour mieux gérer les situations perturbées : création d'un quai terminus à Denfert-Rochereau sur la voie 3, sur les emprises des voies de garage d'ici fin 2014 à début 2015. Ce quai pourra à terme accueillir jusqu'à 6 trains longs (208 mètres) par heure en situation perturbée ; le quai a ouvert en 2015 ;
- Améliorer l’information voyageurs au sud : amélioration de la sonorisation ; amélioration du système SIEL, par la récupération des informations du suivi des trains de la partie nord du RER B et par la prise en compte des temps de parcours dynamiques (c'est-à-dire les temps de parcours réels) ; installation du système IMAGE dans toutes les gares de la ligne, à partir de 2014, et en plusieurs langues à partir de 2016 dans plusieurs gares (Denfert-Rochereau, Antony, Châtelet - Les Halles, Cité universitaire, Massy - Palaiseau, Luxembourg et Saint-Michel - Notre-Dame).

### Modernisation au Nord
La modernisation du réseau Nord (régénération des caténaires, accessibilité, réaménagement de la gare du Nord, etc.) se heurte à des défis pour mener à bien de très nombreux chantiers d'ici les Jeux olympiques de 2024, conjointement aux travaux requis pour le CDG Express et la préparation de l'arrivée du nouveau matériel roulant. Aussi SNCF Réseau envisage de différer certains aménagements non essentiels. Un groupe de pilotage est constitué en octobre 2018 sous l'égide du préfet de région.

### Rénovation des MI 84
Les rames MI 84 de la ligne B seront rénovées de manière similaire aux MI 79. Trente-et-un éléments sont concernés, avec une option allant jusqu'à dix éléments supplémentaires. Le STIF adopte en 2017 la rénovation de rames MI 84 sur un schéma proche de celui des MI 79. Remporté par Alstom pour un montant de 94,4 millions d’euros, le marché porte sur les études, l’industrialisation et la réalisation de cette rénovation lourde. La tranche ferme du contrat concerne 31 rames et la tranche optionnelle jusqu’à 10 rames. Elle sera faite sur le site de Reichshoffen à partir de 2019. Le nombre de places passera de 256 à 312. Les rames recevront un nouveau revêtement de sol, de nouveaux sièges, un changement des barres de maintien, la pose d’une ventilation réfrigérée, un éclairage avec diodes électroluminescentes (LED), la vidéoprotection et un espace pour les personnes à mobilité réduite (PMR).

### Remplacement du matériel roulant
Les rames MI 79 et MI 84 doivent être remplacées par un matériel roulant de nouvelle génération à deux niveaux, ce qui entraîne des adaptations de l'infrastructure et la construction d'un nouvel atelier d'entretien à Mitry. Ainsi le pont ferroviaire de Massy-Verrières est remplacé en 2018 par un ouvrage adapté à ce nouveau gabarit, et le pont de Chartres est également remplacé à l'été 2023. L'arrivée de ce nouveau matériel doit être l'occasion de déployer le nouveau système d'exploitation des trains (NExTEO). De l'automne 2024 à l'été 2025, la circulation des lignes B, D, H, K et certains TER est réduite certains week-ends afin de procéder au remplacement du Pont n°1 à La Plaine Saint-Denis qui datait de 1894. De type Warren, le nouvel ouvrage a une portée de 143 mètres, un poids de 1 800 tonnes et une hauteur de 16,50 mètres. Au terme de ce projet d'un coût de 30 millions d'euros, la dépose de l’ancien pont est prévue du 12 au 14 juillet et la mise en service du nouveau le 15 août 2025.
Afin de livrer 146 trains MI 20 en 2024, IDFM, RATP et SNCF choisissent en 2020 pour 2,56 milliards d’euros le groupement entre Bombardier et CAF devant l'offre d'Alstom, mais ce dernier rachète Bombardier en 2021 et se trouve associé à son concurrent CAF. Les procédures de rachat et diverses questions techniques internes à Alstom entraînent plusieurs retards du projet qui, à date d'octobre 2021, repoussent la livraison de la première rame à juin 2027.

### NExTEO et nouveau CCU
Afin de fluidifier le trafic sur le tronc commun parisien, et plus particulièrement sur le tronc commun avec le RER D, il est envisagé de déployer la nouvelle signalisation NExTEO, avec notamment son pilotage automatique ATO. L'objectif est d'améliorer la régularité et arriver à faire circuler 32 trains par heure entre Gare du Nord et Châtelet, objectif qui n'est actuellement atteint que 5 % du temps. Ce projet, commun avec le RER D, est estimé à 800 millions d’euros de 2019. Le déploiement est prévu de 2027 à 2029 sur la ligne B, lorsque tout son matériel roulant sera renouvelé par des trains à deux niveaux MI NG devant remplacer les MI 79 et MI 84. Cependant, en 2019, le lancement du projet risque d'être reporté, faute de financement de la part de l'État. En raison d'une pénurie d'ingénieurs à SNCF Réseau et de l'accélération des travaux du CDG Express, l'appel d'offres de NExTEO version RER B et RER D est gelé,. Le conseil d'administration d'IDFM de juillet 2020 a auditionné les présidents de la RATP, de SNCF Mobilités et de SNCF Réseau qui se disent prêts à lancer ce marché à la fin de l'année 2020 si l'État participe au financement de l'automatisation des RER B et RER D.
En août 2022, SNCF Réseau, responsable de la gestion des voies du tunnel Châtelet/Gare du Nord, avait fait savoir qu'il renonçait à NExTEO. Toutefois, le projet n'est pas abandonné mais renvoyé au-delà de la mise en circulation du nouveau matériel roulant, avec une mise en service en 2031 dans le tunnel de Châtelet - Gare du Nord, et en 2033, sur l'ensemble du périmètre, pour un coût de 967 millions d’euros pour la partie infrastructures et 239 millions d'euros pour équiper les trains.
En novembre 2024, IDFM décide de la création d'un nouveau centre de commandement unique (CCU) commun aux lignes B et D qui sera implanté à La Plaine Saint-Denis opérationnel à horizon 2030, pour un investissement de 47 millions d’euros qui seront financés à 69 % par la Région et IDFM, à 21 % par l’État et à 10 % pour SNCF-Réseau.

## Projets évoqués

### Nouvelle branche nord du RER B Le Bourget - Dugny
Si la Seine-Saint-Denis avait pu organiser l’Exposition universelle de 2004 sur le thème des images, une nouvelle antenne nord du RER B entre Le Bourget et Dugny aurait été décidée mais elle a été abandonnée parce que la candidature francilienne à cette exposition a été annulée en raison des risques financiers élevés, de l’intérêt insuffisant des entrepreneurs étrangers et d'une faible estimation de fréquentation,. Pour desservir l’exposition, douze rames neuves à deux niveaux Z 20900 devaient compléter les rames à un niveau MI 79 et MI 84 du RER B.

### Doublement du tunnel Châtelet / Gare du Nord

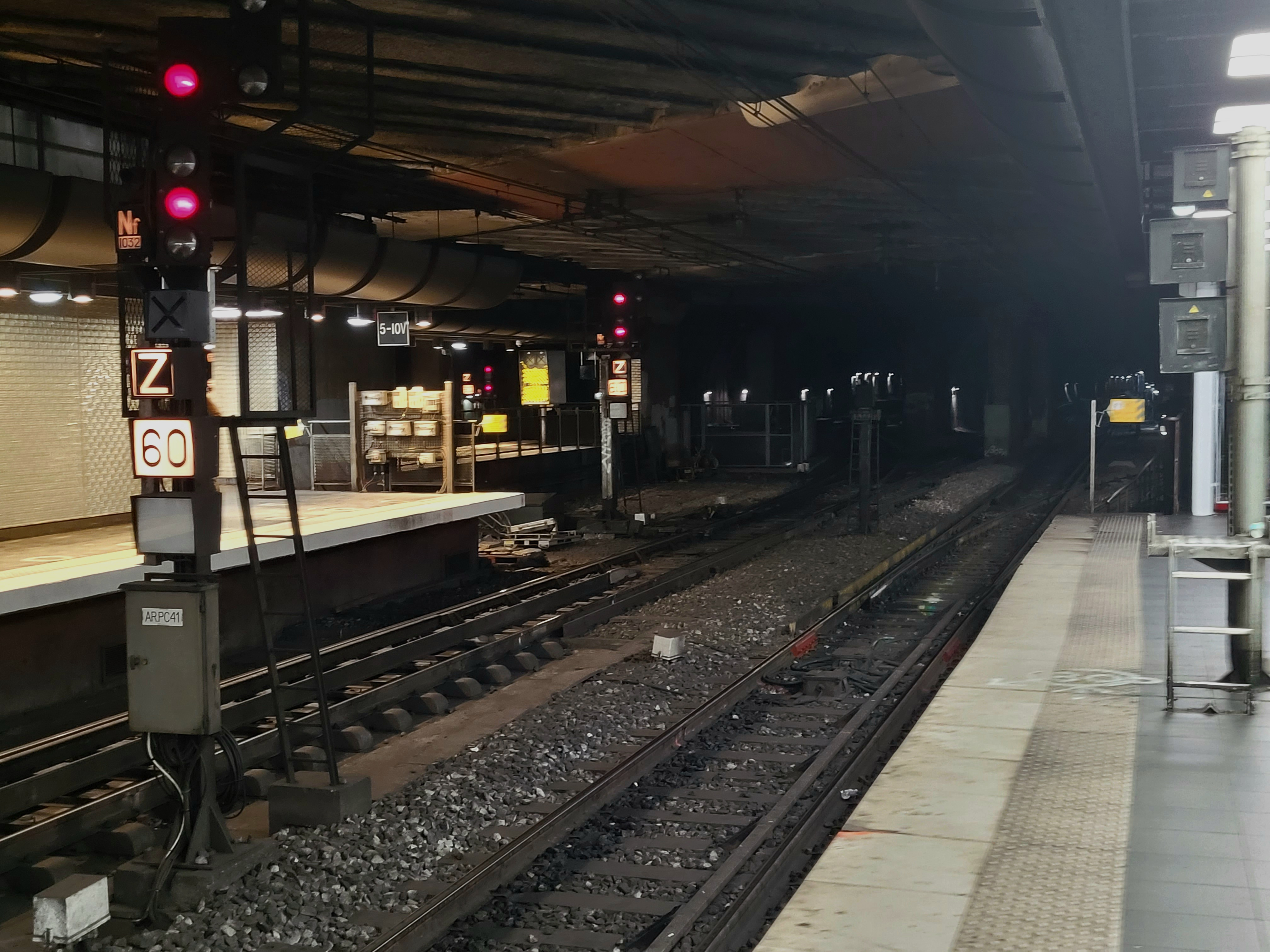
Quai du RER B à Châtelet

Le Schéma directeur de la région Île-de-France (SDRIF) propose le doublement du tunnel Châtelet – Gare du Nord, afin de mettre fin à ce point noir. Ce projet vise ainsi à créer deux voies supplémentaires afin de dédier deux voies au RER B et deux voies au RER D. Projeté depuis longtemps, la réalisation du projet est jugée nécessaire par l'État et la Région, le 26 janvier 2011, dans le cadre des grandes orientations des transports en commun en Île-de-France jusqu'en 2025 et, dans le détail.
De ce fait, il a été décidé de réaliser en urgence des études sur le tunnel supplémentaire, expliquant ainsi le fait que lors de son conseil d'administration du 7 décembre 2011, le Syndicat des transports d'Île-de-France (STIF) ait décidé de les lancer, après avoir approuvé leur financement (études exploratoires et de faisabilité) pour un montant d'1,3 million d'euros. Ces études seront réalisées par Réseau ferré de France (RFF) et entièrement financées par le STIF.
Destiné à faciliter la vie des 1,2 million de voyageurs quotidien des RER B et RER D empruntant chaque jour les trains passant par ce tunnel, le projet de doublement du tunnel Châtelet – Gare du Nord est nécessaire afin de faire face aux irrégularités des lignes B et D du RER, conséquences directes des incidents se produisant sur l’une des deux lignes, ainsi qu'à l'impossibilité de davantage augmenter le nombre de passages de trains sur chacune des lignes. Le tunnel, goulet d'étranglement des lignes B et D, accueille 32 trains par heure dans chaque sens (20 RER B et 12 RER D) et à moyen et long terme, les évolutions de desserte sont prévues à infrastructure constante grâce à l’optimisation de l’exploitation et de la signalisation, mais pour offrir des performances encore plus importantes pour les usagers, le doublement du tunnel est nécessaire.
En complément du Schéma directeur du RER D, cette étude, d'une durée d'un an, permettra de recenser et d’analyser les réflexions déjà engagées, et de préciser les différentes possibilités de tracé, leur faisabilité technique et leur coût. Pour ce faire, dans un premier temps, elle identifiera, parmi l’ensemble des possibilités, les solutions techniques les plus vraisemblables, qu'elle étudiera ensuite notamment en précisant les conditions d’intermodalité en Gare du Nord et à Châtelet - Les Halles, les impacts sur l’exploitation et les gains prévisibles sur la régularité et la robustesse. Cette étude permettra enfin d’affiner le coût de l’opération, le planning, l’impact des travaux.
Selon un responsable de la RATP, le dédoublement du tunnel « est une solution très onéreuse et impossible à réaliser à court et moyen terme ».

### Projet de nouvelle gare «Aérofret»
Lors des négociations sur le Grand Paris, a été proposée en 2012 dans la Convention cadre de développement territorial « Cœur économique Roissy Terres des France » la création d'une nouvelle gare dite « Aérofret », entre la gare du Parc des Expositions et l'aéroport de Roissy, pour desservir les pôles d'emploi des zones de fret et les zones limitrophes, à l'horizon 2025.

### Extension à la zone de Dammartin-en-Goële
Déjà proposé dans le Schéma directeur de la région Île-de-France de 1994, mais sans début de concrétisation dix ans plus tard, le projet d'une extension de la ligne B de la gare de Mitry - Claye jusqu'à la gare de Dammartin - Juilly - Saint-Mard est proposée en phase 3 (horizon 2021-2027) du SDRIF révisé, adopté par délibération du Conseil régional d'Île-de-France le 25 septembre 2008. Elle se ferait avec la création d'une nouvelle gare, conçue comme un terminus, probablement sur la commune voisine de Rouvres, à environ 3,5 km au nord de l'actuelle gare, située près de Saint-Mard, qui est ancienne et inadaptée à un tel projet.

### Transfert de la branche Robinson à la ligne 4 du métro
En mars 2018, avant même l'inauguration du prolongement de la ligne 4 du métro jusqu'à Bagneux, le maire de la commune a émis l'idée de la prolonger au delà, jusqu'à la gare de Robinson. Cette extension qui passerait par Bourg-la-Reine pourrait permettre de remédier à la saturation du RER B dans sa partie sud. Une lettre a été envoyée le 22 mars 2018 à Valérie Pécresse, présidente du conseil régional d'Île-de-France, par les maires de Bagneux et des communes limitrophes, afin d'engager des études,.
Il est à présent envisagé un tracé en partie souterrain, en partie en aérien (le long des voies du RER B à partir de la rue du Port Galand) qui relierait l'actuel terminus (station Bagneux - Lucie Aubrac) à la gare RER de Bourg-la-Reine. Ensuite la ligne emprunterait l'actuel tronçon du RER B entre Bourg-la-Reine et Robinson, ce qui exige d'en modifier les aménagements et les stations pour les convertir aux caractéristiques du métro. Cette section du RER B transformée en métro serait prolongée par un tunnel sous l'avenue Roger-Salengro jusqu'à la station « Théâtre La Piscine » du tramway T10 à Châtenay-Malabry. Dans le cadre du Contrat de plan État-Région 2024-2028, des crédits sont programmés pour étudier la faisabilité de ce prolongement.

## Impact du RER B

### Impact économique

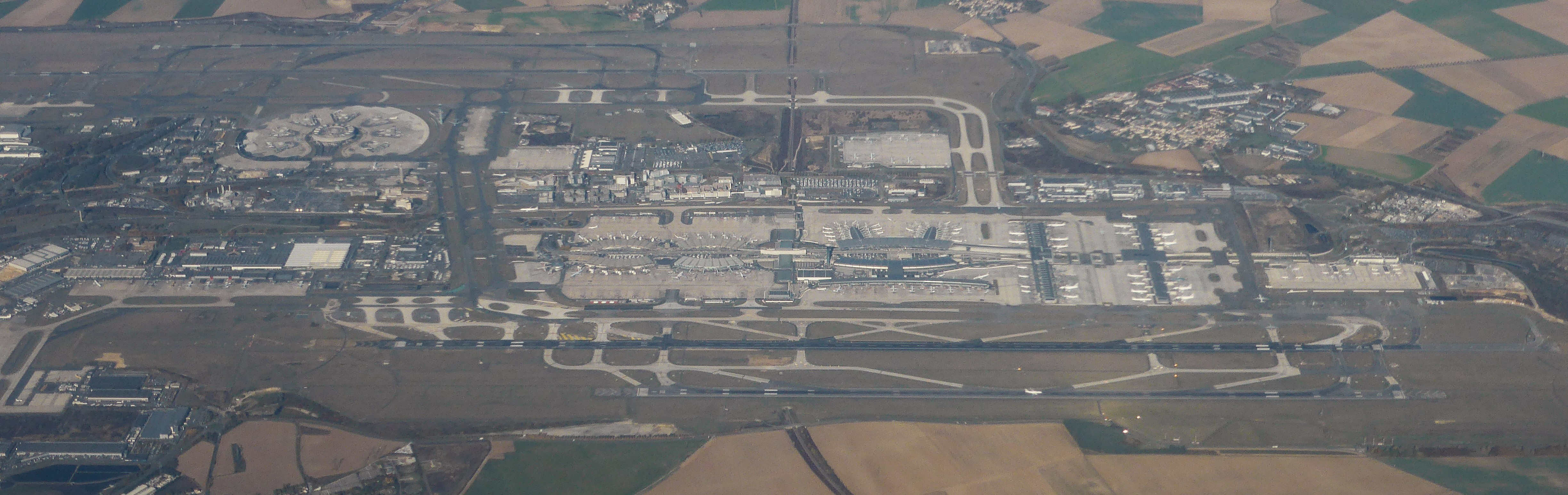
Vue aérienne de 2016 de l'aéroport de Roissy, vecteur important de développement des usages du RER B.

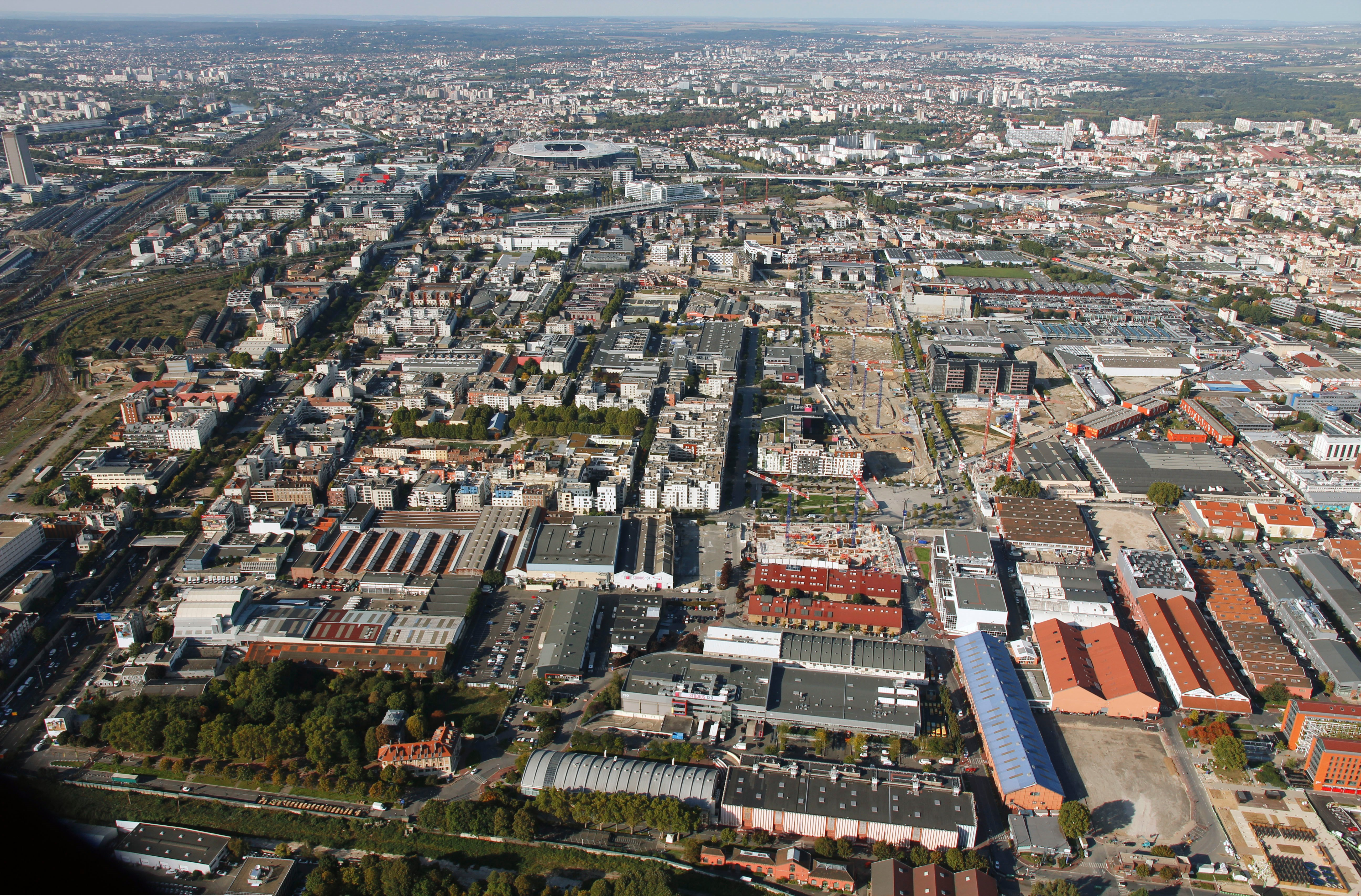
Vue de La Plaine Saint-Denis. Un redécollage économique après la construction du Stade de France (à l'arrière plan).

Lors de sa conception dans les années 1960 comme défini dans le SDAURP de 1965, le réseau des RER doit remplir deux fonctions : « éviter les ruptures de charge entre Paris et sa banlieue, et organiser de nouvelles polarités à l’extérieur de la capitale ». En 1977, le président de la République Valéry Giscard d'Estaing explique ainsi que « Tout justifie que, loin de permettre dans les villes un usage immodéré de la voiture individuelle, nous donnions la priorité aux transports collectifs ».
Alors que le RER B était envié pour son calme dans les années 1990 et était apprécié de ses usagers, la saturation progressive et mal anticipée du réseau ternit progressivement cette image. Du fait d'une régularité chroniquement inférieure à 90 %, une lassitude — illustrée en 1973 avec le RER A dans le film de Gérard Pirès Elle court, elle court la banlieue — et des tracas quotidiens touchent de nombreux voyageurs : promiscuité, retards, remontrances des employeurs intransigeants ou des nounous qui n’attendent pas le retour des parents,.
Après la construction du Stade de France, lancée en 1995 et achevée en 1997, les anciennes friches industrielles de La Plaine Saint-Denis connaissent une reconversion spectaculaire autour de la gare reconstruite en 1998 de La Plaine - Stade de France, secondée sur la ligne D par la gare du Stade de France - Saint-Denis,. Tombée à 85 832 en 1999 contre 99 268 en 1968, la population de Saint-Denis passe la barre des 111 000 habitants en 2018. À contre-courant, l'économiste Laurent Davezies estime toutefois en 2019 qu'entre 1968 et 2015, « le RER B n’a en rien été un booster démographique » et qu'« entre 1990 et 2015, l’emploi dans les communes et les arrondissements parisiens le long du RER B n’a pas progressé plus rapidement qu’en moyenne en Île-de-France, mais seulement au même rythme : + 12 % » . Il conclut que si on soustrait Roissy-en-France et Tremblay-en-France « la variation 1990-2015 de l’emploi le long de l’intégralité du RER B n’est plus que de + 26 000 emplois, soit 4 % – un chiffre ridicule [...] Il y a bien un « effet ville nouvelle » ou un « effet Roissy » sur l’emploi dans les territoires de ces deux RER, mais pas « d’effet RER » ».

### Études sociologiques
Traversante nord-sud de l'Île-de-France, les contrastes entre les territoires traversés par le RER B ont inspiré plusieurs auteurs et chercheurs en sciences humaines.
En 1990, l'auteur François Maspero et la photographe Anaïk Frantz rendent compte dans l'ouvrage Les Passagers du Roissy-Express de leur excursion d'un mois de gare en gare de Roissy à la gare de Saint-Rémy-lès-Chevreuse. En avril 2019, la sociologue et urbaniste Marie-Hélène Bacqué publie Retour à Roissy (avec des photographies d'André Mérian) qui analyse les transformations de mêmes banlieues traversées une trentaine d'années après l'ouvrage de François Maspero, y relevant une aggravation des inégalités sociospatiales des territoires traversés. En 2011 déjà, l'universitaire Emmanuel Vigneron, spécialiste de l'aménagement du territoire, détaillait dans son ouvrage riches en cartes Les Inégalités de santé dans les territoires français les inégalités d'espérance de vie le long de la ligne dans l'article La ville, la vie, la mort dans Paris et ses banlieues au long du RER B : entre le secteur compris entre la gare du Nord au terminus de Roissy et celui compris entre Saint-Rémy-lès-Chevreuse et Châtelet - Les Halles, la mortalité varie de 30 % et il relève que le rapport de densité de médecins libéraux entre Aubervilliers et le 6e arrondissement est de 1 à 50. Ces aspects sociologiques sont également abordés dans le film d'Alice Diop Nous sorti en 2021.

## Tourisme et centres d'intérêt
La ligne B du RER dessert de grands pôles de transport, ainsi que de nombreux lieux touristiques ou centres d'intérêt.
Elle irrigue les trois aéroports parisiens, l'aéroport de Paris-Charles-de-Gaulle (gares de l'aéroport Charles de Gaulle 1 et de l'aéroport Charles de Gaulle 2 TGV), l'aéroport du Bourget — qui abrite aussi le musée de l'Air et de l'Espace — (gare du Bourget) et l'aéroport d'Orly (par la gare d'Antony, via Orlyval) ainsi qu'une gare internationale, la gare de Paris-Nord.

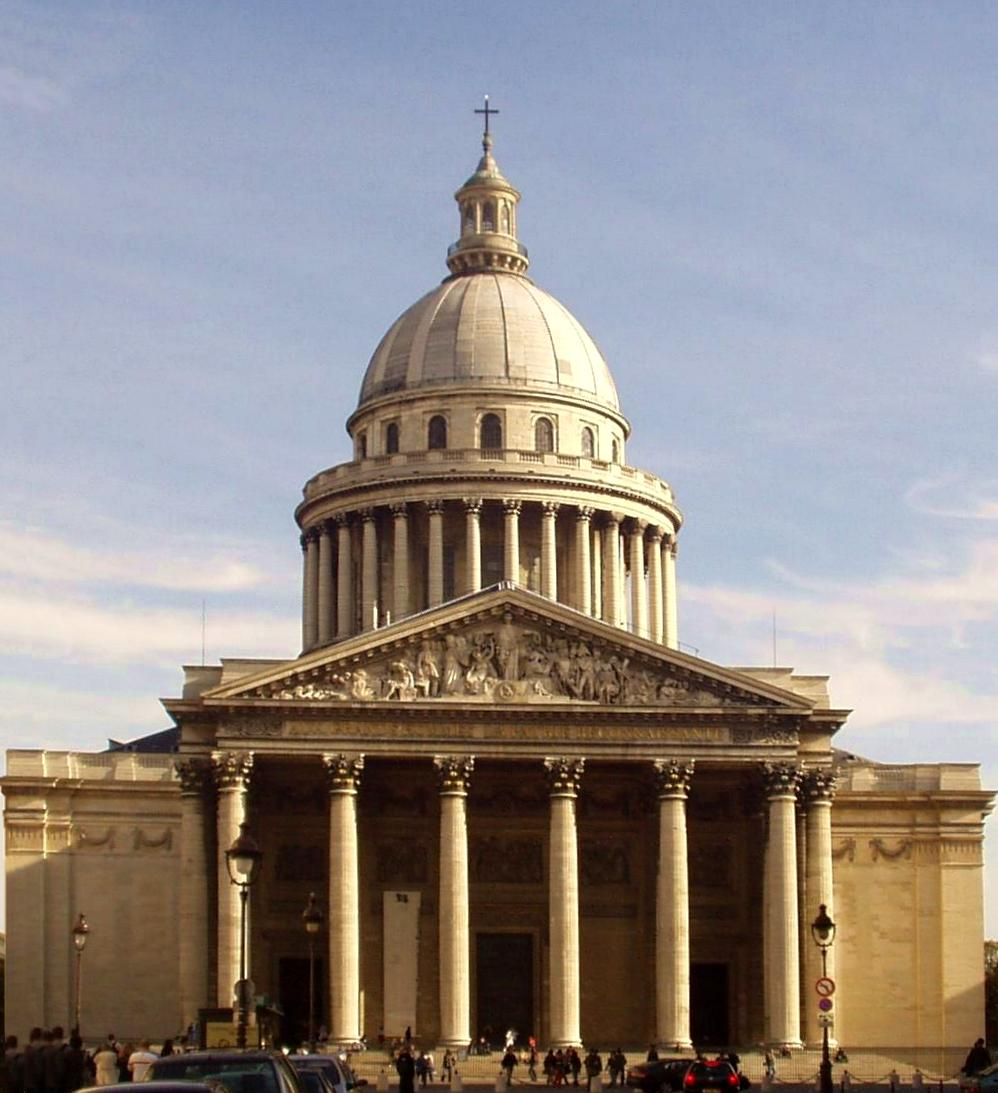
Au centre de Paris, le Panthéon.

De nombreux établissements d'enseignement supérieur ou de recherche sont sur son parcours comme le Campus Condorcet (gare de La Plaine - Stade de France), la Sorbonne (gare de Saint-Michel - Notre-Dame), l'École normale supérieure (gare du Luxembourg), l'observatoire de Paris (Port-Royal et Denfert-Rochereau), la Cité internationale universitaire de Paris (gare de Cité universitaire), la Maison des Examens (gare de Laplace) et le pôle scientifique et technologique du plateau de Saclay comprenant notamment l'École polytechnique (gares de Massy - Palaiseau, Palaiseau, Lozère, Le Guichet, Orsay-Ville ou Bures-sur-Yvette).
La ligne dessert des musées dont le centre national d'art et de culture Georges-Pompidou (gare de Châtelet - Les Halles), et des établissements culturels parisiens comme le théâtre du Châtelet (gare de Châtelet - Les Halles), le musée de Cluny et les cinémas et théâtres du quartier latin (gare de Saint-Michel - Notre-Dame), mais aussi de périphérie comme le musée du Hurepoix (gare de Palaiseau) ou la Maison de la photographie Robert-Doisneau (gare de Gentilly). Plusieurs monuments historiques sont à proximité des gares de la ligne dont la Sainte-Chapelle et la Conciergerie (gare de Saint-Michel - Notre-Dame), le Sénat et le Panthéon (gare du Luxembourg,), la fontaine Saint-Michel (gare de Saint-Michel - Notre-Dame) et la fontaine des Quatre-Parties-du-Monde (gare de Port-Royal). Le RER B donne accès à des lieux de culte mondialement connus comme la cathédrale Notre-Dame de Paris ou d'autres tels l'église Saint-Eustache (gare de Châtelet - Les Halles) et la chapelle de la Sorbonne (gares de Saint-Michel - Notre-Dame et du Luxembourg).
On trouve également un grand équipement sportif, le Stade de France (gare de La Plaine - Stade de France), un espace de salons, le parc des expositions de Paris-Nord Villepinte (gare du Parc des Expositions), des centres commerciaux à Paris comme le Forum des Halles (gare de Châtelet - Les Halles) ou en banlieue comme Aéroville (gares de l'aéroport Charles-de-Gaulle 1 ou du Parc des Expositions).
Les gares desservent de nombreux parcs ou espaces naturels le parc de la poudrerie (gare du Vert-Galant), le parc départemental du Sausset (gare de Villepinte), le jardin du Luxembourg (gare du Luxembourg), le parc de Sceaux (gares de Bourg-la-Reine, Parc de Sceaux et La Croix de Berny), la roseraie du Val-de-Marne (gare de Bourg-la-Reine), la Vallée-aux-Loups (gare de Robinson), les berges de l'Yvette (gare de Lozère), le parc Montsouris (gare de Cité universitaire) et le parc naturel régional de la Haute Vallée de Chevreuse (gare de Saint-Rémy-lès-Chevreuse). Parmi les monuments insolites, on trouve les catacombes de Paris (Denfert-Rochereau) et les aqueducs de la Vanne et du Loing (gare d'Arcueil - Cachan).

Le pont-aqueduc de la Vanne entre Arcueil et Cachan.

## Dans la culture

### Dans la musique
Cette ligne desservant de nombreuses banlieues populaires, elle est souvent mentionnée par des rappeurs français dans leurs chansons pour y raconter des anecdotes. Nous pouvons citer la rappeuse Diam's dans sa chanson Petite banlieusarde : « RER B, zone 5: Orsay-ville Bus 03, direction Carrefour-Les Ulis », ou la rappeuse Casey dans la chanson Pas à vendre : « Je me rappelle encore cette époque RER B bondé, je sortais de mon bloc ». On peut citer également le rappeur Doc Gynéco dans la chanson Né ici : « Et les bombes pètent dans le RER B », le rappeur Sefyu dans la chanson Mister Coupe Coupe : « De la rue du RER B jusqu'au tro-mé Cocktail corrosif signé NCC », le rappeur Guizmo dans la chanson A.Z : « Galéré des nuits sur Châtelet au RER B C'est, illicite comme la C, sans cesser », le rappeur Dinos dans la chanson Mode Avion : « on m'parle de faire le grand saut. J'attend que le RER B passe yo », ou encore le rappeur DA Uzi dans la chanson Du passé au futur : « j'prenais l'train pour revenir à la cité RER B, j'suis défoncé ».